# Magyar költők, írók listája
Ezen a lapon az 1800 utáni magyar írók és költők listája olvasható.
A régi magyar irodalom (1800 előtt) legnagyobb klasszikusait külön oldalon a régi magyar költők és írók listája tartalmazza.
| Ábécé szerinti tartalomjegyzék                                                                           |
| --- |
| A, Á B C Cs D Dz Dzs E, É F G Gy H I, Í J K L Ly M N Ny O, Ó Ö, Ő P Q R S Sz T Ty U, Ú Ü, Ű V W X Y Z Zs |

## A, Á

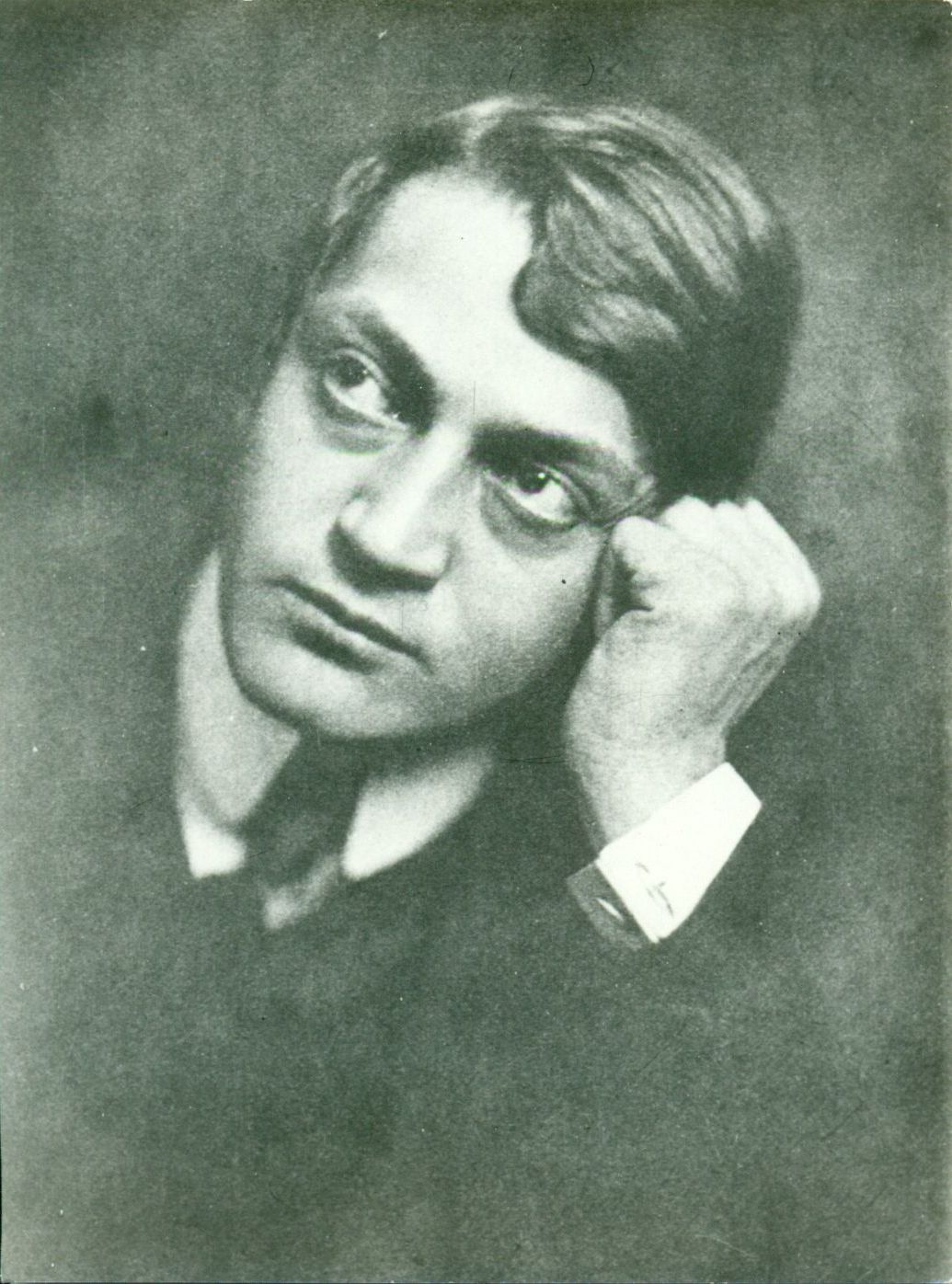
Ady Endre

Ágh István

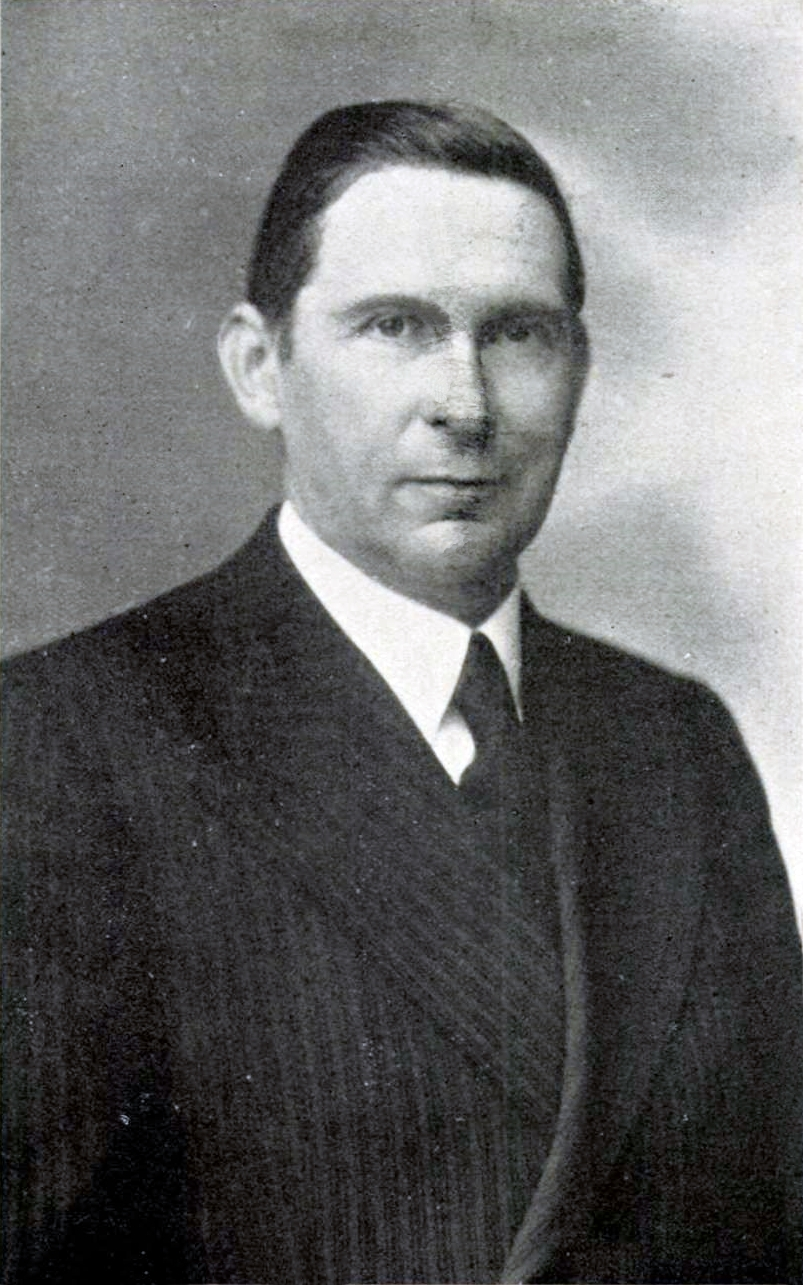
Áprily Lajos

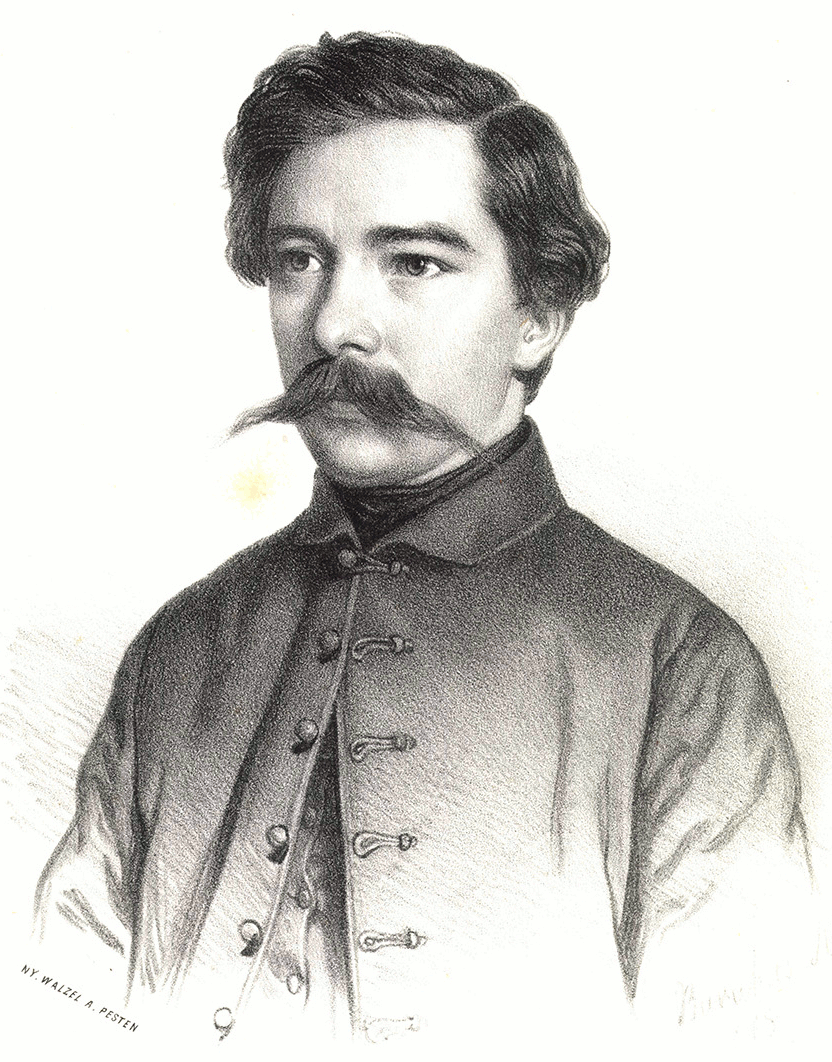
Arany János

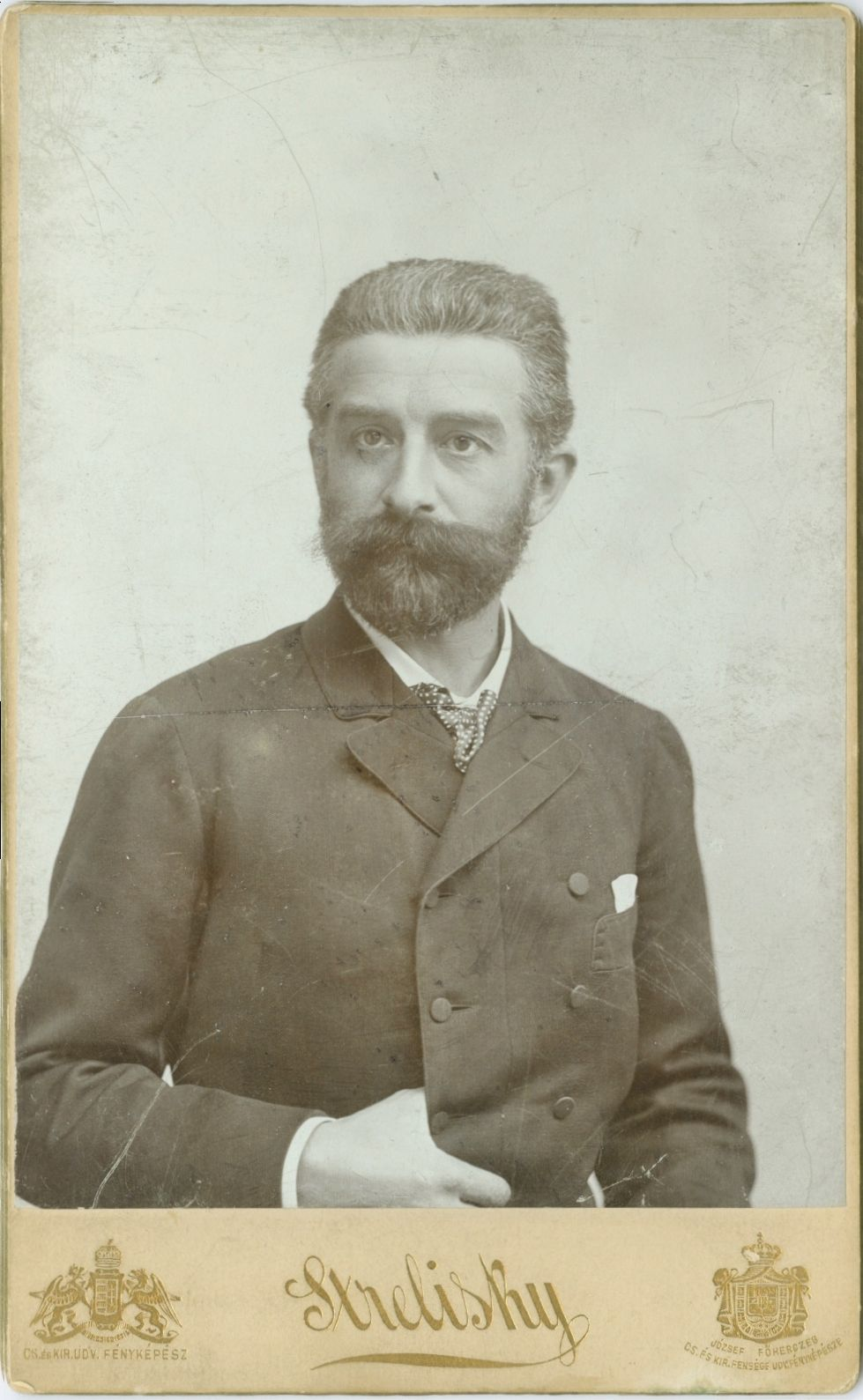
Arany László

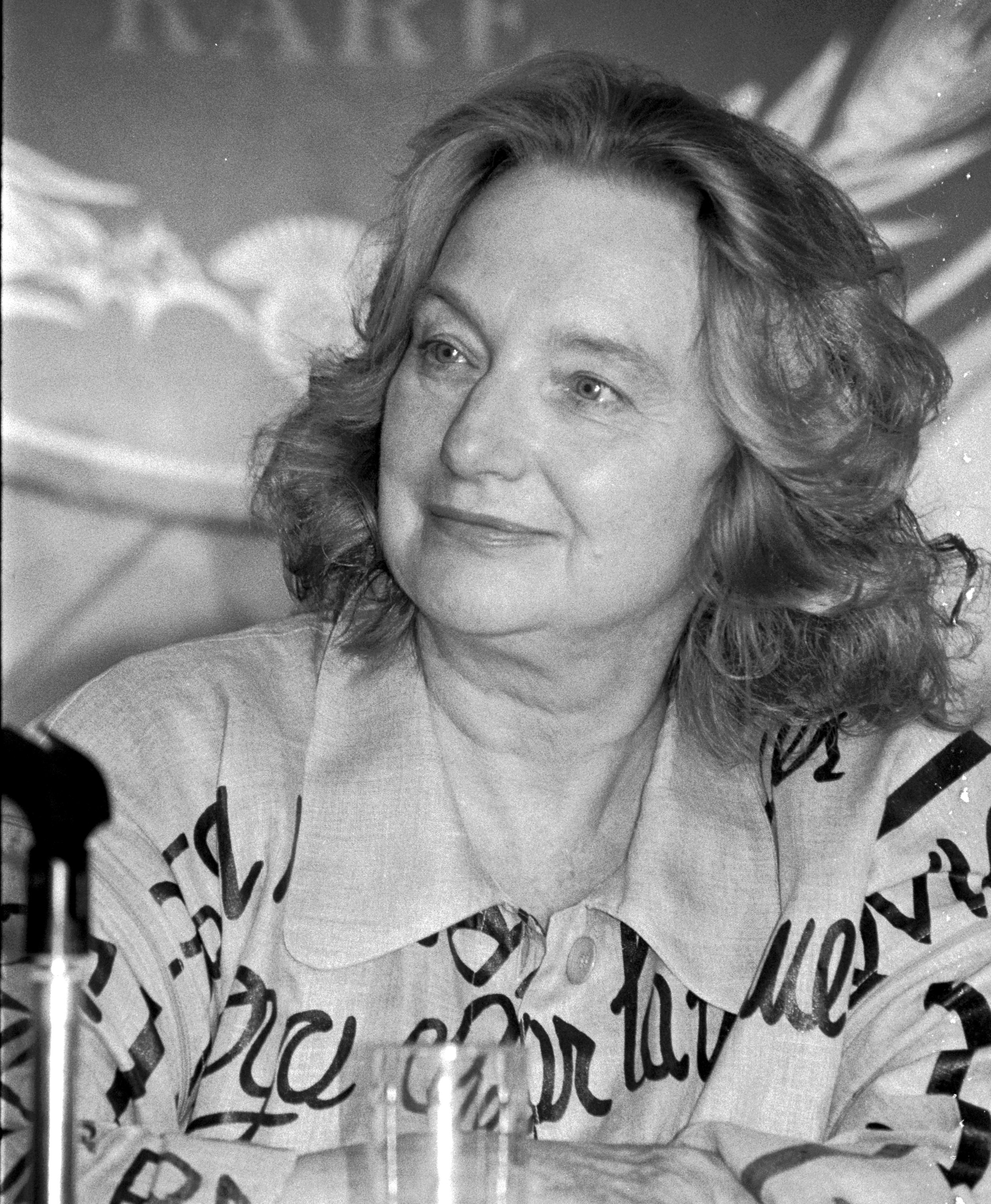
Arnóthy Krisztina

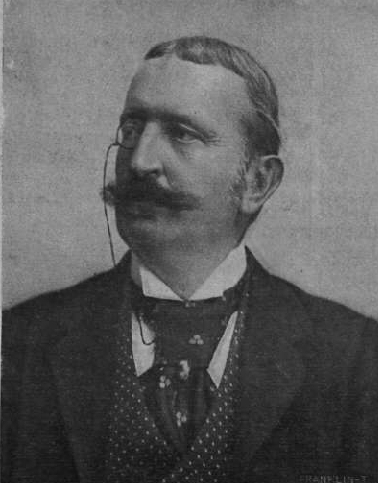
Asbóth János

- Aba Iván (1923–1982) újságíró, író
- Abádi Ervin (Aharon Abdi, 1918–1979) író, szerkesztő, grafikus
- Abafáy Gusztáv (eredeti nevén Öffenberger Gusztáv, 1901–1995) romániai magyar író, publicista, irodalomtörténész
- Abafi Lajos (eredetileg Aigner Lajos, 1840–1909) író, irodalomtörténész, könyvkiadó, bibliográfus
- Abajkovics Péter (1971–) költő
- Abday Sándor (1800–1882) színész, színműíró
- Ábel Péter (1929–1992) író, filmtörténész
- Abody Béla (1931–1990) író, műfordító, irodalmi- és zenekritikus, humorista
- Abody Rita (1957–) író
- Abonyi Árpád (eredeti nevén nagyabonyi Csiba Árpád, 1865–1918) író, újságíró
- Abonyi Lajos (eredeti nevén Márton Ferenc; 1833–1898) író
- Abonyi László (1912–?) költő
- Ábrányi Emil, id. (1820–1850) író, publicista, lapszerkesztő, kritikus
- Ábrányi Emil, ifj. (1850–1920) költő, műfordító, újságíró
- Aczél Géza (1947–) költő, műfordító, irodalomtörténész, kritikus, szerkesztő
- Aczél Tamás (1921–1994) magyar író, újságíró, tanár
- Ács Gábor (1953–) író
- Ács Pál (1954–) irodalomtörténész, újságíró
- Ács Gedeon (1819–1887) református lelkész, szabadságharcos, író
- Ács József (1965–) író, költő
- Ács Kató (1917–1989) író
- Ács Károly (eredeti nevén Kovács Károly, 1928–2007) költő, műfordító, szerkesztő
- Ács Margit (1941–) író
- Acsai Roland (1975–) költő
- Ádám Tamás (1954–) költő, újságíró
- Adamis Anna (1943–) dalszövegíró, költő
- Ádler Miklós lásd: Ákos Miklós
- Adonyi Nagy Mária (1951–2015) költő, újságíró, műfordító
- Ady Endre (1877–1919) költő, újságíró
- Ady Mariska (1889–1977) költő, elbeszélő
- Áfra János (1987–) költő
- Ágai Adolf (eredeti nevén Rosenzweig Adolf, 1836–1916) író, szerkesztő, humorista
- Ágai Ágnes (1932–2024) író, költő, műfordító
- Agárdi Péter (1946–) irodalomtörténész, kritikus
- Ágh István (eredeti nevén Nagy István, 1938–) költő, író, műfordító
- Agócs Sándor (1957–) író
- Ágoston Ernő (1892–1979) költő
- Ágoston Hugó (1944–) szerkesztő, újságíró
- Ágoston Julián (1909–1969) ciszterci szerzetes, író, költő
- T. Ágoston László (1942–2017) író, újságíró
- Ágoston Tamás (1985-) költő, drámaíró
- Ágoston Vilmos (1947–2022) esszéíró, kritikus
- Ágoston Zoltán (1966–) szerkesztő, kritikus
- Agyagfalvi Hegyi István (1886–1975) költő, író
- Aharon Abdi lásd: Abádi Ervin
- Aich Péter (1942–) szlovákiai magyar író
- Aigner Lajos lásd: Abafi Lajos
- Ajtony Árpád (1944–2013) író
- Aknai Péter (1973) író, költő
- Ákos Miklós (eredeti nevén Ádler Miklós, 1911–1985) író
- Albert Attila (1959–) író
- Albert Gábor (1929–2017) író
- Albert Zsuzsa (eredeti nevén Marek Zsuzsanna, 1932–) író, költő, műsorvezető
- Alföldy Géza (eredeti nevén Schilzong József, 1908–1991) költő, újságíró, szerkesztő
- Alföldy Jenő (1939–) író, irodalomtörténész, kritikus, szerkesztő
- Altai Margit (1882–1972) író
- Ambrózy Ágoston (1914–1998) költő, író, műfordító
- Ambrus András (1925–) író, színész
- Ambrus Balázs (eredeti nevén Herman Károly, 1887–1941) költő, kritikus, orvos
- Ambrus Győző (1935–) író
- Ambrus József (1966) költő
- Ambrus Lajos (1941–) író
- Ambrus Lajos (1950–) író szerkesztő
- Ambrus Zoltán (1861–1932) író, kritikus, műfordító
- Anavi Ádám (eredeti nevén Frucht Ferenc, 1909–2009) költő, író, tanár
- Anda Róza (eredeti nevén Wimpffen Beatrix Antónia 1808–1844) költő, író, műfordító
- Andai György (1947–2016) költő, újságíró, szerkesztő, médiaelemző
- Andersen György (1896–1975) költő
- András László (1919–1988) író, műfordító
- András László (1966–) író
- András Sándor (eredeti nevén Sándor András, 1934–2024) költő, irodalomtörténész
- Andrassew Iván (eredeti nevén Andrasev Iván, 1952–2015) író, hírlapíró
- Andrássy Béla (1854-1873) költő
- Andrássy Lajos (eredeti nevén Andrási Lajos, 1928–2007) költő, szerkesztő
- André Ferenc (1992–) költő, slammer, szerkesztő
- Angyalosi Gergely (1953–) irodalomtörténész, kritikus
- Aniszi Kálmán (1939–) író
- Ankerl Géza (1933–2022) író, építész, szociológus, egyetemi tanár
- Annus József (1940–2005) író, költő, országgyűlési képviselő
- Anóka Eszter (eredeti nevén Horváth Katalin, 1942–1994) író, költő
- Antal Barnabás (1942–) költő
- Antal János (1907–1943) költő, író, újságíró
- Antal József (1965–) vegyészmérnök, biokémikus, sci-fi író, karikaturista
- Antalfy István (1924–2019)[1] költő, újságíró
- Apáti Miklós (eredeti nevén Latyák Miklós, 1944–2016) író, újságíró
- Apor Dezső (1883-1941) író
- Apraxin Júlia (1830–1917) körül) orosz származású színésznő, író
- Áprily Lajos (eredeti nevén Jékely Lajos, 1887–1967) költő, műfordító
- Apró István (1960–) író
- Ara-Kovács Attila (1953–) író
- Arany János (1817–1882) költő
- Arany László (1844–1898) költő, népmesegyűjtő
- Aranyi László (1957–) költő
- Arányi Jenő (1883-1944) író
- Aranyosrákosi Székely Sándor (1797–1854) költő, író, unitárius püspök
- Arató Károly (1939–1992) költő
- Archleb Gály Tamara (1951–) művészettörténész
- Ardamica Ferenc (1941–2023) szlovákiai magyar író, műfordító
- Ardamica Zorán (1970–) szlovákiai magyar író, költő
- Árkos Antal (1924–2001) író, műfordító
- Arnóthy Krisztina (eredeti nevén Kovách Krisztina, 1930–2015) író, kritikus
- Árpás Károly (1955–2020) író, költő, műfordító, irodalomtörténész
- Árpás Rózsa (1924–)
- Asbóth János (1845–1911) író, újságíró, néprajzkutató, politikus
- Asperján György (1939–) író, költő
- Aszlányi Károly (eredeti nevén Ausländer Károly, 1908–1938) író, színműíró, újságíró
- Aszódi Imre (1921–2006) költő
- Asztalos András (1975–) költő
- Asztalos István (1909–1960) író, publicista
- Auer István (1872–1938) újságíró, író, műfordító
- Ausländer Károly lásd: Aszlányi Károly
- Ayhan Gökhan (1986–) költő

## B

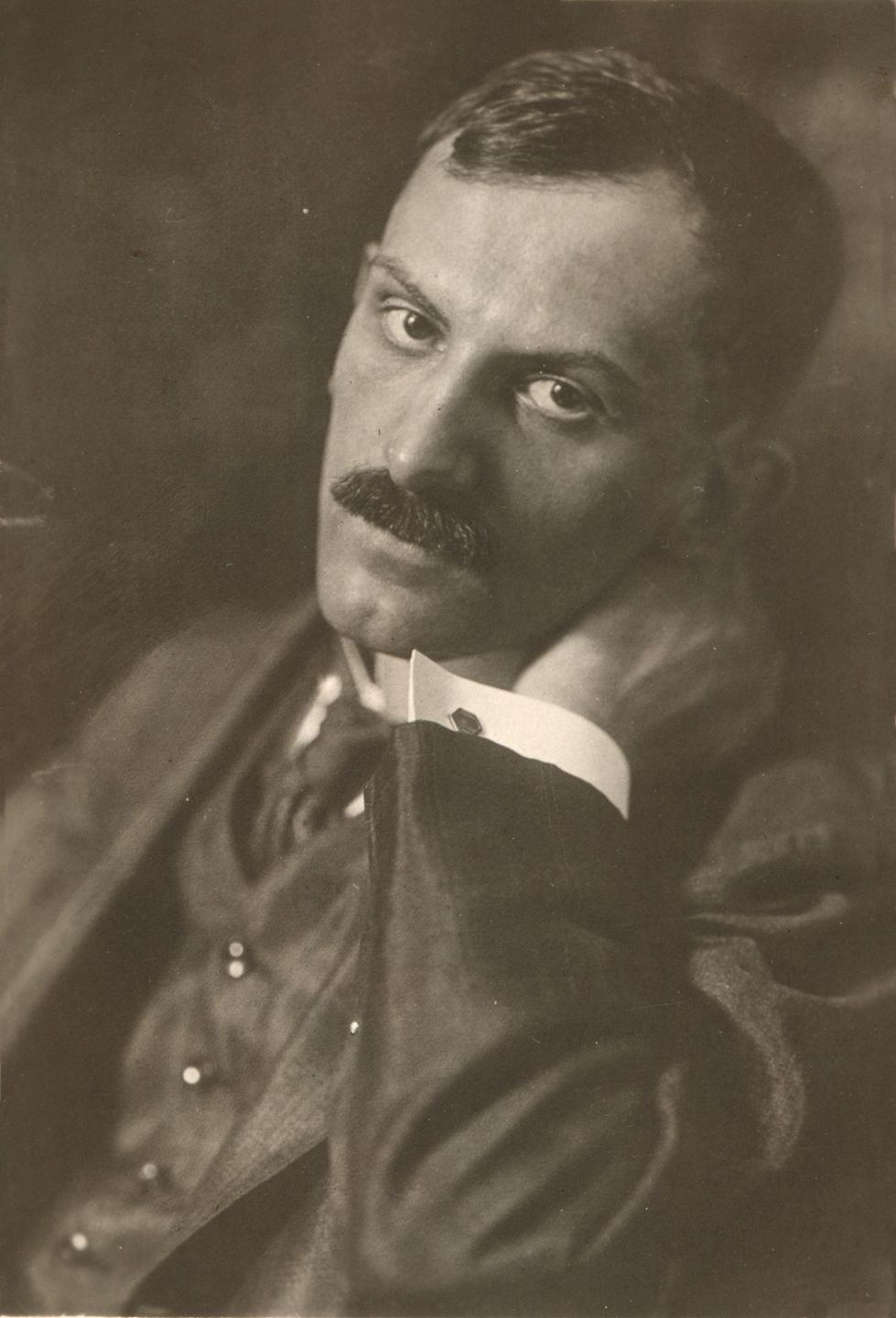
Babits Mihály

Baka István

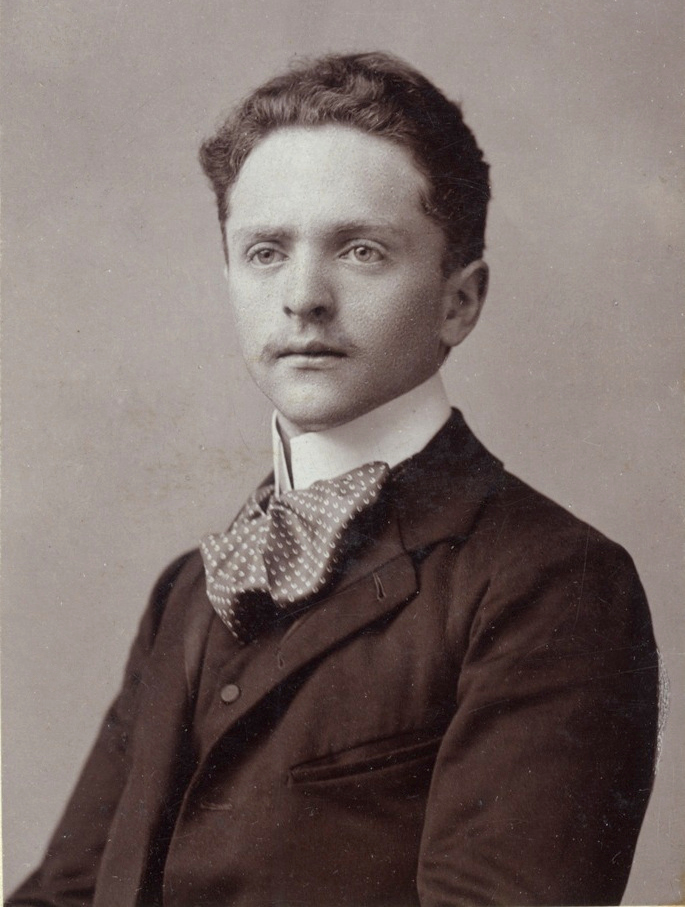
Balázs Béla

Bálint Ágnes

Baranyi Ferenc

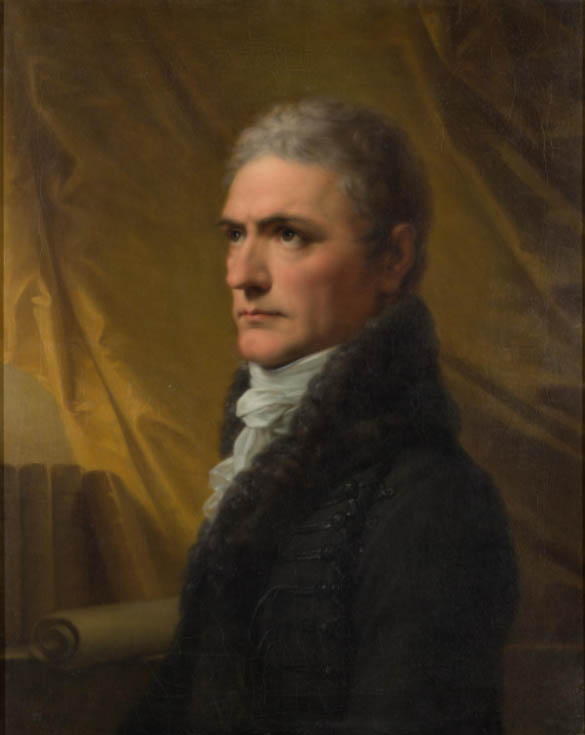
Batsányi János

Bella István

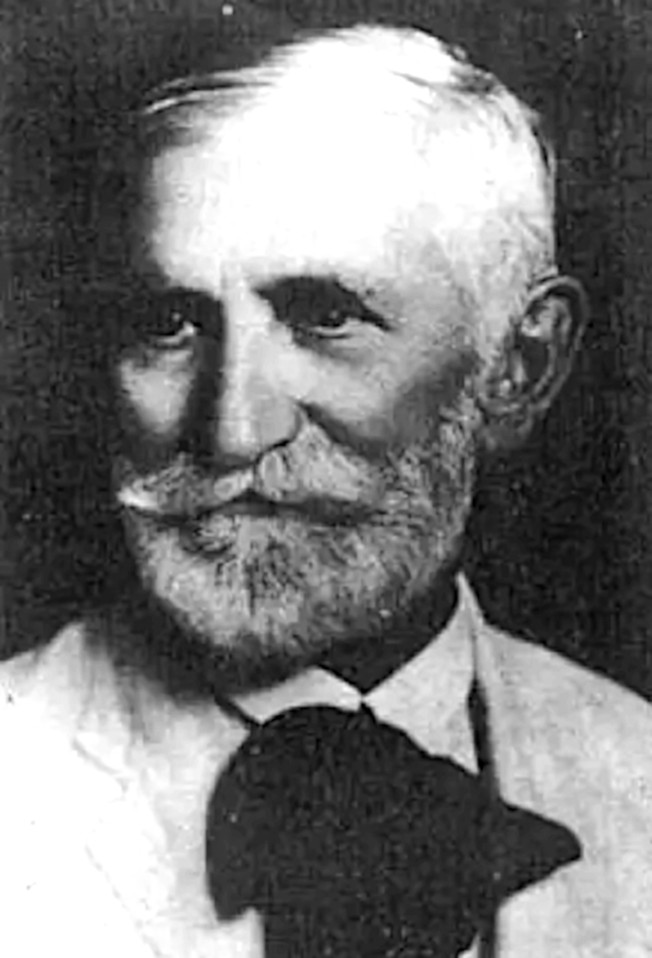
Benedek Elek

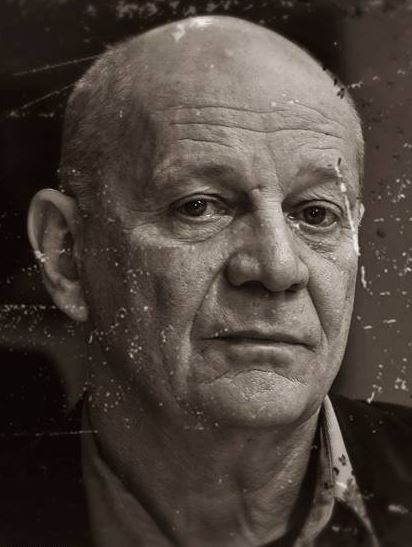
Bereményi Géza

Bertha Bulcsu

Bertók László

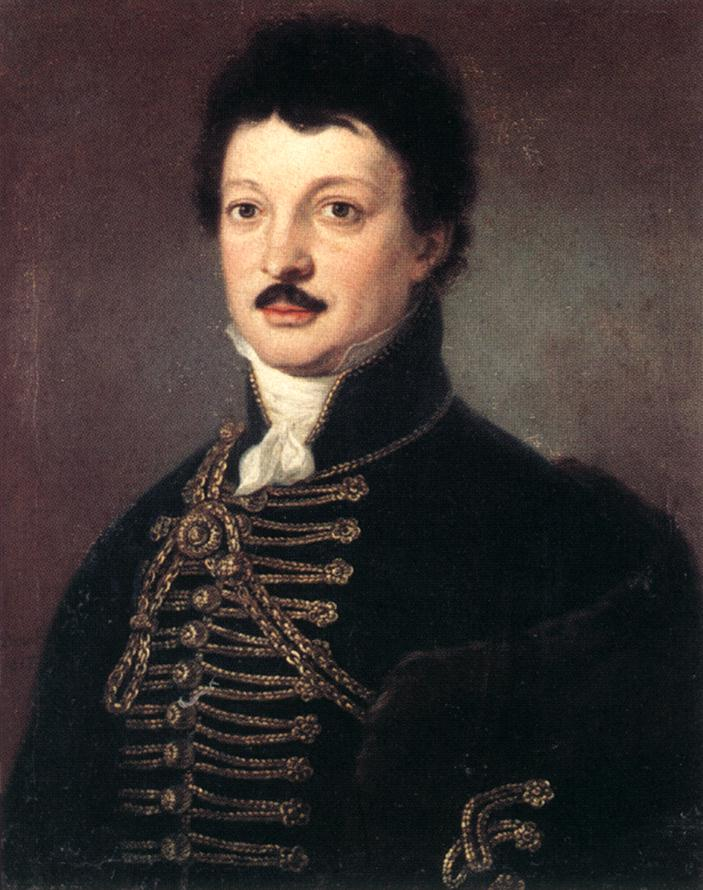
Berzsenyi Dániel

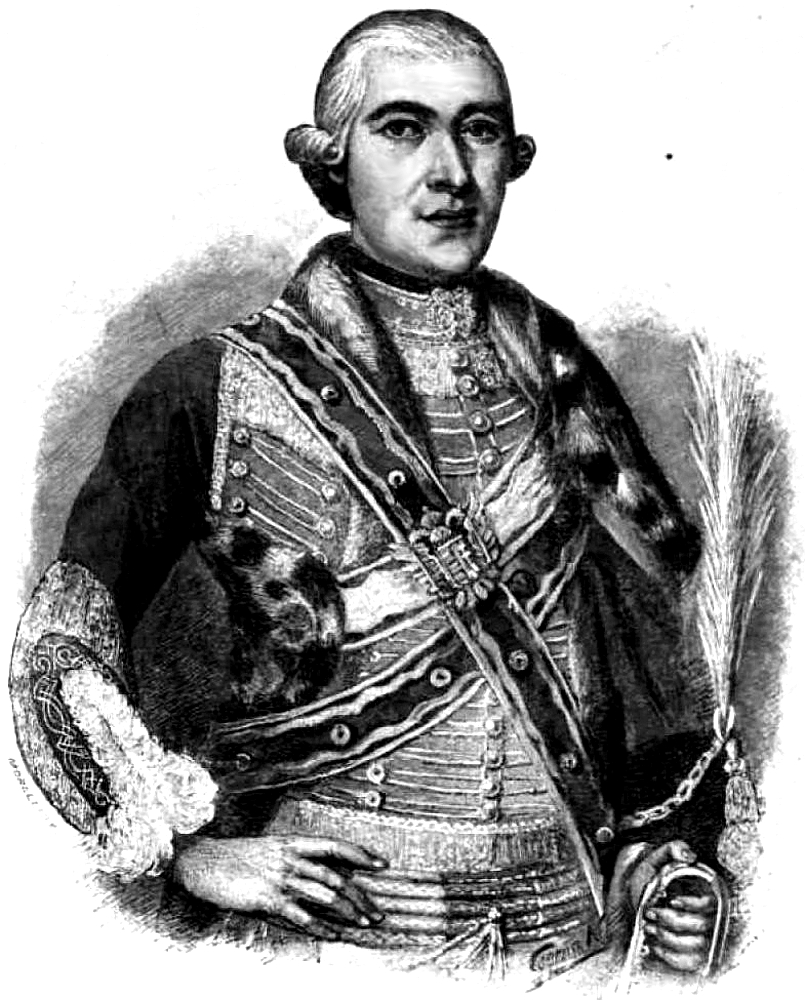
Bessenyei György

Bodor Ádám

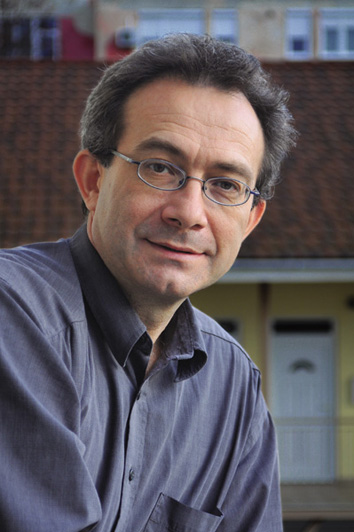
Borbély Szilárd

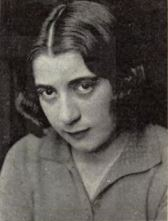
Bródy Lili

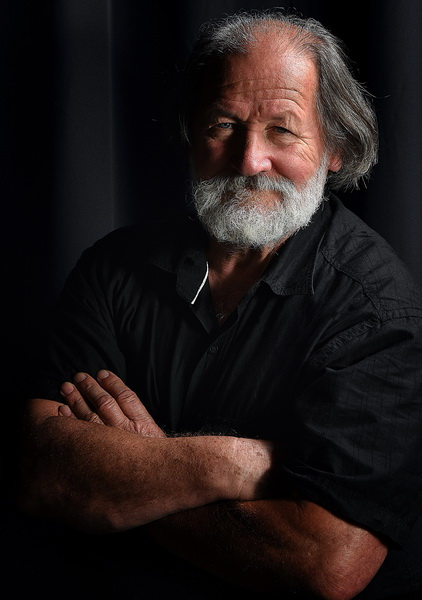
Buda Ferenc

- B. Tamás-Tarr Melinda (1953–) író, költő, műfordító, újságíró, publicista, szerkesztő
- Baán Viktor (1999–) (művésznevén „Wicomte“)  költő, esszéista
- Babarczy Eszter (1966–) szerkesztő, kritikus, esszéista
- Babay József (1898–1956) író
- Bábi Tibor (1925–1978) költő
- Babiczky Tibor (1980–) költő
- Babics Imre (1961–) költő
- Babits Mihály (1883–1941) költő, író, irodalomtörténész, műfordító
- Babócsai István (18–19. század) író
- Bach Gyula (1889–1954) újságíró, író, műfordító
- Bächer Iván (1957–2013) író, újságíró, publicista
- Bada Tibor (művésznevén Bada Dada, 1963–2006) festőművész, költő, előadóművész
- Báger Gusztáv (1938–) közgazdász, költő
- Bagu László (1970–) költő, szerkesztő
- Bágyoni Szabó István  (1941–) költő, prózaíró, műfordító, tanár
- Baja Mihály (1879–1957) költő, református lelkész
- Bajor Andor (1927–1991) író, költő, humorista
- Bajtai András (1983–) költő, újságíró, szerkesztő, kritikus
- Bajza Jenő (1840–1863) író, költő
- Bajza József (1804–1858) költő, színigazgató, kritikus
- Baka Györgyi (1951–) költő
- Baka István (1948–1995) költő, műfordító
- Bakó József (1896–1962) író, költő, könyvtáros
- Bakonyi Péter (1949–) újságíró, szociográfus
- Baksa-Soós Attila (1972–) író, költő, műfordító
- Baksay Sándor (1832–1915) református püspök, szépíró, költő, műfordító
- Baktai Ferenc (1924–1974) újságíró
- Bakucz József (1929–1990) költő, műfordító
- Balajthy Ferenc (1946–) költő
- Balajthy József (19. század) református lelkész, tudós, szakíró, költő, műfordító
- Balaskó Ákos (1984–) költő
- Balaskó Jenő (1940–2009) költő, író, újságíró, zenetanár
- Balassa Péter (1947–2003) esztéta, publicista, irodalomtörténész
- Balássy László (1928–1990) költő, újságíró, műfordító
- Balázs Ágnes (1967–) színésznő, műsorvezető, szövegkönyvíró, zeneszerző, dalszövegíró, író
- Balázs Anna (1907–1998) író, újságíró
- Balázs Attila (1955–) író, újságíró, műfordító, szerkesztő
- Balázs Béla (eredeti nevén Bauer Herbert, 1884–1949) költő, író, filmesztéta, filmrendező
- Balázs Imre József (1976–) költő, kritikus, irodalomtörténész
- Balázs József (1944–1997) író, dramaturg
- Balázs Sándor (1830–1887) könyvtáros, író
- Balázs Sándor (1883–1982) író
- Balázs Tibor (1958–2017) költő, műfordító, kiadóvezető
- Balázsovics Mihály (1943–1994) költő
- Baley Endre (1962–) író, költő
- Bálint Ágnes (1922–2008) író, szerkesztő, dramaturg
- Bálint B. András (1947–1997) újságíró, író
- Bálint György (1906–1943) író, újságíró, kritikus, műfordító
- Bálint István (1943–2007) rendező, színész, költő, író
- Bálint Lajos (1886–1974) kritikus, író, dramaturg, műfordító
- Bálint Tamás (1985–) költő, közgazdász
- Balla D. Károly (1957–) kárpátaljai magyar író, szerkesztő
- Balla László (1927–2010) költő, író, szerkesztő
- Balla Miklós (1874–1912) költő
- Balla Zsófia (1949–) erdélyi magyar költő
- Ballagi Zsigmond (1935–) költő
- Balogh Attila (1956–) költő, író, újságíró
- Balogh Béni (1922–2000) író, pedagógus
- Balogh Edgár (eredeti nevén Kessler Edgár, 1906–1996) publicista
- Balogh Elemér (1938–2024) író, újságíró, dramaturg
- Balogh F. András (1964–): irodalomtörténész
- Balogh József  (1797–1884) költő, ügyvéd
- Balogh József (1951–2011) szakíró, tanár, költő, dalszövegíró
- Balogh István (1946–) vajdasági magyar költő, író, tanár
- Balogh Melanie (Benyovszky Oszkárné 1837–1861) költő
- Baloghy László (1799–1858) író
- Bán Oszkár (1901–1980) költő, újságíró
- Bán Zoltán András (1954–) író, drámaíró, műfordító, kritikus, szerkesztő, irodalmár
- Bánati Katalin (19. század) költő
- Bandi Katalin (1967–) költő, szerkesztő
- Bánffy Miklós (1873–1950) író, grafikus, díszlet- és kosztümtervező, színpadi rendező, politikus
- Banos János (1952– 2006) költő
- Bánosi György (1953–) költő, író, tanár
- Bányai Elemér (írói álneve: Zuboly, 1875–1915) újságíró, író
- Bányai Kornél (1897–1934) költő
- Bányai László (eredeti nevén Baumgarten László, 1907–1981) közíró, történész
- Bányai Tamás (1946–2017) író
- Barabás Tibor (1911–1984) író
- Barak László (1953–) felvidéki költő, író, publicista
- Baránszky-Jób László (1897–1987) esztéta
- Bárány Tamás (1922–2004) író, költő
- Baranyai Máté (1978–) költő, író, műfordító
- Baranyi Ferenc (1937–) költő, műfordító
- Barát Endre (1907–1976) író, újságíró
- Baráth Lajos (1935–2006) író
- Baráti Molnár Lóránt (1949–) költő, író
- Bárczy János (1917–1999) köztisztviselő, író
- Barcsay Ábrahám (1742–1806) költő
- Bardócz Árpád (1888–1953) költő, műfordító, jogász
- Bárd Miklós lásd: Kozma Ferenc
- Bárd Oszkár (eredeti nevén Wettenstein Oszkár, 1893–1942) orvos, költő, drámaíró
- Bárdos Artúr (1882-1974) színházi író, költő, dramaturg, publicista
- Bárdos László (1897–1960) író
- Bárdos László (1955–2016) költő
- Bárdos Pál (1936–2017) író, egyetemi adjunktus
- Bárdosi Németh János (1902–1981) költő
- Bari Károly (1952–) költő, műfordító, grafikus
- Barina Vendel (1834–1875) katolikus pap, költő, író
- Barna Béla (1972) turisztikai újságíró, fotós, főiskolai tanársegéd
- Barna Júlia (1946–) költő
- Barna T. Attila (eredeti nevén Tóbiás Barna Attila, 1971–) költő, kritikus, újságíró
- Barnás Ferenc (1959–) író
- Báróczi Sándor (Báróczy, Bárótzi, 1735–1809) királyi testőr, író
- Barota Mihály (1922–1995) író, újságíró, pedagógus
- Baróti Géza (eredeti nevén Szabó Géza 1914–1993) író, újságíró
- Baróti Szabó Dávid (1739–1819) költő, nyelvújító, pap, tanár
- Barsi Ödön (eredeti nevén Rodriguez Ödön, 1904–1963) színész, író, műfordító, rendező
- Bársony Ottília (1930–) író
- Bársony István (1855–1928) újságíró, író
- Bart István (1944–2019) író, műfordító, könyvkiadó
- Barta Sándor (1897–1938?) költő, író
- Bartalis János (1893–1976) költő
- Bártfai Barnabás (1969–) író, szakíró, tanár, informatikus
- Bartis Attila (1968–) író, fotográfus
- Bartis Ferenc (1936–2006) székely író, költő
- Bartók Imre (1985–) író
- Bartók Lajos (1851–1902) költő
- Bartos Erika (1974–) író, építészmérnök
- Bartusz-Dobosi László (1971-) író, szerkesztő, kritikus, irodalomtörténész, újságíró, tanár
- Batári Gábor (1967–) költő
- Batári Gyula (1933–2013) művelődéstörténész
- Báthori Csaba (1956–) költő, irodalomtörténész, műfordító, esszéista
- Batsányi János (1763–1845) költő
- Batta György (1943–) költő, író, műfordító, újságíró, publicista, színműíró
- Bechnitz Sándor (1888–1951) jogász, újságíró, kritikus, novellista
- Beczássy Judit (1888–1961) tanár, író
- Becsky Róbert (1939–) közgazdász, újságíró
- Bede Anna (1926–2009) költő, műfordító
- Béki István  (1968–) költő, performer
- Békeffi László (1891–1962) író, komikus, konferanszié, kabarészerző
- Békés Gellért (1915–1999) bencés szerzetes, teológus, költő, szerkesztő
- Békés József (1923–2006) író, forgatókönyvíró, dramaturg
- Békés Pál (1956–2010) író, drámaíró, műfordító
- Béky-Halász Iván (1919–1997) költő, műfordító, szerkesztő, bibliográfus, szobrász
- Bella István (1940–2006) költő
- Belohorszky Pál (1948–1988) irodalomtörténész, esszéíró, kritikus
- Bencsik András lásd: Berkesi András
- Bencsik Imre (1924–1993) író, filmíró, dramaturg
- Bene Sándor (1964–) irodalomtörténész
- Bene Zoltán (1973–) író
- Benedeczki Elvira (1963–) költő, grafikus
- Benedek Aladár (1843–1915) költő, író
- Benedek Elek (1859–1929) újságíró, író, népmesegyűjtő
- Benedek Hajnal (1984–) költő
- Benedek István (1915–1996) orvos, író, művelődéstörténész
- Benedek Marcell (1885–1969) tanár, író, műfordító, lexikonszerkesztő
- Benedikty Tamás (1940–) író, költő
- Beney Zsuzsa (1930–2006) költő, esszéista
- Beniczkyné Bajza Lenke (1839–1905) író, újságíró
- Benjámin László (1915–1986) költő
- Benkő Attila (1942–) költő, író, szerkesztő
- Bényei József (1934–2017) újságíró, író, költő
- Benyovszky Oszkárné lásd: Balogh Melanie
- Berczeli Anzelm Károly (1904–1982) költő, író
- Berda József (1902–1966) költő
- Berde Mária (1889–1949) író, költő, műfordító
- Berecz Károly (1821–1901) ügyvéd, költő, újságíró
- Bereczky László (1931–2001)
- Bereményi Géza (1946–) író, költő, dalszöveg- és forgatókönyvíró, filmrendező
- Béres Attila (1946–) költő
- Berg Judit (1974–) író
- Béri Géza (1933–1979) költő, novellista
- Berkesi András (eredetileg Bencsik András, 1919–1997) krimiíró
- Berkó Sándor (1918–1942?) költő
- Bernát Gáspár (1810–1873) író
- Bernáth Aurél (1895–1982) festő, grafikus, művészeti író
- Bernáth István (1928–2012) irodalomtörténész, műfordító
- Bertalan Tivadar (1930–) festő, grafikus, író, látványtervező
- Bertha Bulcsu (1935–1997) író, költő, publicista
- Bertha Zoltán (1955–) kritikus, irodalomtörténész
- Bertók László (1935–2020) író, költő
- Berzsenyi Dániel (1776–1836) költő
- Bessenyei Anna (1760–1859) költő
- Bessenyei György (1746 vagy 1747–1811) író, költő
- Bezerédj Amália (1804–1837)  író, költő, pedagógus
- Bihari Sándor (1932–2011) költő
- Bikácsy Gergely (1941–) író, esszéíró, kritikus
- Birkás Endre (1913–1975) író, könyvtáros.
- Bíró András (1923–2016) író, költő, újságíró
- Bíró Béla (1947–) irodalomtörténész
- Bíró Ferenc (1937–2024) irodalomtörténész, egyetemi tanár
- Bíró József (1951–) költő, performer
- Bíró Lajos Pál (1906–1985) irodalomtörténész, szerkesztő, nyelvkönyv- és szótáríró
- Bíró Yvette (1930–) filmesztéta, filmkritikus, forgatókönyvíró
- Bíró Zsuzsa (1933–2023) dramaturg, forgatókönyvíró
- Birtalan Balázs (1969–2016) író, költő, publicista
- Birtalan Ferenc (1945–2018) költő, író
- Bisztray Ádám (eredeti nevén Bisztray-Balku Ádám, 1935–1998) költő, író
- Bitó László (1934–2021) író, orvoskutató
- Bitter T. Ákos (1952–) költő
- Bóc Imre (1923–2019) közgazdász, újságíró, író
- Boda István (1928–) költő, író, újságíró
- Boda László (1929–2014) teológus, író
- Boda Magdolna (1956–) költő, író
- Cipő (Bódi László) (1965–2013) rockénekes, zeneszerző, dalszerző
- Bódi Attila (1970–) író
- Bódis Kriszta (1967–) író, dokumentumfilmes, pszichológus
- Bodnár György (1927–2008) irodalomtörténész, egyetemi tanár
- Bodó Béla (1903–1970) újságíró, író
- Bodor Ádám (1936–) erdélyi magyar író
- Bodor Béla (1954–2010) költő, író, kritikus
- Bodosi György lásd Józsa Tivadar
- Bogáti Péter (1924–2012) író
- Bognár Antal (1951–) író, szerkesztő
- Bognár Papp Irén (1951–) újságíró, költő
- Bognár Péter (1982–) költő
- Bognár Róbert (1947–) író, műfordító, újságíró
- Bohuniczky Szefi (1894–)  vagy 1896–1969) író
- Bóka László (eredeti nevén Bóka László Károly Gyula Nándor Zoltán, 1910–1964) költő, író
- Bókay János (1892–1961) író, műfordító
- Bokor Péter (1924–2014) filmrendező, író, történész, dramaturg
- Boldizsár Iván (eredeti nevén Bettelheim Iván, 1912–1988) író, újságíró
- Boldogh Dezső (eredeti nevén Fülöp Gábor, 1967–) költő
- Bolgár György (1946–) író, költő, újságíró, rádiós műsorvezető
- Bólya Péter (1944–1993) orvos, író
- Bor Ambrus (eredeti nevén Lukács János, 1921–1995) író, műfordító, publicista
- Bor Kálmán (1924–2018) bibliográfus, könyvtáros
- Borbándi Gyula (1919–2014) író, történész, szerkesztő
- Borbás Mária (1930–2020) műfordító, író, kiadói szerkesztő
- Borbély Szilárd (1964–2014) költő, író, irodalomtörténész
- Borcsa János (1953–) irodalomkritikus, tanár
- Borda Réka (1992–) költő, író, műfordító
- Borenich Péter (1940–2024) újságíró, dramaturg
- Bori Imre (1929–2004) író, irodalomtörténész, egyetemi tanár, kritikus, szerkesztő
- Bornai Tibor (1955–) zenész, zeneszerző, szövegíró
- Boros István (1953–2005) író, újságíró
- Boross Mihály (1815–1899) újságíró, író
- Boross Mihály (eredeti nevén Weiner Mihály, (1877–1944) körül) író, újságíró, mérnök
- Bosnyák Viktória (1966–) író, műfordító, tanár
- Botár Attila (1944–2019) költő
- Botz Domonkos (1952–) író, újságíró
- Bozók Ferenc (1973–) költő, esszéista, tanár, szerzetes
- Bozzai Pál (1829–1852) költő
- Bögözi Kádár János (1939–2011) erdélyi magyar költő, író
- Bölöni György (eredeti nevén Bölöni György Sámuel, 1882–1959) író, újságíró
- Böndör Pál (1947–2020) vajdasági magyar költő, író, műfordító, dramaturg
- Böröczki Mihály (1946–) költő
- Böröndi Lajos (1954–) költő, szerkesztő, újságíró
- Böszörményi Gyula (1964–2022) író, újságíró
- Böszörményi Zoltán (1951–) író, költő, szerkesztő
- Brády Zoltán (1940–2024) újságíró, kiadóvezető
- Brasnyó István (1943–2009) vajdasági magyar költő, író, műfordító
- Brassai Sámuel (1800–1897) nyelvész, filozófus, természettudós, író
- Brassai Viktor (1913–1944) erdélyi magyar jogász, költő, műfordító, szavalóművész
- Brassai Zoltán (1948–2018) író, irodalomtörténész, tanár
- Brenner József lásd: Csáth Géza
- Bródy László (1897–1984) költő, ügyvéd
- Bródy Lili (1906–1962) költő, újságíró, író
- Bródy János (1946–) énekes, gitáros, zeneszerző, szövegíró
- Bródy Sándor (1863–1924) író, drámaíró, publicista
- Buda Attila (1953–) irodalomtörténész, könyvtáros, bibliográfus
- Buda Ferenc (1936–) költő, műfordító
- Budai Ézsaiás (1766–1841) bölcselet- és hittudós, író, történész, református püspök
- Buday Géza (1882–1954) író, tanár
- Bujdosó Alpár (1935–2021) költő
- Burány Nándor (eredeti nevén Burányi Nándor, 1932–2017) vajdasági magyar író, újságíró
- Burkus Valéria (1917–2006) író, költő, műfordító
- Bús-Fekete László (1896–1971) író, színműíró
- Búth Emília (1954–) költő
- Buzás Huba (1935–) költő, nyugalmazott bíró

## C

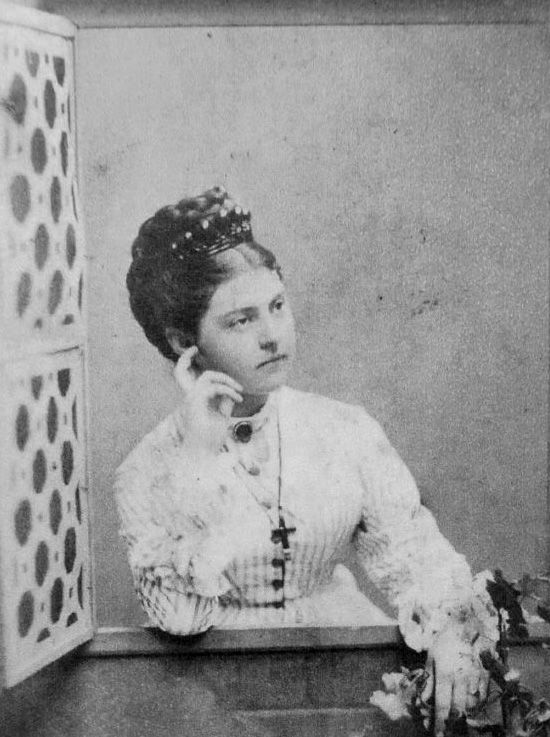
Czóbel Minka

- Can Togay (1955–) filmrendező, forgatókönyvíró, színész, költő
- Cholnoky László (1879–1929) író
- Cholnoky Viktor (1868–1912) író, újságíró, műfordító
- Chorin Zsigmond (1829–1879) újságíró, lapszerkesztő, író
- Czakó Gábor (1942–2024) író, publicista, képzőművész
- Czakó Zsigmond (1820–1847) színész, drámaíró
- Cziczó Attila (1970–) író, drámaíró, rendező
- Czifrik Balázs (1975–) költő, író
- Czigány György (1931–) író, költő, újságíró, szerkesztő, zenei rendező, műsorvezető
- Czigány Lóránt (1935–2008) író, irodalomtörténész, diplomata, egyetemi tanár
- Czigány Zoltán (1965–2011) író, költő, filmrendező
- Czike László (1950–) író, közíró, közgazdász
- Czilczer Olga (1940–) költő
- Czipri Éva (1943–1974) költő
- Czipott György (1951–) író, költő, újságíró, szerkesztő
- Czóbel Minka (1855–1947) költő
- Czuczor Gergely (1800–1866) bencés szerzetes, költő, nyelvtudós

## Cs
- Csabai László (1969–) író

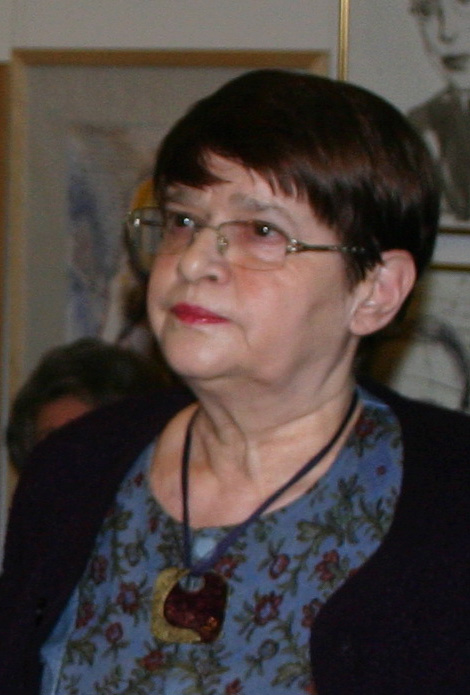
Cs. Gyimesi Éva

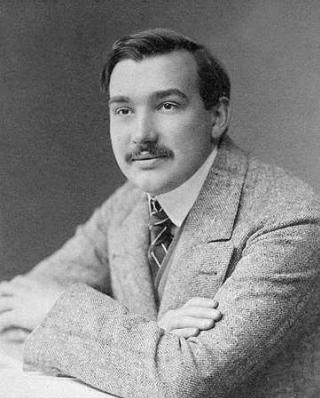
Csáth Géza

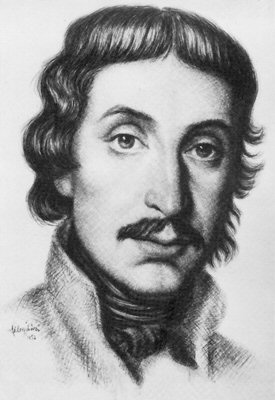
Csokonai Vitéz Mihály

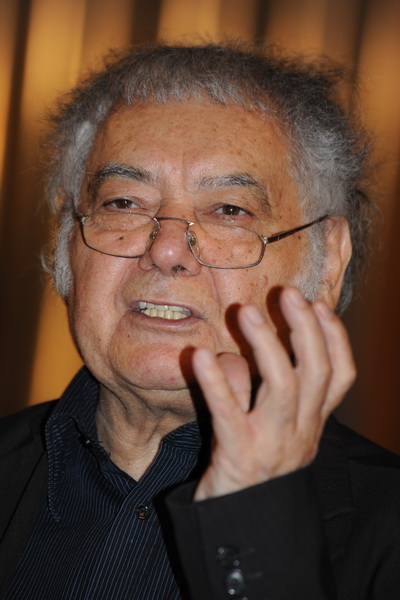
Csoóri Sándor

- Csabai Márk (1985–) krimiíró, blogger
- Csabai Tibor (1924–1959) irodalomtörténész
- Csajka Gábor Cyprian (1954–2005) költő, grafikus
- Csák Gyöngyi (1950–) költő, író
- Csák Gyula (1930–) író
- Csáki Éva (1953–) nyelvész, turkológus
- Csalog Zsolt (1935–1997) író, szociográfus, szociológus
- Csanádi Imre (1920–1991) költő, író, műfordító, szerkesztő
- Csanády János (1932–2021) költő
- Csaplár Vilmos (1947–) író, forgatókönyvíró
- Csapó Mária (1830–1896) író, szerkesztő, fordító
- Császár Ferenc (1807–1858) jogász, költő, bencés szerzetes
- Császár István (1936–1998) író
- Csáth Géza (eredetileg Brenner József, 1887–1919) magyar író, orvos, zenekritikus
- Csathó Kálmán (1881–1964) író, színházi rendező
- Csató Pál (1804–1841) katona, gazdatiszt, író
- Cseh Károly (1952–2013) költő, műfordító
- Csehy Zoltán (1973–) felvidéki költő, műfordító, irodalomtörténész, kritikus
- Cseke Róbert (1984–) erdélyi magyar költő
- Cselenyák Imre (1957–) elbeszélő, regényíró
- Cselényi László (1938–) felvidéki költő
- Csender Levente (1977–) író
- Csengery Kristóf (1957–) költő, zenekritikus, szerkesztő
- Csengey Dénes (1953–1991) író
- Csengey Gusztáv (1842–1925) evangélikus teológus, tanár, költő
- Csenkeszfai Poóts András (1740–1812?)
- Csepcsányi Éva (1985–) költő, író
- Cseres Tibor (eredeti nevén Portik Cseres Tibor, 1915–1993) író
- Cserhát József (1915–1969) költő, szerkesztő
- Cserháti László (1946–) költő
- Cserna-Szabó András (1974–) novellista, gasztronómiai újságíró
- Csernai Zoltán (1925–2005) író, szerkesztő
- Csernák Árpád (1943–) író, színész
- Csernus János (Janox, 1973–) író, szerkesztő
- Cserzy Mihály (1865–1925) író
- Csiba Árpád (nagyabonyi) lásd: Abonyi Árpád
- Csiffáry Gabriella (eredeti nevén Zubek Gabriella, 1958–) levéltáros, kultúrtörténész, író
- Csiki László (1944–2008) költő, író
- Csiky Gergely (1842–1891) drámaíró, műfordító
- Csire Gabriella (1938–) romániai magyar író, gyermekíró
- Csizmadia Sándor (1871–1929) költő, újságíró, politikus
- Csobánka Zsuzsa (1983–) író
- Csohány Gabriella (1919–1972) költő, író
- Csokits János (1928–2011) emigráns magyar költő, műfordító
- Csokonai Vitéz Gizella (1894–1965) költő, könyvtáros
- Csokonai Vitéz Mihály (1773–1805) költő
- Csomós Róbert (1930–2013) író
- Csontos János (1962–2017) író, költő, filmrendező
- Csontos Márta (1951–) író, költő, műfordító
- Csoór István (1910–1990) író, helytörténész
- Csoóri Sándor (1930–2016) költő, író, esszéíró, politikus
- Csorba Béla (1950–) vajdasági magyar költő, tanár, néprajzkutató
- Csorba Győző (1916–1995) költő, műfordító
- Csorba Piroska (1952–2024) költő, író, tankönyvíró, tanár
- Csordás Gábor (1950–) költő, műfordító, szerkesztő
- Csörgits József (1948–) költő, újságíró
- Csörsz István (1942–2018) író
- Csuka Mária (1920–2001)
- Csuka Zoltán (1901–1984) vajdasági magyar költő, szerkesztő, műfordító
- Csukás István (1936–2020) költő, író
- Csurka István (1934–2012) író, dramaturg, politikus
- Csűrös Emília (1897–1970) író

## D

Déry Tibor

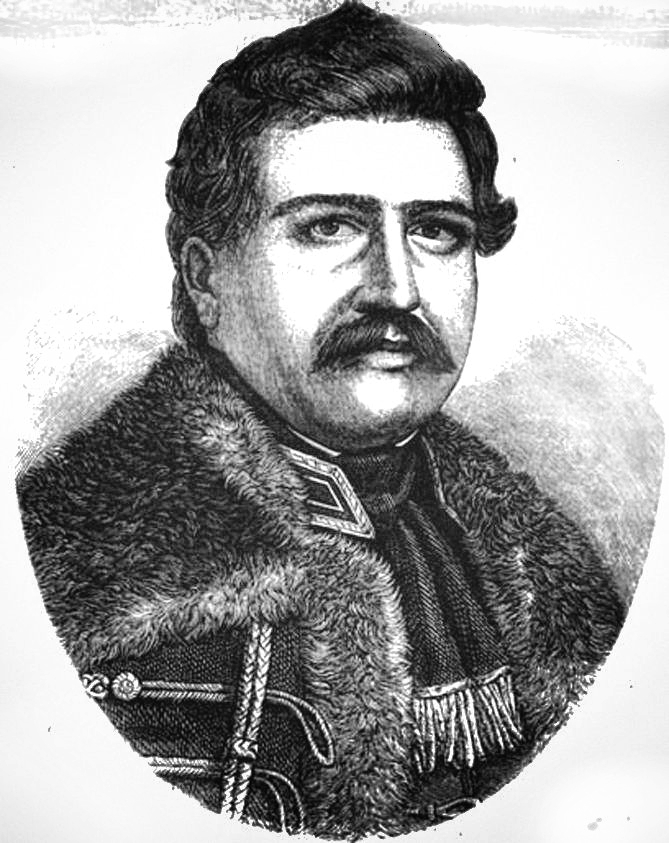
Döbrentei Gábor

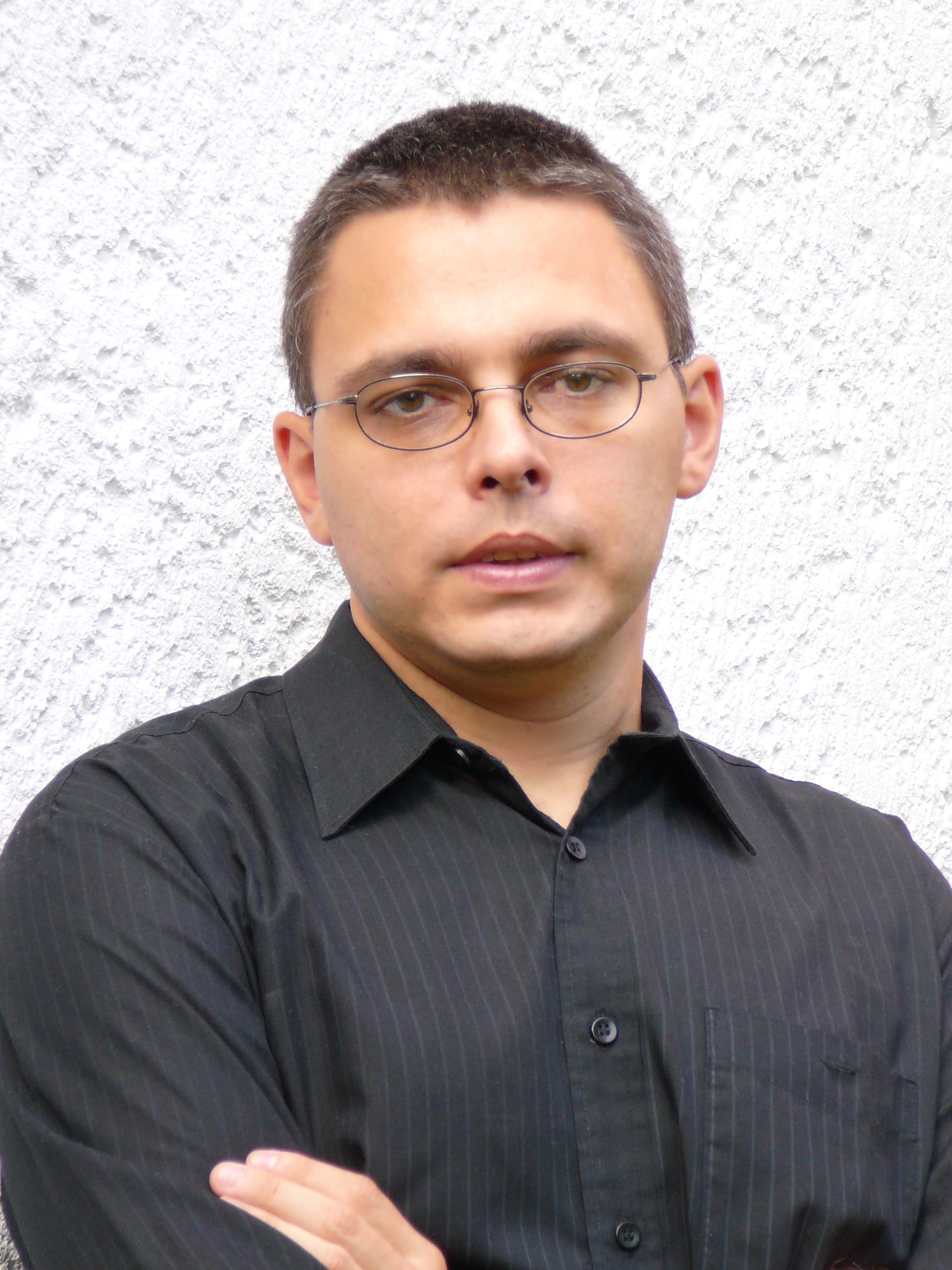
Dragomán György

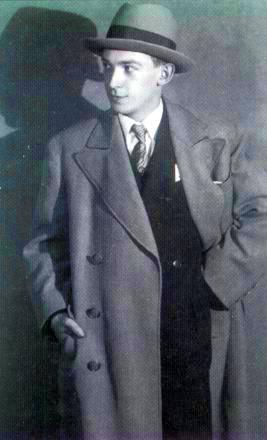
Dsida Jenő

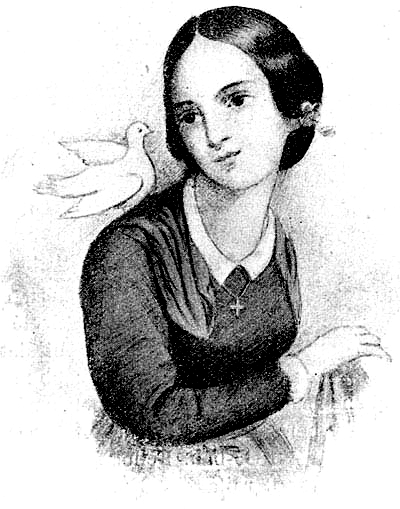
Dukai Takách Judit

- Daday Loránd (álnevei: Székely Mózes, Derzsi Mihály, Kovács Bálint, 1893–1954) író
- Dallos Sándor (1901–1964) író
- Dalmady Győző (1836–1916) magyar jogász, költő
- Dalos György (1943–) író, műfordító
- Dalos Rimma (eredeti nevén Rimma Dalos-Truszova, 1944–) költő
- Dáné Tibor (1923–2006) író, műfordító, szerkesztő
- Dániel Anna (1908–2003) író, műfordító, irodalomtörténész
- Dánielné Lengyel Laura (1874–1954) író
- Danyi Zoltán (1972–) író
- Dapsy Gizella (Rozsnyai Kálmánné, 1885–1940) költő, óvónő
- Darázs Endre (1926–1971) író, költő, műfordító
- Darmay Viktor (1850–1878) költő, író
- Darvas Ferenc (1936–) költő
- Darvas Ferenc (1740–1810) politikus, költő
- Darvas József (eredeti nevén Dumitrás József, 1912–1973) költő, író, újságíró, szerkesztő
- Darvas László (?–1879) könyvtáros, költő
- Darvas László (1941–) újságíró, tipográfus, költő
- Darvas Szilárd (1909–1961) költő, humorista, konferanszié
- Darvasi László (1962–) költő, író, újságíró, szerkesztő
- Dávid András (Írói álnév: Kiki Roller, 1950–) író, forgatókönyvíró, filmrendező, TV producer
- Dávid Antal (eredeti nevén Dávid Iván, 1913–1988) író, újságíró
- Deák László (1946–2009) költő, szerkesztő, képzőművész, könyvkiadó
- Deák Mór (1959) író, költő
- Deák Tamás (1928–1986) költő, író, drámaíró, műfordító
- Debreceni Boglárka (1981–) író, költő, kritikus
- Debreczeni Márton (1802–1851) bányamérnök, költő
- Debreczeny György (1958–) tisztviselő, költő
- Decsy Sámuel (1742–1816) író, bölcselet- és orvosdoktor
- Décsy Eszter (1987–) író, újságíró
- Dedik János (1935–) író
- Dedinszky Erika (1942–2022) költő, műfordító
- Dégi Ágnes (1952–)
- Degré Alajos (1819–1896) ügyvéd, író, a márciusi ifjak egyike
- Dékány András (1903–1967) író
- Dékány Dávid (1988–) költő
- Deme Zoltán (1949–) filmrendező, irodalomtörténész, író, műfordító
- Demény Ottó (1928–1975) költő
- Dénémeth István (eredetileg Németh István, 1952–2000) költő, műfordító
- Dénes Gizella (1897–1975) író, újságíró
- Dénes György (1923–2007) költő, műfordító, szerkesztő
- Dénes Zsófia (1885–1987) író, újságíró
- Deregi László (1955–) író, újságíró
- Dér Endre (1922–2004) író, evangélikus lelkész
- Deres Kornélia (1987–) költő, író, színháztörténész, szerkesztő
- Déri Balázs (1954–) költő, műfordító
- Déry Tibor (1894–1977) író
- Déry Júlia (1861–1899) író
- Devecseri Gábor (1917–1971) költő, író, műfordító, klasszika-filológus
- Devecsery László (1949–) író, költő, rendező
- Dezséry András (1920–1998) író, szerkesztő, könyvkiadó
- Dezső Ilona Anna (1961–) író, költő, festő
- Dienes Eszter (1949–2014) költő
- Diósszilágyi F. Ibolya (1918–2006) tanár, ifjúsági író
- Dobai Bálint (1983–) költő
- Dobai Péter (1944–) író, költő
- Dobos János(wd) (1973–) John P. Drummer álnéven sci-fi író
- Doby János (1925–2003) költő
- Dobos László (1930–2014) író, szerkesztő, műkritikus, politikus
- Dobozi Eszter (1956–2019) költő, író, szerkesztő
- Dobozy Imre (1917–1982) író
- Dóczy Lajos (1845–1919) újságíró, költő
- Dombrádi Horváth Géza (1953−) költő, író, festőművész
- Dombrádi István (1945–) szobrász, költő, restaurátor
- Domokos Mátyás (1928–2006) irodalomkritikus, -történész, szerkesztő
- Domonkos István (1940–2024) író, költő
- Domoszlai Orsolya (1973–) költő
- Donászy Ferenc (1864–1923) író
- Donászy Magda (1911–1988) író, költő
- Dorosmai János (1886–1966) meseíró, költő
- Döbrentei Gábor (1785–1851) költő, királyi tanácsos
- Döbrentei Kornél (1946–) író, költő, újságíró
- Dömötör János (1843–1877) tanfelügyelő, költő
- Dragomán György (1973–) író, műfordító
- Dsida Jenő (1907–1938) erdélyi magyar költő
- Dudás Kálmán (1912–1983) költő
- Dudás Sándor (1949–) költő
- Dugonics András (1740–1818) piarista szerzetes, író, egyetemi tanár
- Duka János (1907–1990) író, folklórgyűjtő, tanító
- Dukai Takách Judit (1795–1836) költő
- Dukay Nagy Ádám (1972–2017) költő, szerkesztő, újságíró
- Dumitrás József lásd Darvas József
- Dunajcsik Mátyás (1983–) költő, író, műfordító, kritikus
- Dusa Lajos (1948–) költő
- Dutka Ákos (1881–1972) költő, újságíró
- Dümmerth Dezső (álnevei: 1950-ig Iharosi Gábor; 1951–55 Dezső László, 1925–1997) történész, író.

## E, É

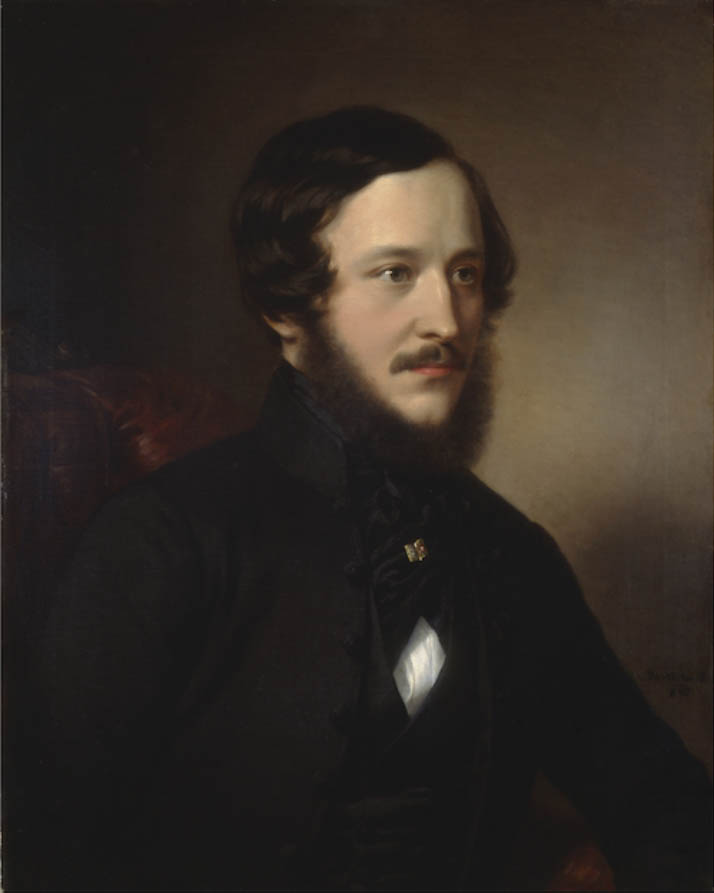
Eötvös József

Esterházy Péter

- Ebeczky Béla (1858–1904) hivatalnok, költő, író
- Ébert Tibor (1926–2015) író, költő, kritikus
- Ecsedy Kálmán (1843–1882) földbirtokos, költő
- Edelmann Hédi (1902–1957) író, újságíró
- Édes Albert (1805–1887) református lelkész, költő
- Édes Gergely (1763–1847) református lelkész, költő
- Édes István (18–19. század) költő
- Édes János (1809–1846) református lelkész, költő
- Egressy Béni (1814–1851) zeneszerző, író, színész
- Egressy Zoltán (1967–) író, költő, műfordító, újságíró
- Egri Csaba (1945–1977) író, műfordító
- Egri László (1988–) költő, tanár
- Egry Artúr (1953–) mérnök, költő
- Egyed Emese (1957–) pedagógus, egyetemi tanár, költő, irodalomtörténész
- Egyed Péter (1954–2018) költő, író, filozófus, kritikus
- Elek István (művésznevein: elek is, Kada, 1944–2011) performer, képzőművész, író
- Elek István (1955–) újságíró, kritikus, közíró, politikus
- Éliássy István (1801–1854) ügyvéd, író, költő
- Elmer István (1952–) író
- Éltető József (1944–) költő, szerkesztő, dramaturg, műfordító
- Ember Mária (eredeti nevén Elsner Mária, 1931–2001) író, újságíró, műkritikus, műfordító
- Emőd Tamás (1888–1938) költő, újságíró
- Enczi Endre (1902–1974) költő, író, újságíró
- Endre Károly (1893–1988) költő, újságíró
- Endrődi Sándor (1850–1920) költő, író
- Endrődy János (1756–1824) piarista áldozópap és tanár, egyházi író és költő
- Eördögh István (1824–1842) költő, író
- Eörsi István (eredeti nevén Schleiffer Ede 1931–2005) író, költő, műfordító, publicista
- Eötvös József (1813–1871) író, miniszter
- Eötvös Károly (1842–1916) politikus, ügyvéd, író, publicista
- Erdei Ferenc (1910–1971) szociológus, író, politikus
- Erdély Miklós (1928–1986) építész, író, költő, képzőművész, filmrendező, teoretikus
- Erdélyi János (1814–1868) ügyvéd, tanár, költő
- Erdélyi József (eredeti nevén Árgyelán József, 1896–1978) költő
- Erdődy Edit (1946–2010) irodalomtörténész
- Erdődy Ferenc (1952-) költő, okleveles geológus technikus
- Erdődy János (1909–1996) író, újságíró
- Erdőfi Bella (1974–)
- Erdős Renée (eredeti nevén Ehrental Regina 1879–1956) író, költő
- Erdős Virág (1968–) költő, író, drámaíró
- Erg Ágoston (1905–1939) orvos, költő, író, kritikus, műfordító
- Érsek Zsuzsanna (1970–)
- Esterházy Péter (1950–2016) író, publicista
- Esze Dóra (1969–) író, műfordító, énekes, műsorvezető, újságíró
- Evva Lajos (1851–1912) színházigazgató, író, műfordító

## F

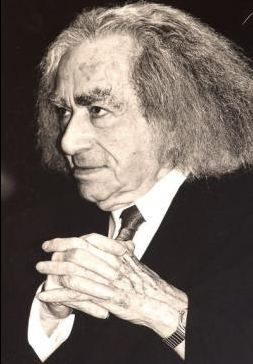
Faludy György

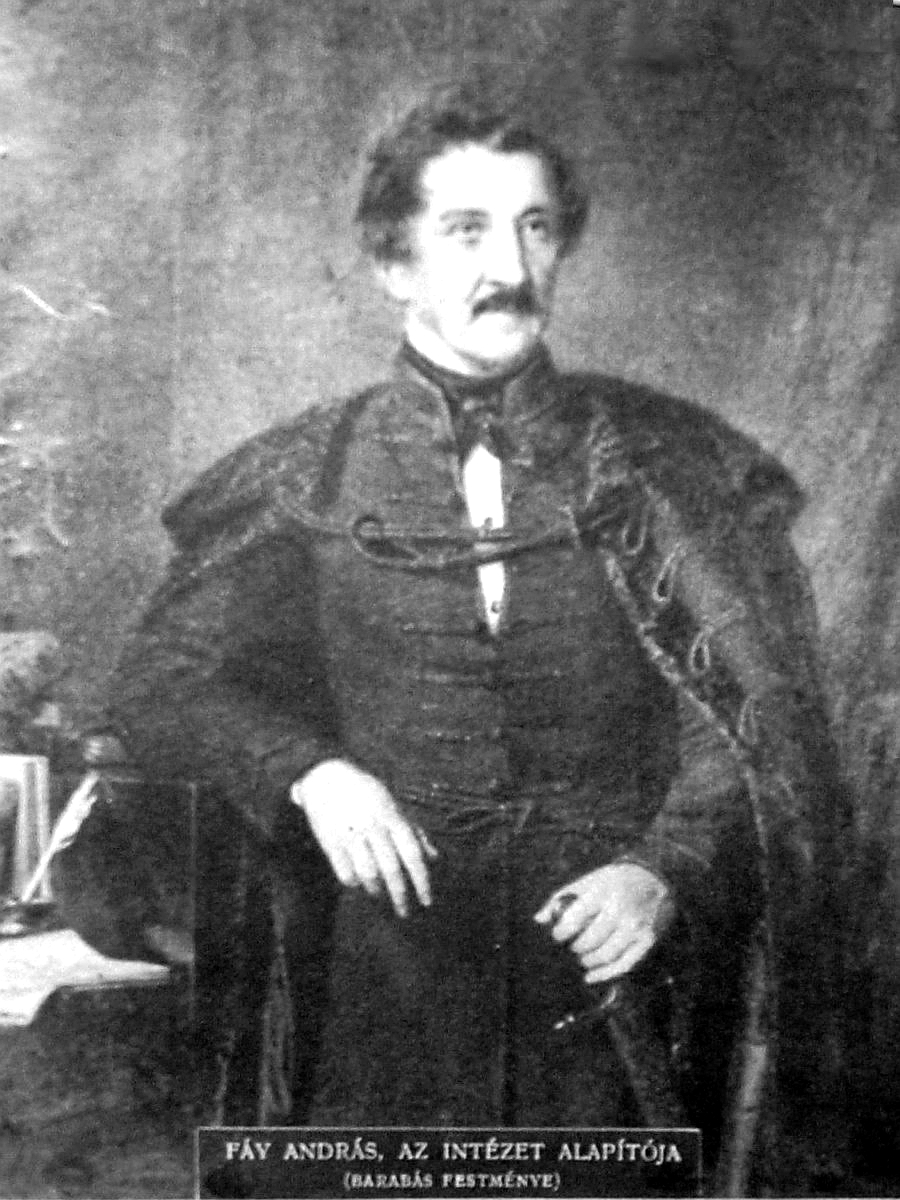
Fáy András

Fejes Endre

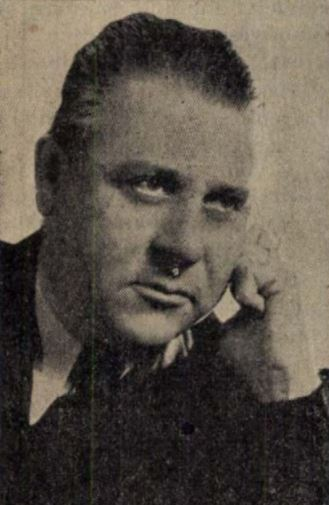
Fekete István

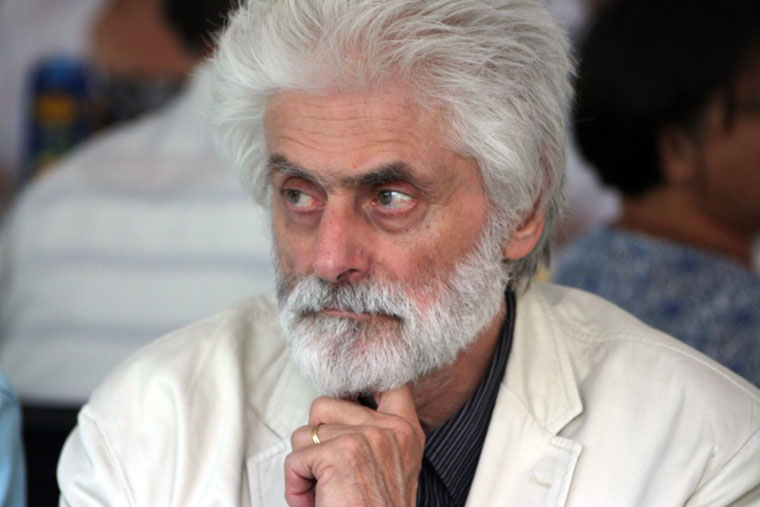
Fenyvesi Félix Lajos

Fodor Ákos

- Fábián István (1953–) költő, tervező-grafikus
- Fábián László (1940–) író, költő, esztéta
- Vavyan Fable (eredetileg Molnár Éva, 1956–) krimiíró
- Fabó Kinga (1953–2021) költő, nyelvész, esszéista
- Fabók Endre (1988–) költő
- Fábri Anna (1945–) irodalomtörténész, kritikus, szerkesztő
- Fábri Péter (1953–) író, költő, dalszövegíró, műfordító
- Fábry Viktor (1884–1940) író, szerkesztő, evangélikus lelkész
- Fábry Zoltán (1897–1970) felvidéki magyar író, publicista, kritikus
- Fajcsák Henrietta (1980–) költő, író, festőművész
- Falcsik Mari (1956–) költő
- Falu Tamás (1881–1977) költő, regényíró, jogász
- Faludy György (1910–2006) költő, műfordító, író
- Falus András (Hangai B. Artúr, 1947–) immunológus, tanár, író
- Fanghné Gyújtó Izabella (1843–1914) író
- Faragó Ferenc (1967–) író, tőzsdei alapkezelő, blogger
- Farkas András (1770–1832) költő
- Farkas Antal (1875–1940) költő, író, újságíró
- Farkas Árpád (1944–2021) erdélyi magyar költő
- Farkas Balázs (1987–) író
- Farkas Emőd (1866–1920) író, költő, hírlapíró
- Farkas Imre (1879–1976) költő, író, zeneszerző
- Farkas Kálmán (1940–) szlovákiai magyar költő
- Farkas Kálmán (1930–2004) író, újságíró
- Farkas Péter (1955–) író
- Farkasházy Tivadar (1945–) közgazdász, humorista, író
- Farkas Wellmann Endre (1975–) költő, szerkesztő
- Farkas Wellmann Éva (1979–) költő, szerkesztő, kritikus
- Fáy András (1786–1864) író, politikus
- Fáy Ferenc (1921–1981) emigráns magyar költő
- Fazekas Anna (1905–1973) költő, író
- Fazekas György (1914–1984) író, újságíró
- Fazekas István (1967–) költő, műfordító
- Fazekas István (1742–1812) költő, református lelkész
- Fazekas László (1924–1982) költő
- Fazekas Mihály (1766–1828) költő
- Fecske Csaba (1948–2025) költő, publicista
- Fehér Ferenc (1928–1989) vajdasági magyar költő
- Fehér Kálmán (1940–2017) költő, író, műfordító
- Fehér Klára (1922–1996) író, újságíró
- Fehér József (1950–) író, költő
- Fehér Renátó (1989–) költő, kritikus
- Sz. Fehér Viola (1941–) költő
- M. Fehérvári Judit (Mocsár Gáborné Fehérvári Judit, 1962–) író, újságíró, költő, pedagógus
- Feinek György (1939–) író, költő
- Féja Géza (1900–1978) író, újságíró, szerkesztő
- Fejér György (1766–1851) író, költő, teológiai doktor, prépost-kanonok
- Fejes Ádám (1913–1983) lelkipásztor, tanító, költő
- Fejes Endre (1923–2015) író
- Fejős Éva (1967–) író, újságíró
- Fejtő Ferenc (eredeti nevén Fischl Ferenc 1909–2008) francia-magyar történész, kritikus, író
- Fekete Anna (1988–) költő
- Fekete Gyula (1922–2010) író, szociográfus, újságíró
- Fekete István (1900–1970) író
- Fekete Sándor (1927–2001) író, újságíró, irodalomtörténész
- Fekete Vince (1965–) romániai magyar költő, szerkesztő, műfordító
- Fenákel Judit (1936–2022) író, újságíró
- Fenyő László (eredeti nevén Friedman László, 1902–1945) költő, műfordító, kritikus
- Fenyő Miksa (eredetileg Fleischmann Miksa, 1877–1972) író
- Fenyves Marcell (1970–) költő, irodalomtörténész
- Fenyvesi Félix Lajos (1946–) költő, újságíró
- Fenyvesi Orsolya (1986–) költő, műfordító
- Fenyvesi Ottó (1954–) költő, író, szerkesztő, képzőművész
- Ferdinandy György (1935–2024) író, költő, kritikus
- Ferencz Győző (1954–) költő, irodalomtörténész, műfordító
- Ferenczy József (19. század) költő
- Ferenczy Teréz (1823–1853) író
- Ficz Mária (1958–) költő
- Filip Tamás (1960–) költő, közjegyző
- Finy Petra (1978–) író, költő
- Fisli Éva (1974–) író
- Fodor Ákos (1945–2015) költő, műfordító
- Fodor András (eredeti nevén Fodor Andor, 1929–1997) költő, esszéíró
- Fodor József (1898–1973) költő, író, újságíró, műfordító
- Fodor László (1898–1978) író, színműíró, forgatókönyvíró
- Fodor Sándor (1927–2012) romániai magyar író, műfordító
- Forbáth Imre (1898–1967) emigráns felvidéki magyar költő
- Forgách András (1952–) író, forgatókönyvíró, dramaturg, műfordító
- Forgács Antal (1910–1944) költő
- Forgács Zsuzsa (1955–) író
- Fóti Andor (1907–1979) rendőrtiszt, krimiszerző
- Fóthy János (1893–1979) író, költő, újságíró, műfordító
- Földes Jolán (1902–1963) író
- Földes Péter (1916–2005) író, esszéista
- Földváry-Boér Elemér (1930–1956) író
- Franyó Zoltán (1887–1978) erdélyi magyar író, költő, műfordító, szerkesztő
- Frei Tamás (1966–) újságíró, író, műsorvezető, üzletember
- Fried Margit (1888–1940) író, újságíró
- Friewald Ruben (2001–) író, kultúrpolitikus
- Furmann Imre (1951–2010) költő, jogász
- Fülöp Gábor (1950–) költő, műfordító, dramaturg, újságíró
- Fürjes Péter (1953–2004) költő
- Füst Milán (eredeti nevén Fürst Milán Konstantin, 1888–1967) író, költő, drámaíró, esztéta
- Füzesi Magda (1952–) költő, író

## G

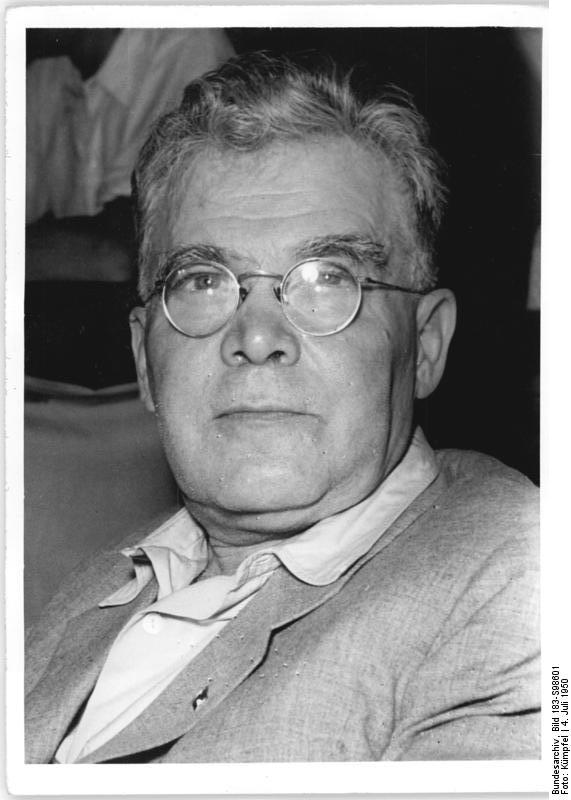
Gábor Andor

Galgóczi Erzsébet

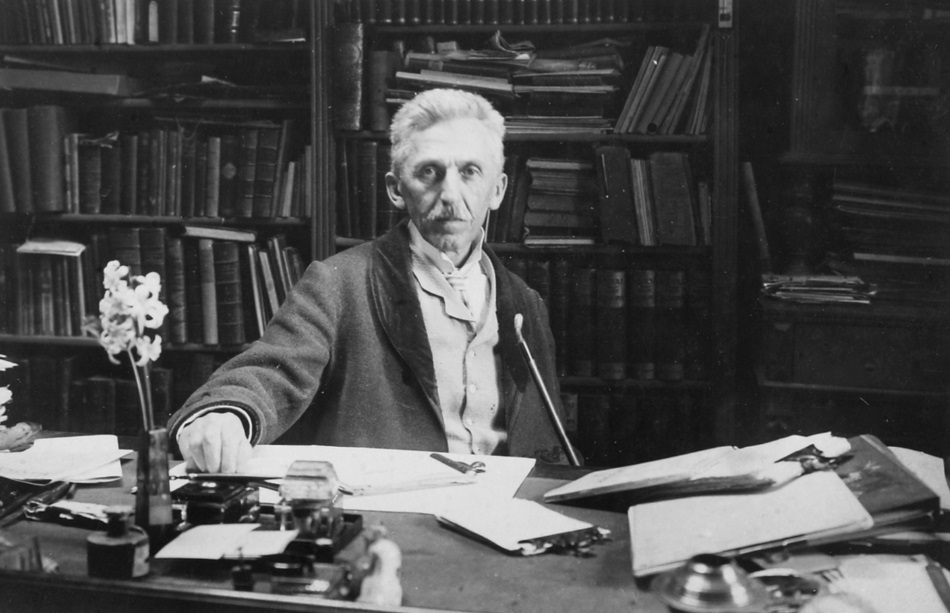
Gárdonyi Géza

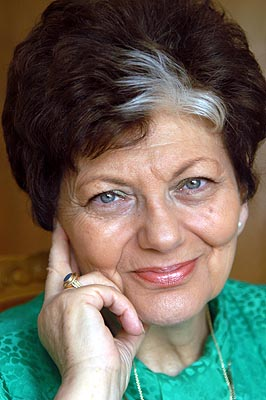
Gergely Ágnes

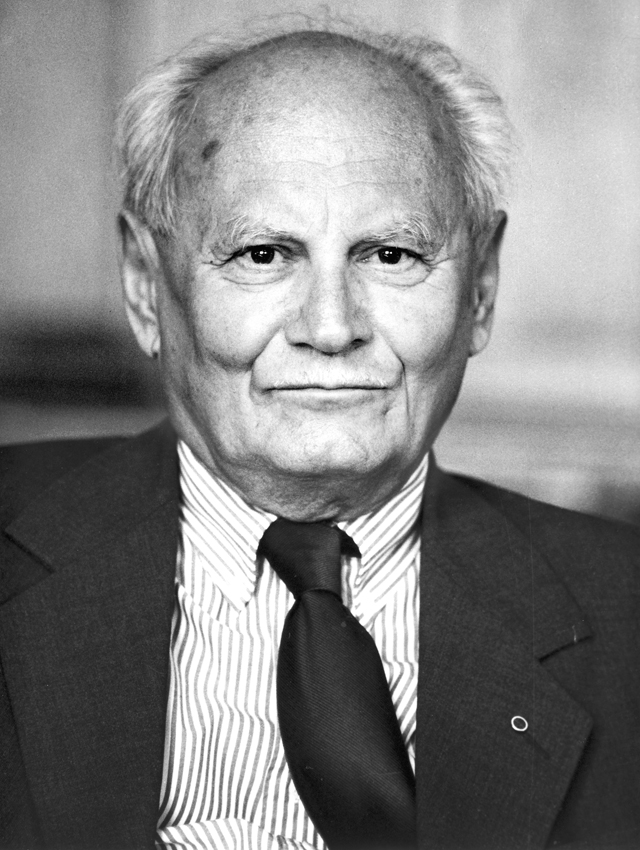
Göncz Árpád

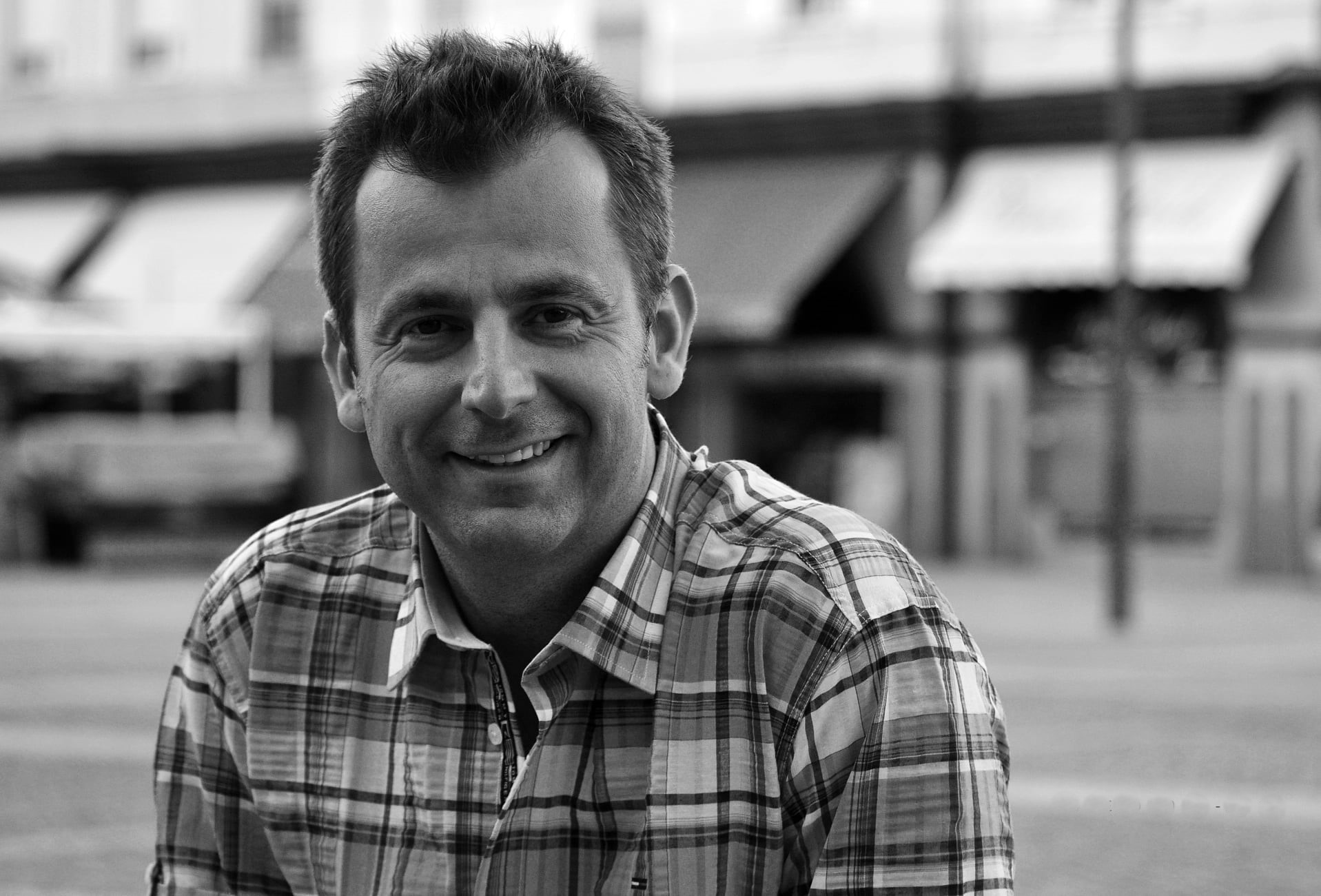
Grecsó Krisztián

- Gaal József (1811–1866) költő, író, drámaíró
- Gaal Karolina (1825–1907) író
- Gaál Mózes (1863–1936) ifjúsági író, lapszerkesztő
- Gaál Mózes (1894–1929) esztéta, ifjúsági író, műfordító, dramaturg
- Gaál Viktor (1979–) író, forgatókönyvíró, pszichológus
- Gábor Andor (1884–1953) regényíró, költő, humorista, publicista, dalszövegíró
- Gábor Zoltán (1937–1980) költő
- Gagyi József (1953–) erdélyi magyar költő
- Gagyi László (1910–1991) erdélyi magyar író
- Gál László (1902–1975) költő, műfordító, lapszerkesztő
- Gál Sándor (1937–2021) felvidéki magyar költő, író, publicista
- Galabárdi Zoltán (1928–1995) író
- Galambosi László (1928–1999) költő, író, gyógypedagógus, tanár
- Galántai Tibor (1920–2015) író
- Galgóczi Erzsébet (1930–1989) író, forgatókönyvíró
- Gáli József (1930–1981) író, műfordító
- Galla Ágnes (1962–) költő, fotóművész
- Gáll Attila (1978–) költő, szerkesztő
- Gáll István (1931–1982) író
- Garaczi László (1956–) író, költő, műfordító
- Garai Gábor (eredeti nevén Ruprecht Gábor, 1929–1987) költő, író, műfordító, kritikus
- Garai János (1913–1944) költő, író, újságíró
- Garay János (1812–1853) költő, író, újságíró
- Gárdonyi Géza (eredeti nevén Ziegler Géza, 1863–1922) író, költő, drámaíró, újságíró
- Garzó Mária (1948–)
- Gáspár Ferenc (1957–) író, újságíró
- Gáspár Jenő (1894–1964) költő, író, szerkesztő
- Gáspár Margit (1905–1994) író, műfordító
- Gazdag Erzsi (eredeti nevén Sebesi Erzsébet, 1912–1987) ifjúsági író, költő
- Gazda István (1948–) tudomány- és művelődéstörténész, író
- Géczi János (1954–) író, képzőművész
- Géczi Viktória (1987–) író
- Gedényi Mihály (eredeti nevén Gremsperger Mihály, 1908–1988) író, irodalomtörténész
- Géher István (1940–2012) költő, műfordító, esszéista, irodalomtörténész
- Gellén-Miklós Gábor (1973–) költő, tanár
- Gelléri Andor Endre (1906–1945) író, novellista
- Gellért Oszkár (eredeti nevén Goldmann Oszkár, 1882–1967) költő, újságíró, szerkesztő
- Gellért Sándor (1916–1987) költő, műfordító
- Geréb László (1905–1962) író, irodalomtörténész, műfordító
- Gérecz Attila (1929–1956) költő, sportoló
- Gerevich András (1976–) költő, műfordító, forgatókönyvíró, szerkesztő
- Gergely Ágnes (1933–) költő, prózaíró, esszéista, műfordító
- Gergely Mihály (1921–2007) író, újságíró
- Gergely Sándor (1896–1966) író, újságíró, lapszerkesztő
- Gerlóczy Márton (1981–) író
- Gerő János (1927–2004) író, újságíró, szerkesztő
- Geszti Péter (1964–) reklámszakember, dalszövegíró, énekes
- Gémes János (1943-2002) költő, előadóművész
- Gévai Csilla (1974–) író, képzőművész
- Giesswein Sándor (1856–1923) pápai prelátus, politikus, író, társadalomtudós
- Gion Nándor (1941–2002) vajdasági magyar író
- Goda Gábor (eredeti nevén Grünfeld Gábor, 1911–1996) író
- Góg János (1951–) költő
- Gombó Pál (1919–1990) újságíró, író, humorista
- Gombos Ferenc Albin (1873–1938) történész, pedagógus, író
- Gombos Gyula (1913–2000) irodalomtörténész, újságíró, író, esszéíró
- Gorove László (1780–1839) író
- Gosztonyi János (1926–2014) színész, rendező, drámaíró, dramaturg
- Gozsdu Elek (1849–1919) elbeszélő, drámaíró, ügyvéd
- Göbölyös N. László (1956–) újságíró, történész
- Gömöri György (1934–) irodalomtörténész, költő, műfordító, egyetemi tanár
- Gömöri Jenő Tamás (eredeti nevén Goldstein Jenő, 1890–1967) költő, szerkesztő, kiadó, sakkozó
- Göncz Árpád (1922–2015) író, műfordító, a Magyar Köztársaság korábbi elnöke
- Göntér Gábor Endre (1860–1940) pedagógus, író, publicista
- Görgey Etelka (1974–) műfordító, teológus, hebraista, református lelkész
- Görgey Gábor (eredeti nevén Görgey Arthur, 1929–2022) író, költő, rendező, volt miniszter
- Granasztói Pál (1946-ig Rihmer Pál, 1908–1985)
- Grandpierre Attila (1951–) csillagász, zenész, énekes, író, költő
- Grandpierre K. Endre (1916–2003) író, költő, magyarságkutató
- Grandpierre Lajos (1905–1986) író, újságíró
- Grecsó Krisztián (1976–) költő, író
- Greguss Ágost (1825–1882) esztéta, hírlapíró
- Grendel Lajos (1948–2018) felvidéki magyar író, kritikus, egyetemi tanár
- Grigássy Éva (1925–2002) költő, műfordító, újságíró
- Gulácsy Irén (1894–1945) író
- Gulácsy Lajos (1882–1932) festőművész, író
- Gulisio Tímea (1989–) költő, író, festő, performer, zenész
- Gulyás János (1927–1990) író
- Gulyás Pál (1881–1963) irodalomtörténész, bibliográfus
- Gulyás Pál (1899–1944) költő
- Gutai István (1950–) író
- Gutai Magda (1942–2013) író, költő
- Guzmics Izidor (1786–1839) bencés szerzetes, teológus, nyelvész, író, drámaíró, műfordító

## Gy

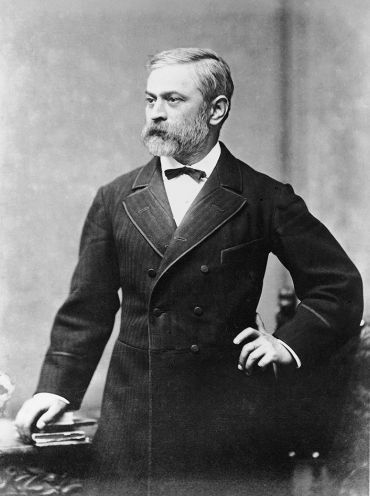
Gyulai Pál

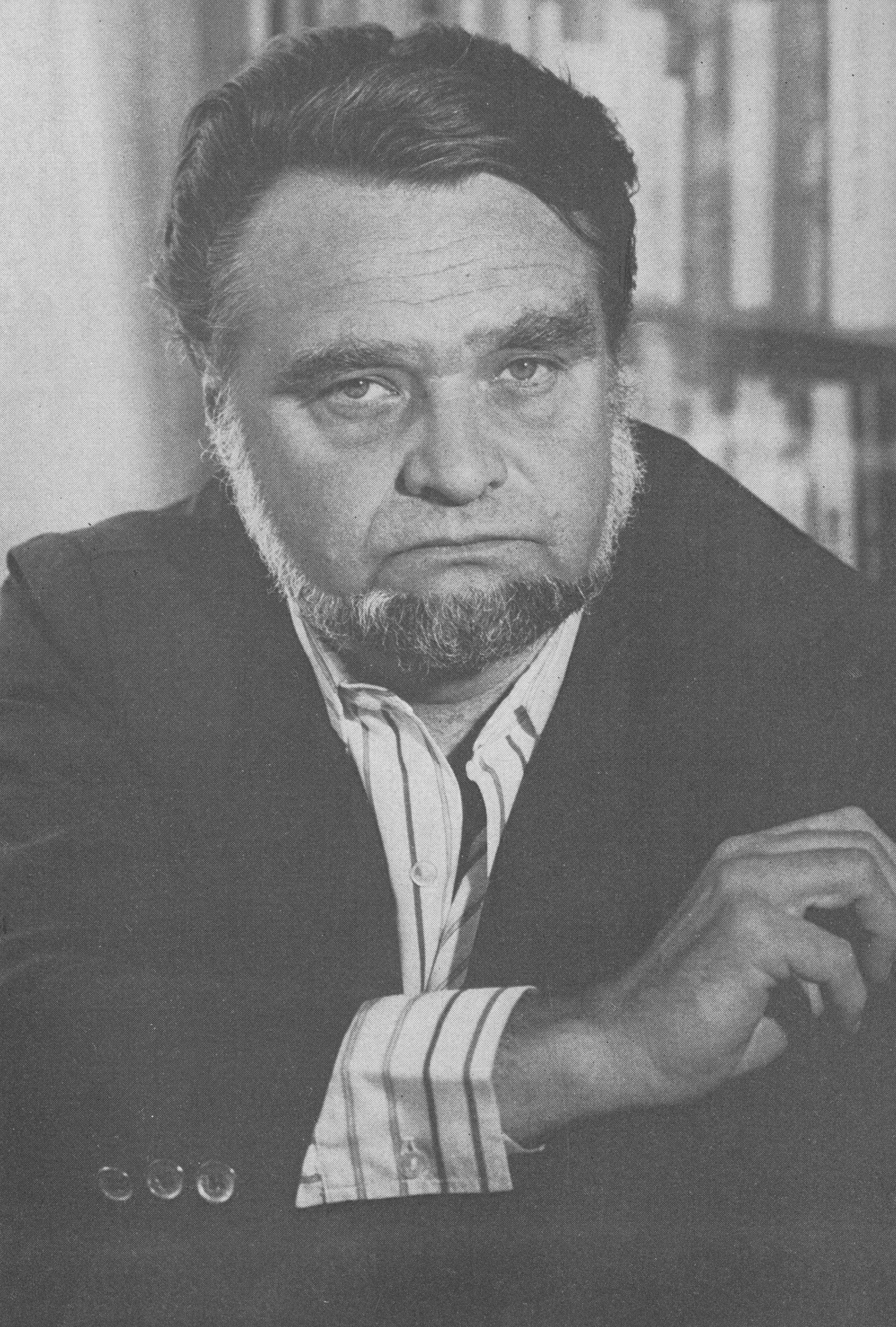
Gyurkovics Tibor

- Gyallay Pap Domokos (1880–1970) író, újságíró, szerkesztő
- Gyárfás Endre (1936–) író
- Gyárfás Miklós (1915–1992) drámaíró, főiskolai tanár
- Gyarmathy Erzsébet (1919?–1987?) költő
- Gyarmati Farkas Dezső (1944–) költő, újságíró
- Gyarmati Rozália (1948–) költő, műfordító
- Gyarmathy Zsigáné (1843–1910) író, néprajzkutató
- Gyergyai Albert (1893–1981) irodalomtörténész, egyetemi tanár, író, műfordító
- Gyertyán Ervin (1925–2011) író, újságíró, műkritikus, filmesztéta, irodalomtörténész
- Cs. Gyimesi Éva (Cseke Péterné, 1945–2011) nyelvész, irodalomtörténész
- Gyimesi László (1948–2020) költő, író
- Gyóni Géza (eredeti nevén Áchim Géza, 1884–1917) költő
- Gyökössy Endre (1880–1957) költő, író, lapszerkesztő, MÁV-felügyelő
- Gyökössy Endre (1913–1997) református lelkész, pszichológus, egyházi író, költő
- Gyömrői Edit (1896–1987) pszichoanalitikus, költő, író
- Gyöngyössy Imre (1930–1994) filmrendező, forgatókönyvíró
- Gyöngyössi János (1741–1818) alkalmi verselő és református lelkész
- Györe Balázs (1951–) költő, író
- Györe Gabriella (1974–) költő, irodalomtörténész, esszéista, szerkesztő
- Györe Imre (1934–2009) költő, drámaíró, publicista
- Győrffy Ákos (1976–) költő
- Györffy Attila (1954–) költő
- Györffy László  (1940–2009) színész, író, publicista
- Györffy Réka (1978–) költő
- György Attila (1971–) író, újságíró, szerkesztő
- György Oszkár (eredeti nevén Groszmann Oszkár, 1882–1944) költő, műfordító
- Györgyey Klára (eredeti nevén Takács Klára, 1936–2010) emigráns író, műfordító, kritikus
- Györgypál Katalin (1949–) író, szerkesztő
- Győri Illés István (1892–1970) író, költő, újságíró
- Győri László (1942–) költő
- Győry Dezső (eredeti nevén Wallentinyi Dezső, 1900–1974) költő, író, újságíró
- Győry Vilmos (1838–1885) evangélikus lelkész, teológus, író, műfordító
- Győry Zsuzsa (1937–) költő
- Gyukics Gábor (1958–) költő, műfordító
- Gyulai Pál (1826–1909) irodalomtörténész, költő, író, prózaíró, egyetemi tanár, műkritikus
- Gyurácz Ferenc (1955–) kritikus, irodalomtörténész, szerkesztő
- Gyurkó László (1930–2007) író, újságíró
- Gyurkovics Tibor (1931–2008) költő, író, pszichológus

## H

Hallama Erzsébet

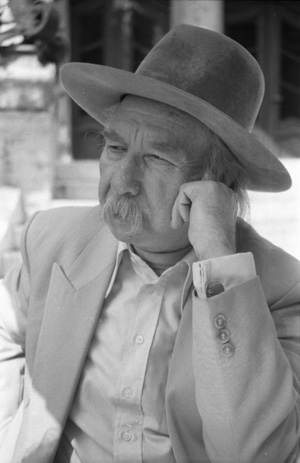
Határ Győző

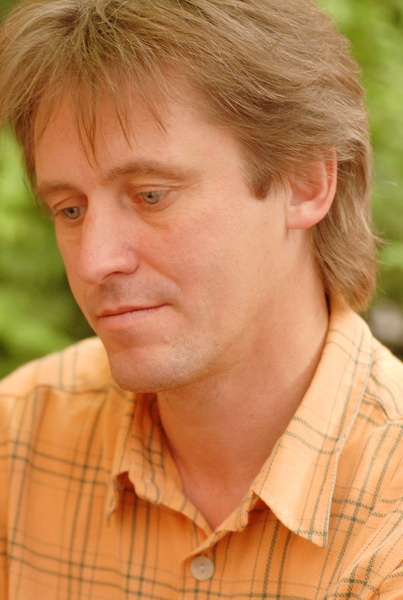
Háy János

Hazai Attila

Hernádi Gyula

- B. Habarics Kitty (1988–) író, költő, grafikus, illusztrátor
- Habán Mihály (1907–1984) költő
- Hajdu Ferenc (1956–) író, költő
- Hajdú-Antal Zsuzsanna (1984–) író
- Hajnal Anna (1907–1977) költő
- Hajnal Gábor (1912–1987) költő, műfordító
- Hajnóczy Péter (1942–1981) író
- G. Hajnóczy Rózsa (1892–1944) író
- Haklik Norbert (1976–) prózaíró, műfordító
- Halasi Mária (1931–1978) újságíró, író
- Halasi Zoltán (1954–) költő, író, műfordító
- Halász Emese (1983–) író, költő
- Halász Gábor (1901–1945) kritikus, irodalomtörténész, író
- Hallama Erzsébet (1937–1991) író, újságíró
- Halmai Tamás (1975–) költő, író, kritikus
- Hamar Gergely Róbert (1980–) költő, író és dalszerző
- K. Hamar Ilona (1893–1952) regényíró
- Hámos György (1910–1976) elbeszélő, forgatókönyvíró, műkritikus, újságíró, humorista
- Hamvai Kornél (1969–) író, drámaíró
- Hamvas Béla (1897–1968) író, filozófus, esztéta
- Hamvas H. Sándor (1896–1967) író, szociográfus, újságíró
- Hamvas József (eredeti nevén Aschendorf József, 1871–1948) lelkész, tanár, író
- Handi Péter (1937–) író
- Hangai B. Artúr lásd: Falus András
- Hangay György (1941–) író, muzeológus, zoológus
- Hangay Sándor (1888–1953) költő, újságíró
- Hankiss Ágnes (1950–2021) pszichológus, politikus, író
- Haraszti Miklós (1945–) író, újságíró, politikus
- Harcos Katalin (1956–) költő, író
- Hárs Ernő (1920–2014) költő, műfordító
- Hárs György (1937–2016) költő, műfordító, újságíró
- Hárs László (1911–1978) költő, író, újságíró
- Harsányi Gábor (1945–) színművész, író, drámaszerző
- Harsányi Kálmán (eredeti nevén Hlavács Kálmán, 1876–1929) költő, író
- Harsányi Lajos (1883–1959) költő, író, római katolikus pap
- Harsányi Zimra (1929–2010) író
- Harsányi Zsolt (1887–1943) író, újságíró, műfordító, színigazgató
- Hartay Csaba (1977–) költő, író
- Hász Róbert (1964–) prózaíró
- Határ Győző (1914–2006) író, költő, műfordító, filozófus
- Hatvani Dániel (1937–2006) író, költő, publicista, szerkesztő
- Hatvany Lajos (1880–1961) író, kritikus, irodalomtörténész
- Havasréti József (1964–) esszéista, kritikus
- Háy Gyula (1900–1975) drámaíró, műfordító
- Háy János (1960–) író, költő, illusztrátor
- Hazai Attila (1967–2012) prózaíró, műfordító
- Hegedüs Géza (1912–1999) író, újságíró, költő, színházi szakíró, kritikus
- Hegedüs Zoltán (1912–1989) költő, író, kritikus
- Hegyi Béla (1937–) író, újságíró, szerkesztő
- Hegyi Botos Attila (1970–) költő, filozófus
- Hegyi Zoltán Imre (1967–) író, költő, kritikus
- Heilig Gábor (1949–)
- Hekerle László (1956–1986) író, esszéíró
- Helmeczy Mihály (1788–1852) író
- Heltai Jenő (1871–1957) író, költő, újságíró
- Heltai Nándor (Hebenstreit, 1930–2017) újságíró, szerkesztő, közíró, népművelő, helytörténész.
- Héra Zoltán (1929–1987) költő, esszéíró, kritikus, műfordító
- Herbszt Zoltán (1959–1981) költő
- Herczeg Ferenc (eredeti nevén Franz Herzog, 1863–1954) író, színműíró, újságíró
- Hermann Marika (1956-) meseíró, mesemondó, író, költő
- Hernádi Gyula (1926–2005) író, forgatókönyvíró
- Hernádi Miklós (1944–2020) művészeti író, műfordító, szociológus
- Hervay Gizella (1934–1982) erdélyi költő, író, műfordító
- Hessling Hegyi Erika (1965–) író, újságíró, költő, novellista
- Hetényi Zsuzsa (1954–) író, irodalomtörténész, műfordító
- Hétvári Andrea (1975–) költő, író, meseíró, szerkesztő
- Hevesi András (1902–1940) író
- Hevesi Judit (1990–) költő
- Hidas Antal (1899–1980) oroszul is alkotó magyar író, költő, műfordító
- Hideg Antal (1951–) költő
- Holló Ernő (1910–1983) erdélyi magyar költő, újságíró
- Hollós Korvin Lajos (eredeti nevén Weisz Lajos, 1905–1971) költő, író, lapszerkesztő
- Hollósvölgyi Iván (1969–) költő
- Horgas Béla (1937–2018) költő, író, szerkesztő
- Horgas Judit (1974–) író, szerkesztő
- Hornyák Tibor (1926–2006) politikus, író, újságíró
- Horváth Arany (1934–2022) erdélyi magyar író, szerkesztő
- Horváth Béla (1908–1975) költő, újságíró, műfordító, lapszerkesztő, pedagógus
- Horváth Benji (1988–) költő, slammer, szerkesztő
- Horváth Elemér (1933–2017) költő
- Horváth Ferenc (1948–) költő, műfordító, tanár
- Horváth Imre (1906–1993) költő
- Horváth István (1909–1977) erdélyi magyar költő, regényíró, elbeszélő
- Gy. Horváth László (1950–) műfordító, esszéista
- P. Horváth László (1930–2020) író, költő, drámaíró
- Horváth Péter (1951–) író, rendező, forgatókönyvíró, színész
- Horváth Viktor (1962–) író, műfordító
- Hubay Miklós (1918–2011) író, műfordító
- Hugó Károly (1808–1877) drámaíró
- Hules Béla (1926–2002) költő, filozófus, eszperantista
- Hunyadi István (1905–1986) költő
- Hunyady Sándor (1890–1942) regény- és drámaíró

## I, Í
- Iancu Laura (1978–) író, költő

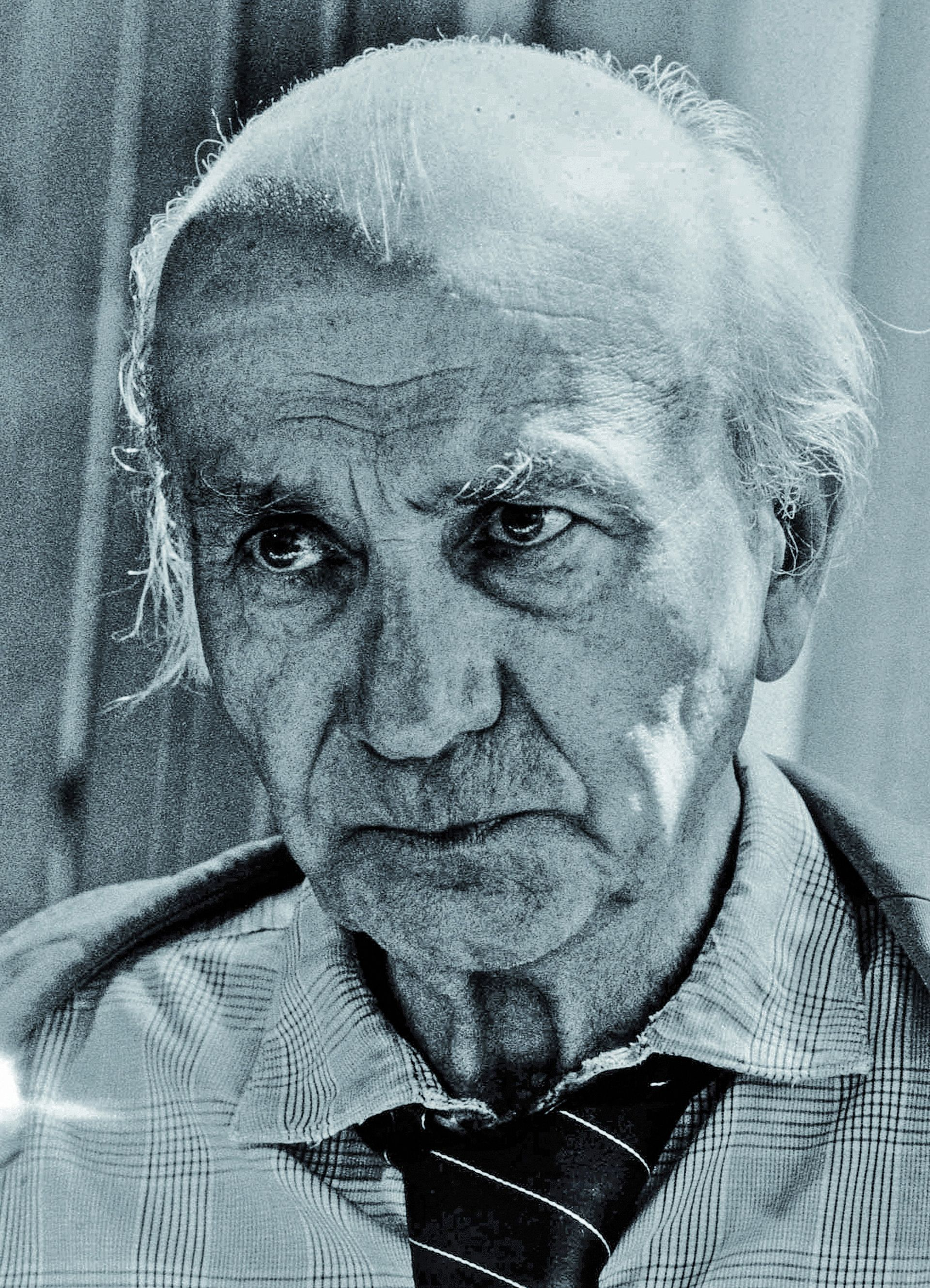
Illyés Gyula

Imre Flóra

- Iduna-Szász Polixéna (1831–1853) költő
- Ignácz Rózsa (1909–1979) író, műfordító, színművész
- Ignotus (eredeti nevén Veigelsberg Hugó, 1869–1949) költő, író, újságíró, szerkesztő
- Ignotus Pál (1901–1978) publicista, író, szerkesztő
- Ihász-Kovács Éva (1930–2013) költő, író, esztéta
- Ijjas Antal (eredeti nevén Jankovits Antal, 1906–1980) író, újságíró
- Ilia Mihály (1934–) irodalomtörténész, irodalomkritikus és szerkesztő
- Illés Anna (Tihamérné Hernádi Anna, 1957–) tanár, műfordító
- Illés Béla (1895–1974) író, újságíró
- Illés Endre (1902–1986) elbeszélő, drámaíró, műfordító, műkritikus
- Illés György (1950–) író, irodalomtörténész, tanár
- Illés Ilona (Strauss, 1930–) bibliográfus, muzeológus
- Illés Jenő (1930–1999) kritikus
- Illés Lajos (1919–1990) író
- Illés Lajos (1923–2010) pedagógus, irodalomtörténész
- Illés László (1928–2012) irodalomtörténész, kritikus
- Illés Mihály (1902–?) író, gépészmérnök
- Illés Sándor (1914–2009) újságíró, költő, író, műfordító
- Illyés Gyula (1902–1983) költő, író, műfordító, szerkesztő
- Iluh István (1936–2006) költő
- Imre Farkas (1924–1967) költő
- Imre Flóra (1961–) pedagógus, költő, műfordító, tankönyvíró
- Imre Mihály (1946–) irodalomtörténész
- Imrik Klára (?–?) költő
- Incze Sándor (eredeti nevén Stein Mór, 1889–1966) lapszerkesztő, író, pedagógus
- Inczédi László (1855–1902) költő
- Inczédy Tamás (1982–) író
- Indali Gyula (1851–1880) jogász, költő
- Indig Ottó (1890–1969) színműíró, forgatókönyvíró, újságíró
- Indig Ottó László (1936–2005) író, irodalomtörténész, művelődéskutató, kritikus
- G. István László (eredeti nevén Géher István László, 1972–) költő, műfordító, esszéíró, tanár
- István Marián (1914–1977) költő
- Iszlai Zoltán (1933–2022) költő, író, műkritikus, könyvtáros
- Isztray Botond (1946–) író, esszéista
- Ivády Balázs (1981–) költő
- Izsó Zita (1986–) költő, író

## J

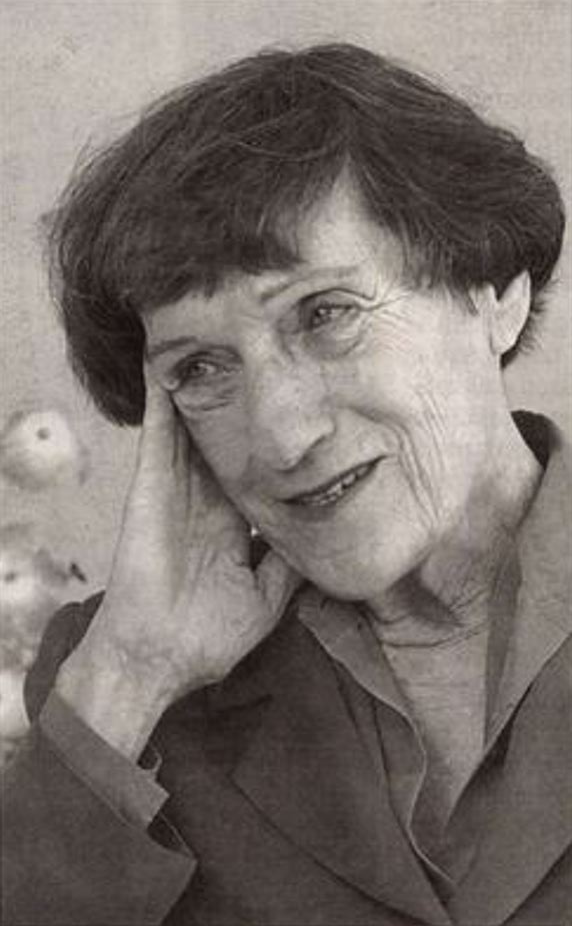
Janikovszky Éva

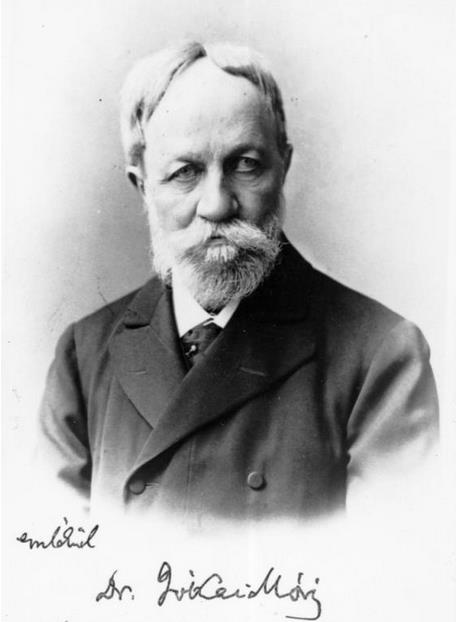
Jókai Mór

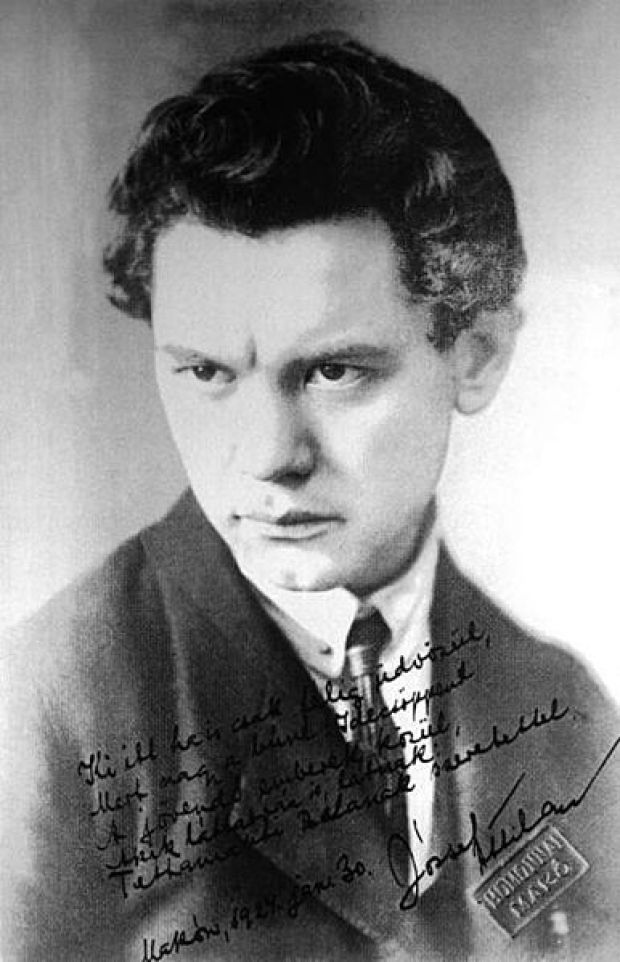
József Attila

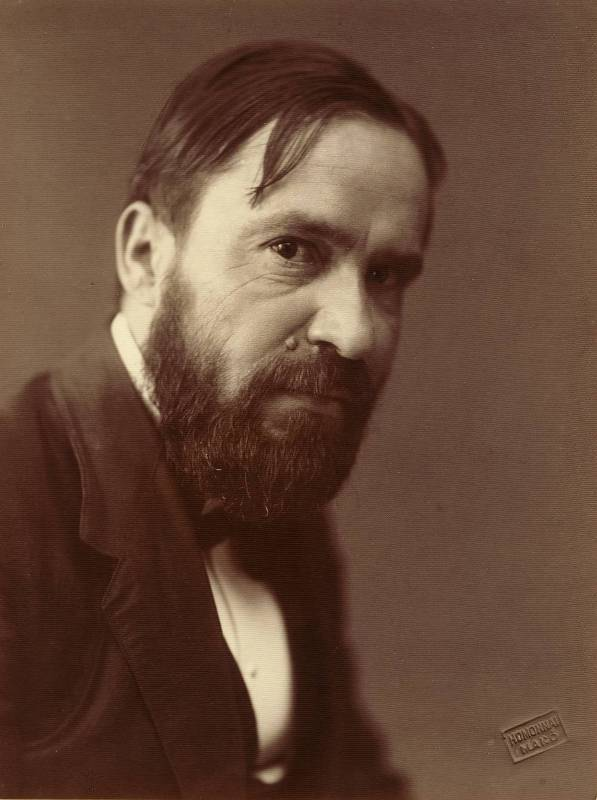
Juhász Gyula

- K. Jakab Antal (1942–2007) irodalomkritikus, esszéíró, újságíró, szerkesztő
- Jakab Ödön (1854–1931) költő, író, drámaíró, irodalomtörténész
- Jakos Kata (1973–) költő, író
- Jámbor Pál (Írói neve: Hiador, 1821–1897) költő, író
- Jámborné Balog Tünde (1938–) író, művészeti író, batikművész
- Janáky Marianna (1955–) író, költő
- Janikovszky Éva (1926–2003) író, költő, szerkesztő
- Jankovich Ferenc (1907–1971) költő, író, műfordító
- Jankovics Marcell (1874–1949) író, politikus, ügyvéd, alpinista
- Jankovics Marcell (1941–2021) rajzfilmrendező, grafikus, könyvillusztrátor, kultúrtörténész, író, politikus
- Jankovits Pál (19. század) könyvkereskedő, könyvnyomtató
- Jánosi Zoltán (1954–) irodalomtörténész, író
- Jánosi Zoltán (1868–1942) református lelkész, politikus, író
- Jánosy István (1919–2006) író, költő, műfordító, pedagógus, evangélikus lelkész
- Jász Attila (1966–) költő, szerkesztő
- Jászberényi Sándor (1980–) újságíró, költő, novellista
- Jávor Ottó (1925–1995) író, szerkesztő, műfordító
- Jávori István (1960–) író, költő, pedagógus
- Jávorszky Béla (1940–) író, költő, műfordító
- Jékely Lajos lásd: Áprily Lajos
- Jékely Zoltán (1913–1982) író, költő, műfordító
- Jékey Aladár (1846–1919) költő
- Jelenits István (1932–2024) piarista szerzetes, teológus, író, magyar és hittan szakos tanár
- Jenei László (1964–) író, szerkesztő
- Jeszenszky Danó (1824–1906) ügyvéd, közjegyző, költő, újságíró
- Jeszenszky István (1829–1884) tanár, író
- Jeszenszky Iván (1945–) író
- Jób Dániel (1880–1955) rendező, író, műfordító, újságíró, színházigazgató
- Jobbágy Károly (eredeti nevén Jancsovits Károly, 1921–1998) költő, műfordító
- Jócsik Lajos (1910–1980) közgazdász, szociológus, író, politikus
- Jókai Anna (1932–2017) író, költő
- Jókai Mór (1825–1904) regényíró, a „nagy magyar mesemondó”
- Jókai Róza (1861–1936) festő, író
- Jolsvai András (1953–) szerkesztő, író, újságíró
- Jóna Dávid (1968–) költő
- Jónás Tamás (1973–) roma származású költő, író
- Jósika Júlia (1813–1893) író
- Jósika Miklós (1794–1865) író, újságíró
- Józsa Béla (1898–1943) közíró, szerkesztő, költő, építőmunkás, faszobrász
- Józsa Tivadar (Bodosi György, Giorgo di Bodossino, 1925–2022) író, költő, orvos
- József Attila (1905–1937) költő, a magyar költészet egyik legkiemelkedőbb alakja
- József Jolán (1899–1950) író
- Juhani Nagy János (1953–2007) író, újságíró
- Juhász Anikó (? –) filozófiatörténész, költő, műfordító
- Juhász Ferenc (1928–2015) költő
- Juhász Gyula (1883–1937) költő
- Juhász István (eredetileg Juhász Ferenc, 1946–) író, drámaíró, dramaturg
- Juhász József (1914–2003) író, költő, festő
- Juhász József (1920–) emigráns magyar író, szerkesztő
- Juhász Katalin (1969–) szlovákiai magyar költő, újságíró
- Juhász Vilmos (1899–1967) kultúrtörténész, író, újságíró, szerkesztő, műfordító, egyetemi tanár
- Jung Károly (1944–2021) költő, kritikus, műfordító, néprajzkutató, egyetemi tanár
- Justh Zsigmond (1863–1894) író
- Justus Pál (1905–1965) költő, műfordító, szakíró, politikus

## K

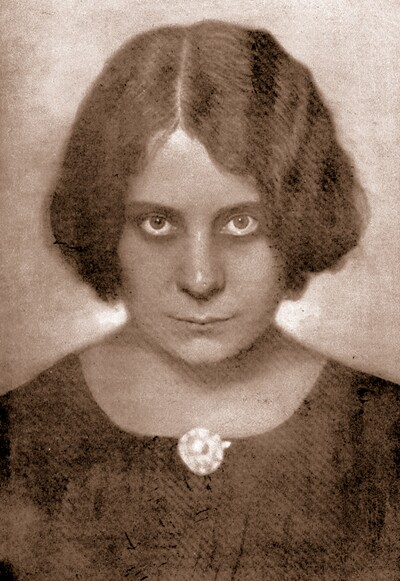
Kaffka Margit

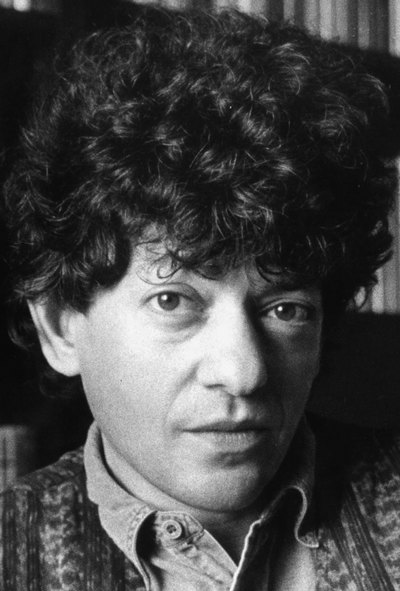
Kántor Péter

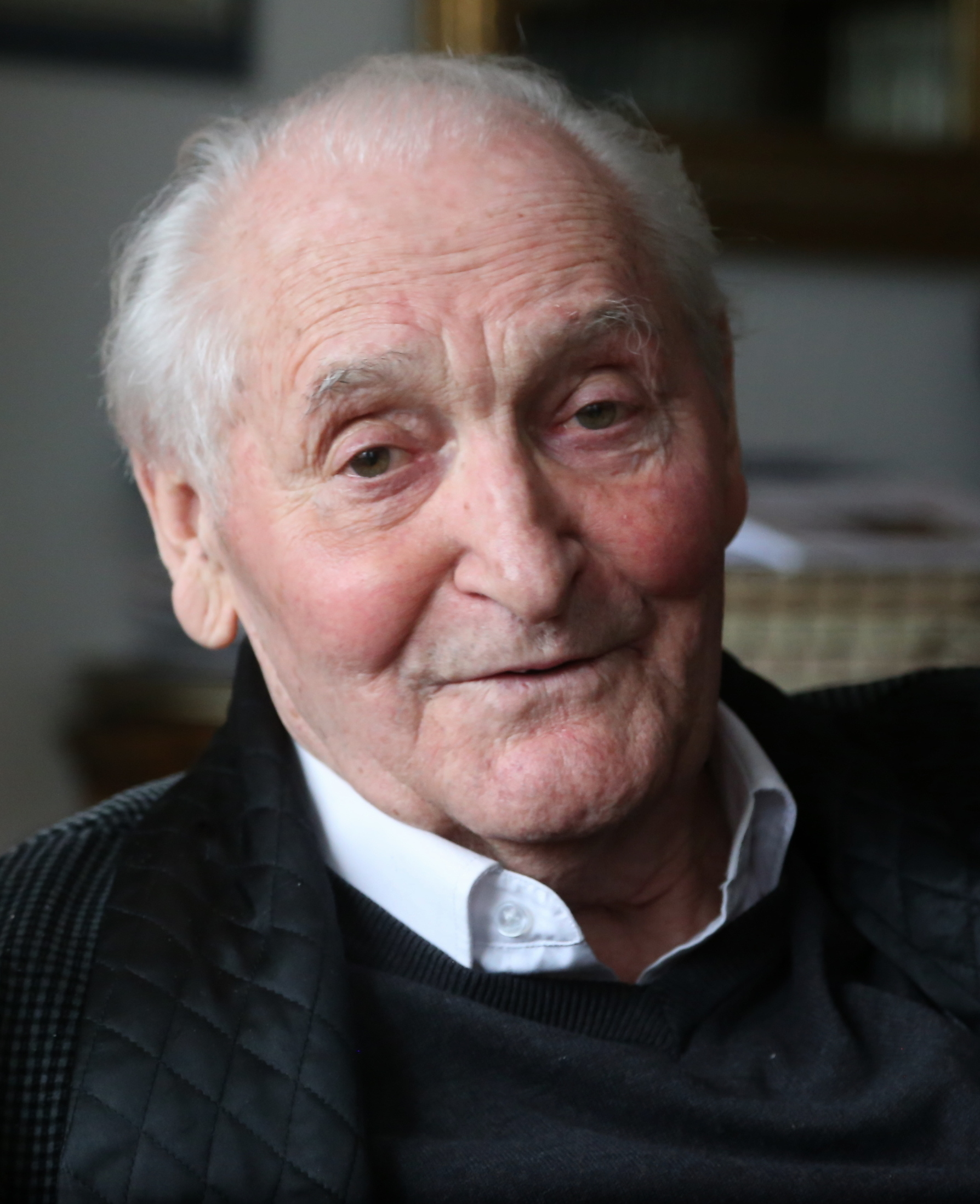
Kányádi Sándor

Karinthy Ferenc

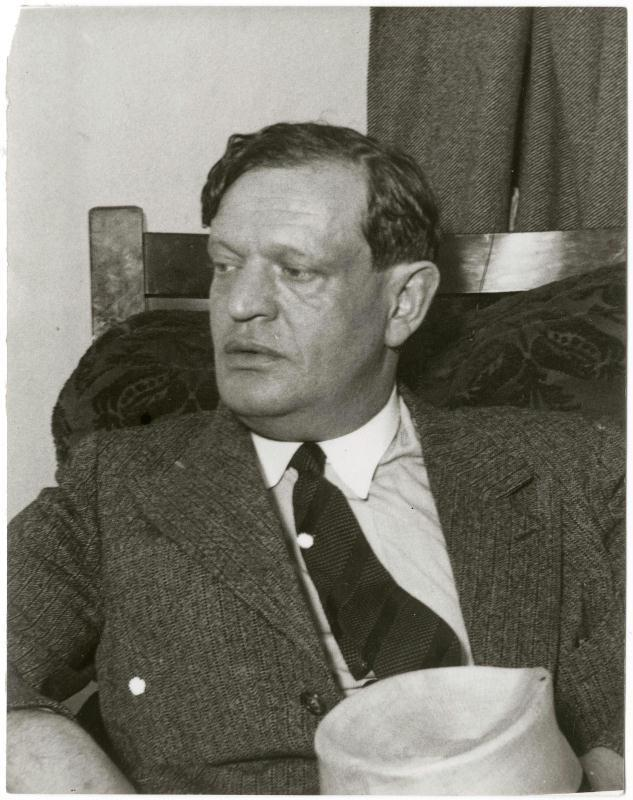
Karinthy Frigyes

Kassák Lajos

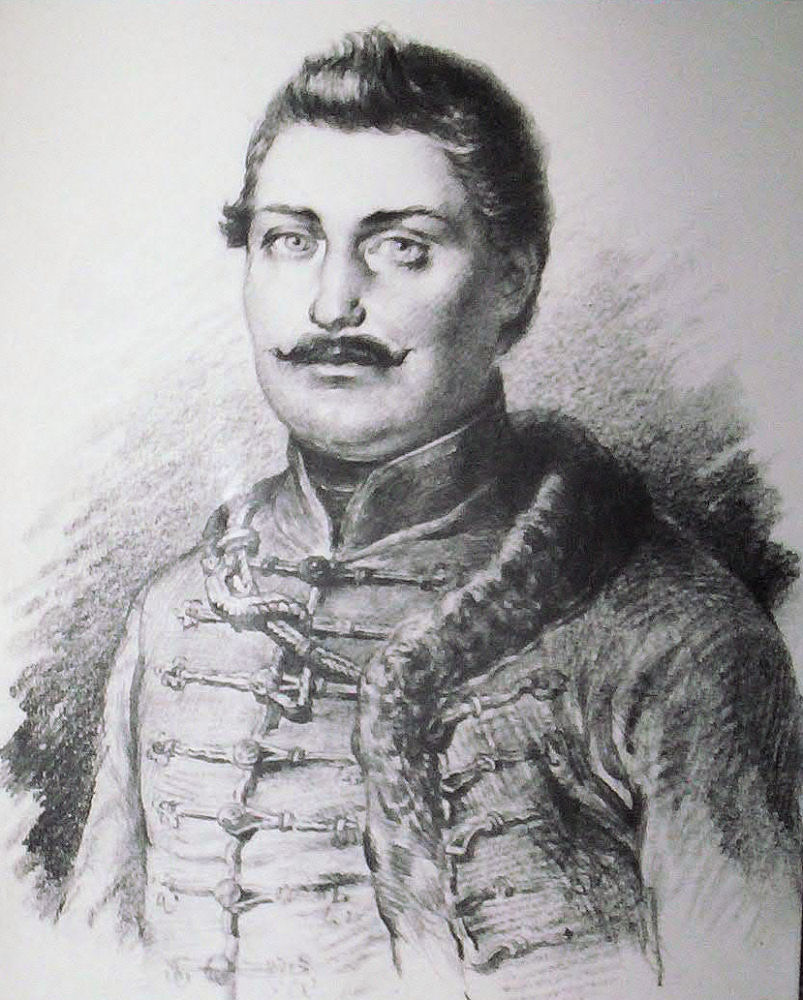
Katona József

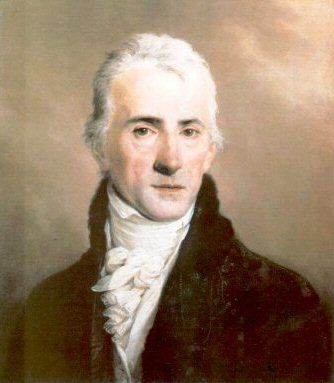
Kazinczy Ferenc

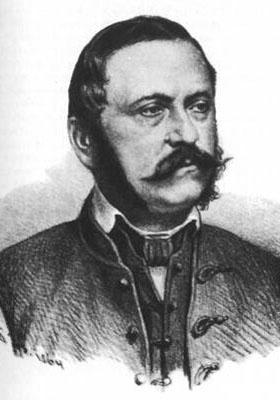
Kemény Zsigmond

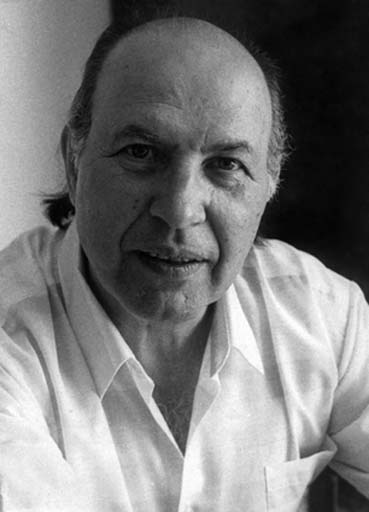
Kertész Imre

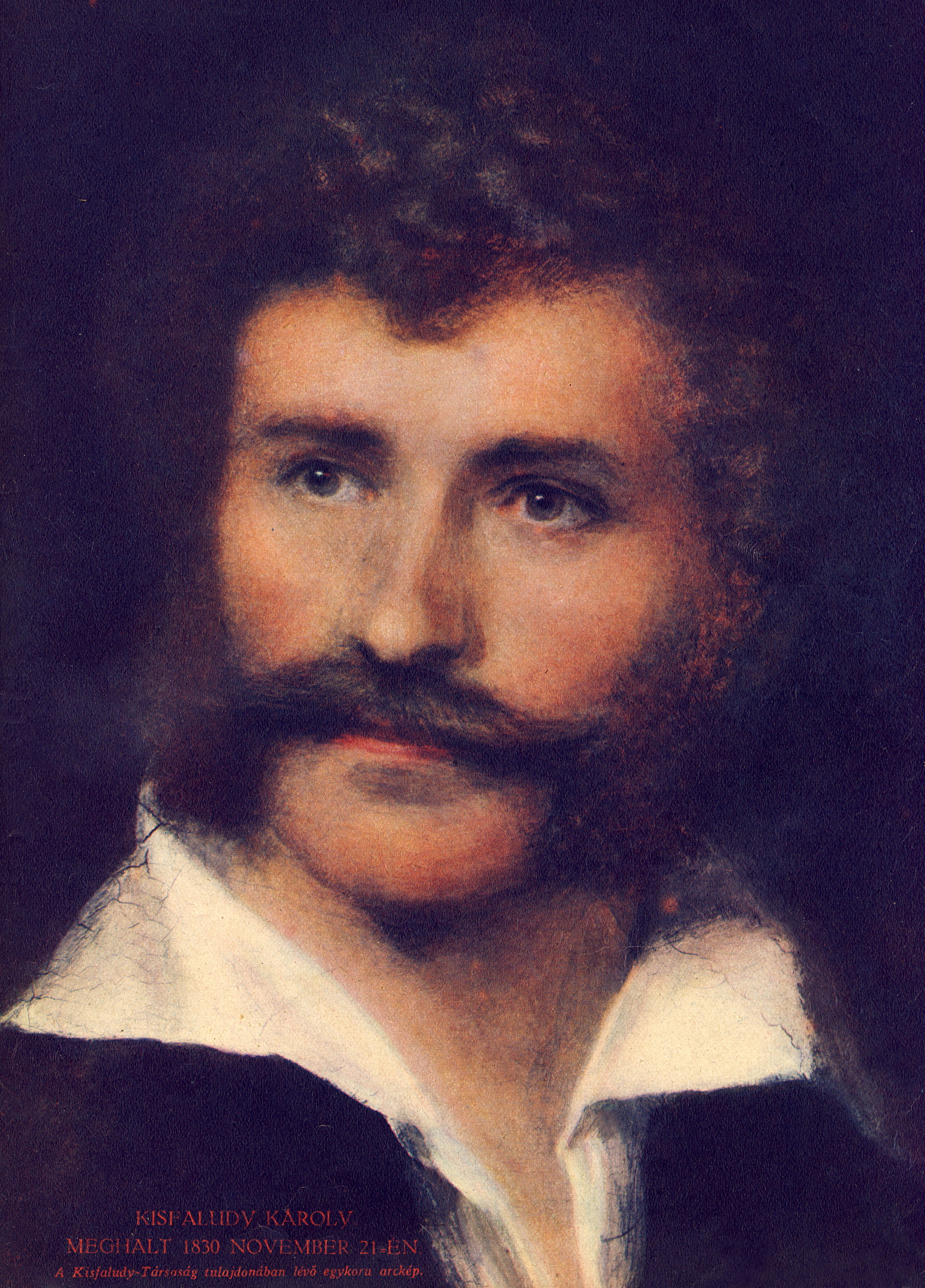
Kisfaludy Károly

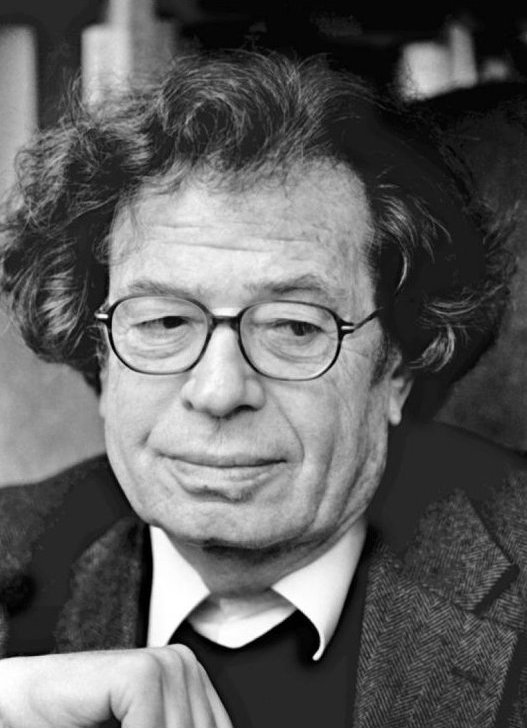
Konrád György

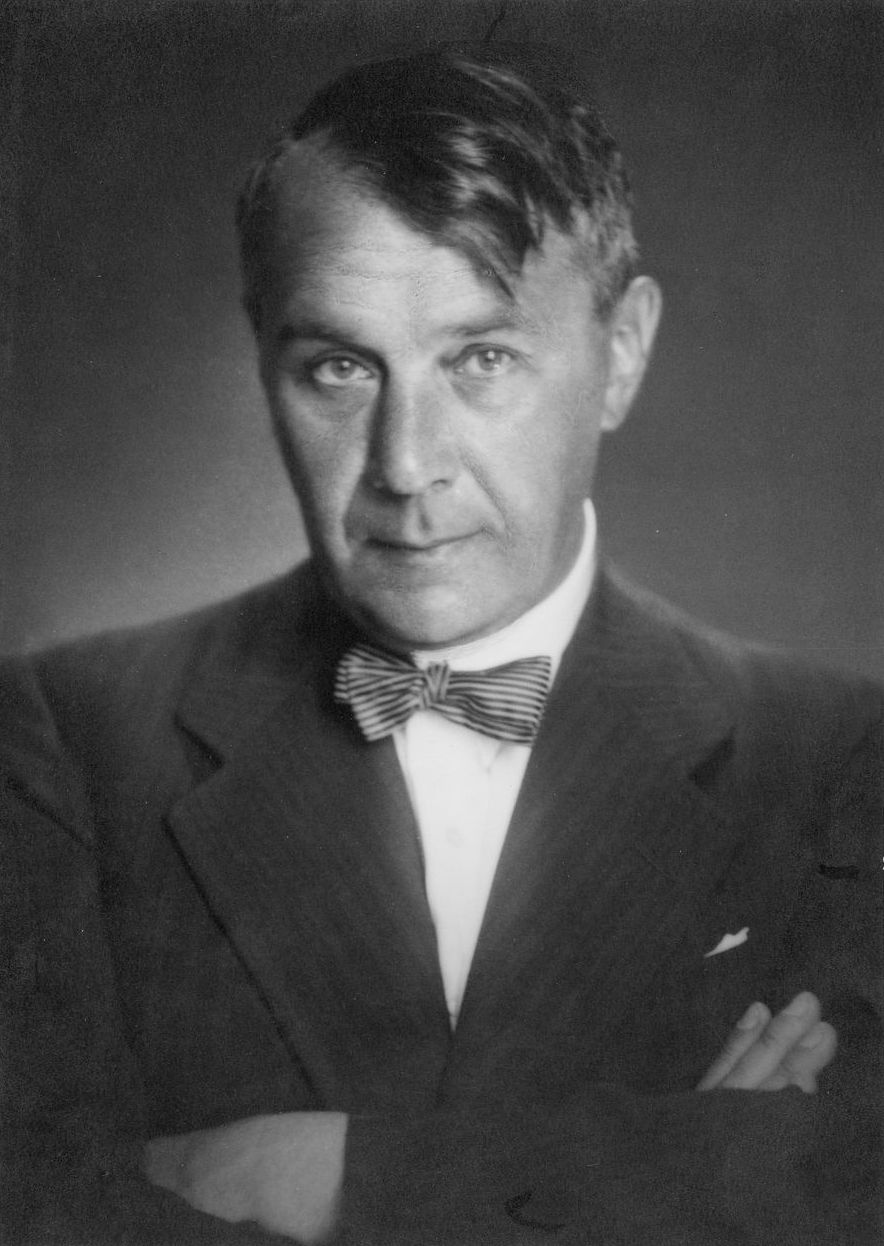
Kosztolányi Dezső

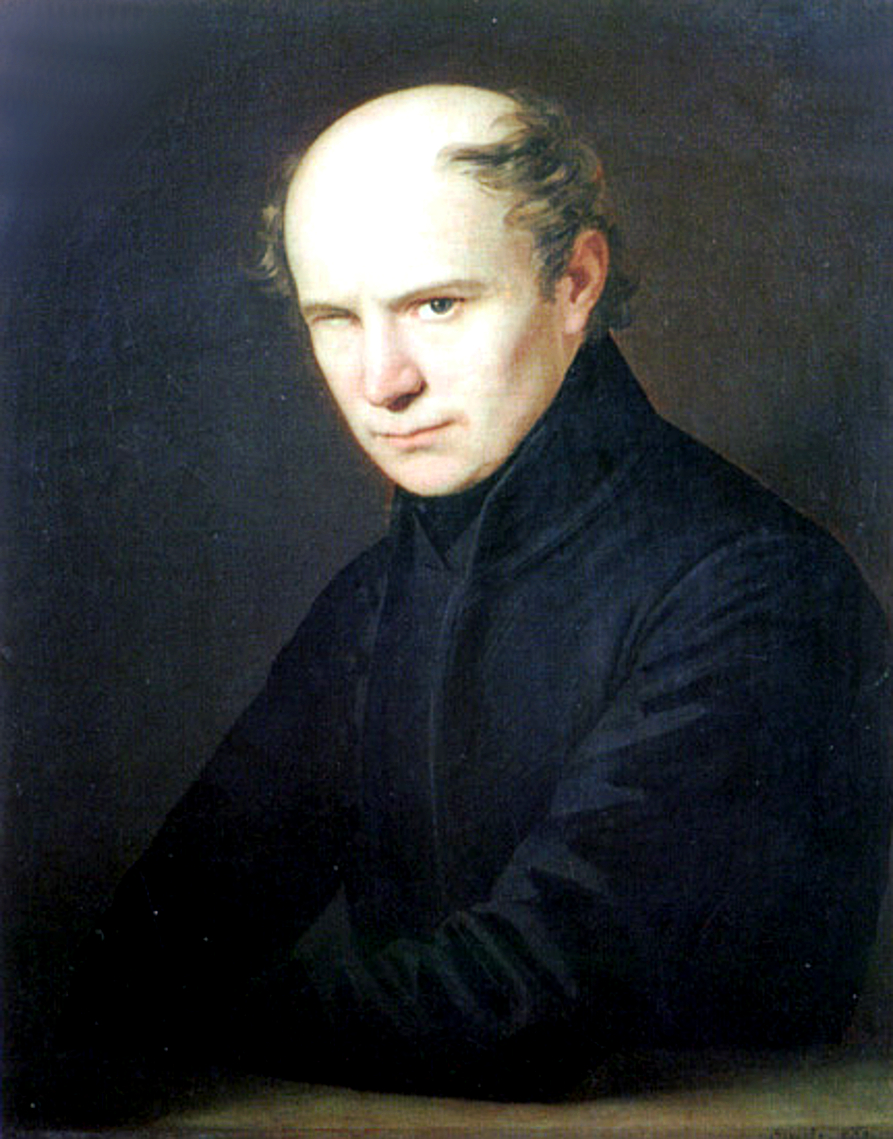
Kölcsey Ferenc

Krasznahorkai László

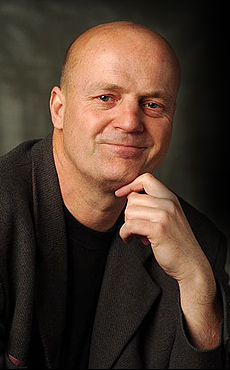
Kukorelly Endre

- Kabai Lóránt (k.kabai lóránt, 1977–2022)  költő, író, szerkesztő, kritikus, vizuális művész
- Kabai Zoltán (1970–) költő
- Kabay Barna (1948–) forgatókönyvíró, filmrendező, filmproducer
- Kabdebó Lóránt (1936–2022) irodalomtörténész, kritikus, egyetemi tanár
- Kabdebó Tamás (1934–2018) író, költő, műfordító, irodalomtörténész, kultúrtörténész
- Kabós Éva (1915–2000) erdélyi magyar költő
- Kacziány Géza (1856–1939) bölcseleti doktor, tanár, író, műfordító, politikus, publicista
- Kacsir Mária (1929–2005)  író, újságíró, szerkesztő, kritikus, műfordító
- Kácsor Zsolt (1972–) író, újságíró
- Kádár Endre (1887–1944) író
- Kádár Erzsébet (1901–1946) író
- Kádár Imre (1854–1950) városi számvevő, tanító, író
- Kádár Imre (1894–1972) költő, író, műfordító, szerkesztő, rendező, színigazgató
- Kádár István György (1920–1981) költő, műfordító, színműíró
- Kaffka Margit (1880–1918) író, költő
- Kahána Mózes (1897–1974) költő, novellista
- Kaiser László (1953–) költő, író, szerkesztő, dramaturg
- Kajtsa Ferenc (1904–1980) erdélyi magyar költő
- Kalapáti Ferenc (1959–) vajdasági magyar író, költő, kritikus, esszéista
- Kalász István (1959–) író, műfordító
- Kalász László (1933–1999) költő, könyvtáros, pedagógus
- Kalász Márton (1934–2021) költő, író, műfordító, egyetemi tanár
- Kállai István (1929–2015) író, dramaturg, humorista
- Kállay Eszter (1994–) költő, kritikus, műfordító
- Kállay Géza (1959–2017) író, irodalomtörténész, Shakespeare-kutató
- Kállay Kotász Zoltán (1969–) író, költő, szerkesztő
- Kállay Miklós (1885–1955) író, műfordító
- Kálmán C. György (1954–2021) irodalomtörténész, egyetemi tanár, kritikus, publicista
- Kálmán Jenő (1885–1968) író, újságíró, humorista
- Kálnay Adél (1952–) költő, író, pedagógus
- Kálnoky László (1912–1985) költő, műfordító
- Kalocsa Róza (1838–1901) református felső leányiskolai igazgatónő, író
- Kalocsay Kálmán (1891–1976) orvos, eszperantó költő, műfordító, szerkesztő
- Kámán Balázs (1969–) író
- Kamondy László (1928–1972) író, drámaíró
- Kamocsay Ildikó (1945–) író, műfordító
- Kanizsa József (1942–) költő
- Kántás Balázs (1987–) költő, műfordító, szerkesztő
- Kántor Lajos (1937–2017) irodalomtörténész, filológus, kritikus, szerkesztő
- Kántor Péter (1949–2021) költő, műfordító
- Kántor Zsolt (1958–2023) költő, író, szerkesztő
- Kántor Zsuzsa (1916–2011) író
- Kányádi Sándor (1929–2018) erdélyi magyar költő
- Kapecz Zsuzsa (1956–)  író, forgatókönyvíró, kritikus
- Kapitány Máté (1986–) író
- Kapui Ágota (1955–2018) költő, szerkesztő
- Karácsondi Imre  (1954–) költő
- Karácsony Benő (eredeti nevén Klärmann Bernát, 1888–1944) erdélyi magyar író
- Karafiáth Orsolya (1976–) költő, műfordító, publicista, énekesnő
- Karay Ilona (1866–1881) költő
- Kárász József (1914–1996) író, könyvtáros
- Karátson Endre (1933–) író, kritikus, irodalomtörténész
- Karátson Gábor (1935–2015) festő, művészeti és filozófiai író, író, műfordító
- Karcsai Kulcsár István (1925–2009) író, film- és színháztörténész, rendező
- Kardos G. György (1925–1997) író
- Kardos István (1942–2002) író, forgatókönyvíró, producer, dramaturg, tanár
- Kardos László (1898–1987) irodalomtörténész, kritikus, műfordító
- Karig Sára (1914–1999) műfordító, költő
- Karikás Frigyes (1891–1938) író, műfordító
- Karinthy Ferenc (1921–1992) író, drámaíró, dramaturg
- Karinthy Frigyes (1887–1938) író, költő, műfordító
- Karinthy Gábor (1914–1974) költő
- Karinthy Márton (1949–2019) színházrendező, író
- Károly György (1953–2018) költő, író
- Károly József (1886–1960) író, újságíró
- Károlyfi Zsófia (1952–) festő, grafikus, költő
- Károlyi Amy (1909–2003) költő, műfordító
- Kárpáti Aurél (1884–1963) kritikus, író, költő
- Kárpáti Kamil (1929–2024) író, költő, esszéíró, szerkesztő
- Kartal Zsuzsa (1947–2011) költő, kritikus, műfordító
- Kassák Lajos (1887–1967) író, költő, műfordító, képzőművész
- Katkó István (1923–2000) író, újságíró
- Katona József (1791–1830) drámaíró
- Katona Judit (1942–2011) tanár, író, költő
- Kautzky Norbert (1925–2000) költő, író
- Kazinczy Ferenc (1759–1831) író, költő, nyelvújító
- Kecskeméti Gábor (1965–) irodalomtörténész
- Kelebi Kiss István (1947–) költő, képzőművész
- Kelemen Erzsébet (1964–) író, költő, drámaíró, tanár
- Kelemen Lajos (1954–) író, szerkesztő
- Kelemen Zoltán (1986–) író, fényképész
- Kelen István (1912–2003) asztaliteniszező, újságíró, író
- Kelényi Béla (1953–) költő, tibetológus
- Keleti Artúr (1889–1969) költő, műfordító
- Kellér Andor (1903–1963) író, újságíró
- Kellér Dezső (1905–1986) író, humorista, dramaturg, konferanszié
- Kemenczky Judit (1948–2011) költő, orientalista, festő
- Kemenes Géfin László (1937–2022) költő, kritikus, műfordító
- Kemény Hajni (1901–1921) költő
- Kemény István (1961–) költő, író
- Kemény Katalin (1909–2004) író, művészettörténész, műfordító
- Kemény Simon (eredeti nevén Kohn Simon, 1882–1945) költő, író, újságíró, lapszerkesztő
- Kemény Tomaso (1938–) emigráns magyar költő
- Kemény Zsigmond (1814–1875) író, publicista, politikus
- Kemény Zsófi (1994–) slammer, költő, író
- Kempelen Győző (1829–1858) tanár, hírlapíró
- Kempelen Riza (1829–1858) író
- Kende Sándor (1918–1992) író, költő
- Kenedi János (1947–) író, kritikus, szerkesztő
- Kenéz Ferenc (1944–) költő, író
- Kenéz Heka Etelka (1936–2024) költő, író
- Képes Gábor (1980–) költő, sci-fi író
- Képes Géza (1909–1989) költő, műfordító
- Kercsó Attila (1939–2008) erdélyi magyar orvos, költő
- Kerék Imre (1942–2023) költő, műfordító, tanár
- Kerekes Tamás (1957–) tanár, író, kritikus
- Kerekes Sámuel (1757–1800) újságíró, az első magyar hírlapírók egyike
- Kerekesházy József (1912–2003) író, történész
- Kerékgyártó István (1953–) író
- Kerényi Frigyes (1822–1853) költő, ügyvéd
- Kerényi Grácia (1925–1985) költő, magyar-lengyel műfordító, a lengyel irodalom kutatója
- Kerényi Károly (1897–1973) magyar származású svájci klasszika-filológus, vallástörténész, egyetemi tanár
- Keresztes Ágnes (1937–) költő
- Keresztszeghy Etta (1866–?) író
- Keresztury Dezső (1904–1996) író, költő, irodalomtörténész, kritikus, műfordító
- Kereszty András (1942–2024) író, újságíró
- Kertész Ákos (1932–2022) író, filmdramaturg
- Kertész Erzsébet (1909–2005) író
- Kertész Imre (1929–2016) író, műfordító
- Kertész László (1924–?) író, költő
- Kertész László (1935–1971) költő, tanár
- Kertész Magda (1911–2003) író
- Kertész Mihály Miksa (1888–1945) jogász, író
- Kessler Edgár lásd: Balogh Edgár
- Keszthelyi Rezső (1933–2016) költő, író, szerkesztő, műfordító
- Keszthelyi Zoltán (1909–1974) költő, író
- Kibédi Varga Áron (1930–2018) irodalomtörténész, esztéta, költő
- Kilián István (1933–2021) irodalomtörténész, muzeológus, lexikográfus
- Kilo India (1961–) költő
- Kincses Elemér (1946–) író, drámaíró, rendező
- Kipke Tamás (1952–2023) író, költő, újságíró
- Király Farkas (1971–) költő, író, műfordító, szerkesztő, újságíró
- Király Ferenc (1973–) író
- Király Gábor (1956–) költő
- Király Kinga Júlia (1976–) drámaíró, dramaturg, egyetemi tanár
- Király László (1943–) erdélyi magyar író, költő
- Kis János (1770–1846) evangélikus lelkész, költő, műfordító
- Kis Pintér Imre (1941–2022) könyvtáros, egyetemi tanár, kritikus, irodalomtörténész
- Kisfaludy Atala (1836–1911) költő
- Kisfaludy Károly (1788–1830) költő, drámaíró, festő
- Kisfaludy Sándor (1772–1844) költő
- Kisgyörgy Réka (1967–) író, újságíró
- Kiss András (1950–) költő, biológus, ornitológus, természettudományi író
- Kiss Anna (1939–) költő, drámaíró, író
- Kiss Benedek (1943–) költő, műfordító
- Kiss Dénes (1936–2013) író, költő, műfordító
- K. Kiss Ferenc (1913–2004)  költő, tanár, helytörténész
- Kiss Gy. Csaba (1945–) író, irodalomtörténész, művelődéstörténész, egyetemi tanár
- Kiss Gyula (1893–1923) színész, író, drámaíró, műfordító, szerkesztő
- Kiss Ida (1902–1936) prózaíró
- Kiss Irén (1947–2023) író, költő, színműíró
- Kiss János (1933–2018) erdélyi magyar író, szerkesztő
- Kiss Jenő (1912–1995) költő, író, műfordító
- Kiss József (1842–1921) költő, szerkesztő
- Kiss József László (1922–1989) író, iskolaigazgató, ifjúsági szerző
- Kiss Judit Ágnes (1973–) költő, író
- Kiss Noémi (1974–) író, műfordító, kritikus
- Kiss Ottó (1963–) költő, író
- Kiss Tamás (1912–2003) költő, író, műfordító
- Kiss Tibor Noé (1976–) író, újságíró
- Kisteleki Ede (1861–1931) író, költő, újságíró
- Kittenberger Kálmán (1881–1958) Afrika-kutató, zoológus, vadász, író
- Kóbor Noémi (1896–1959) író, kritikus
- Kóbor Tamás (eredeti nevén Bermann Adolf), (1867–1942) író, publicista
- Kocsis István (1940–) erdélyi magyar író, drámaíró
- Kodolányi Gyula (1942–) költő, műfordító, irodalomtörténész
- Kodolányi János (1899–1969) író, újságíró
- Kolozsi Ildikó (1970–) író, újságíró, médiaszemélyiség
- Kolozsvári Grandpierre Emil (1907–1992) író, műfordító, kritikus
- Kolozsvári Papp László (1940–2005) író, műfordító
- Komáromi János (1890–1937) író, újságíró
- Komját Aladár (eredeti nevén Korach Aladár, 1891–1937) költő
- Komjáthy Aladár (1894–1963) tudománytörténész, költő
- Komjáthy Győző (1883–1966) költő
- Komjáthy Jenő (1858–1895) költő
- Komlós Aladár (eredeti nevén Kredens Aladár, 1892–1980) író, költő, műfordító, irodalomtörténész
- Komócsy József (1836–1894) költő, újságíró
- Komor András (1898–1944) író, költő, kritikus
- Komor Gyula (1867–1943) író, színikritikus, dramaturg
- Komor Zoltán (1986–) író
- Koncz Teréz (1988-) költő, filmrendező[2]
- Konczek József (eredeti nevén Koncz József, 1942–) költő, író, újságíró
- Koncsol László (1936–2023) szlovákiai magyar irodalomkritikus, esszéíró, hely- és művelődéstörténész, költő, műfordító, szerkesztő, pedagógus
- Kondor Béla (1931–1972) festőművész, grafikus, költő
- Kondor Vilmos (1954–) író
- Konrád György (1933–2019) író, esszéíró, szociológus
- Kontra Ferenc (1958–) vajdasági magyar író
- Kónya Lajos (1914–1972) költő, író
- Kopányi György (1921–2011) dramaturg, író, költő, forgatókönyvíró
- Koppány Zsolt (1955–) író, esszéista, kritikus
- Korda Béla (1893–1925) író, újságíró
- Kormos István (1923–1977) költő, író, műfordító, dramaturg, kiadói szerkesztő
- Kornis Mihály (1949–) író, drámaíró, rendező, tanár
- Korompay Viola (eredeti nevén Kucsera Viola, 1916–?) költő
- Korpa Tamás (1987–) költő, kritikus
- Kós Károly (1883–1977) építész, író, grafikus, könyvtervező, szerkesztő, könyvkiadó, tanár, politikus
- Kósa Márton (?)
- Kosáryné Réz Lola (1892–1984) író, műfordító
- Kossányi József (1908–1988) költő, kritikus
- Kosztolánszky István (1863–1941) költő, közíró
- Kosztolányi Dezső (1885–1936) író, költő, műfordító, kritikus, esszéista, újságíró
- Kovács András Ferenc (1959–2023) erdélyi magyar költő, esszéíró, műfordító
- Kovács Ilona (1948–2024) irodalomtörténész, műfordító
- Kovács Imre (1913–1980) író, politikus
- Kovács István (1945–) költő, író, műfordító
- Kovács Katáng Ferenc (1949–) költő, író, műfordító
- Kovács László (1892–1963) író, szerkesztő, kritikus
- Kovács László (1966) költó, szerkesztő
- Kovács „Tücsi” Mihály (1967–) író, blogger, újságíró, szerkesztő
- Kovács Vilmos (1927–1977) költő, író
- Kovács Zsuzsa (1953–2023) irodalomtörténész
- Kovai Lőrinc (1912–1986) író, újságíró
- Kováts József (1780–1809) református lelkész, költő
- Kozma Andor (1861–1933) költő, műfordító
- Kozma György (1954–) író, grafikus, színész, egyetemi tanár, dramaturg
- Kozma Mária (1948–) író, szerkesztő, újságíró
- Kölcsey Ferenc (1790–1838) költő, politikus, nyelvújító
- Königsegg Lajos (1874–1930) Afrika-kutató, ifjúsági író
- Köntös-Szabó Zoltán (1940–2023) író, újságíró
- Köpe Zoltán lásd: Thury Zoltán
- Kőrizs Imre (1970–) költő
- Körmendi Ferenc (1900–1972) emigráns magyar író
- Körmendi János (1927–2008) színész, író
- Körmendi Lajos (1946–2005) író, költő, szerkesztő
- Körmendi Zoltán (eredeti nevén Frim Zoltán, 1898–1944 vagy 1945) költő, író, publicista
- Környei Elek (1905–1982) költő, író, újságíró
- Kőrössi P. József (1953–) erdélyi magyar költő
- Köteles Pál (1927–1991) író, publicista
- Köves József (1938–2025) író, könyvkiadó
- Krassó György (1932–1991) politikus, író
- Krasznahorkai László (1954–) író
- Kreskay Imre Tamás (1748–1809) pap, költő
- Kristóf Károly (1904–1994) újságíró, író
- Kriza János (1811–1875) néprajzkutató, költő, műfordító, unitárius püspök
- Krúdy Gyula (1878–1933) író, hírlapíró, a modern magyar prózaírás kiváló mestere
- Krusovszky Dénes (1982–) költő, kritikus, szerkesztő, műfordító
- Krüzselyi Erzsébet (1875–1953) költő
- Kubinyi Ferenc (1796–1874) paleontológus, politikus
- Kuczka Péter (1923–1999) író, költő, műfordító, tudományos-fantasztikus irodalmár, szerkesztő
- Kukorelly Endre (1951–) író, költő, tanár
- Kulin Ferenc Miklós (1943–) kritikus, irodalomtörténész, színműíró, szerkesztő, publicista
- Kulin György (1905–1989) csillagász, író
- Kun Árpád (1965–) író, költő, műfordító
- Kun Erzsébet (1926–1996) író, szerkesztő
- Kunfalvy Ákos (1970–) költő, vívó
- Kunoss Endre (1811–1844) költő, ügyvéd
- Kupa Árpád (1859–1916) asztalosmester, író
- Kurucz Gyula (1944–2015) író, szerkesztő, műfordító, pedagógus
- Kuszálik Péter (1949–) író, szerkesztő, sajtóbibliográfus, publicista, lexikográfus
- Kutasi Kovács Lajos (1920–1995) író, újságíró, néprajzos
- Kutas József (1933–) író, tanár

## L

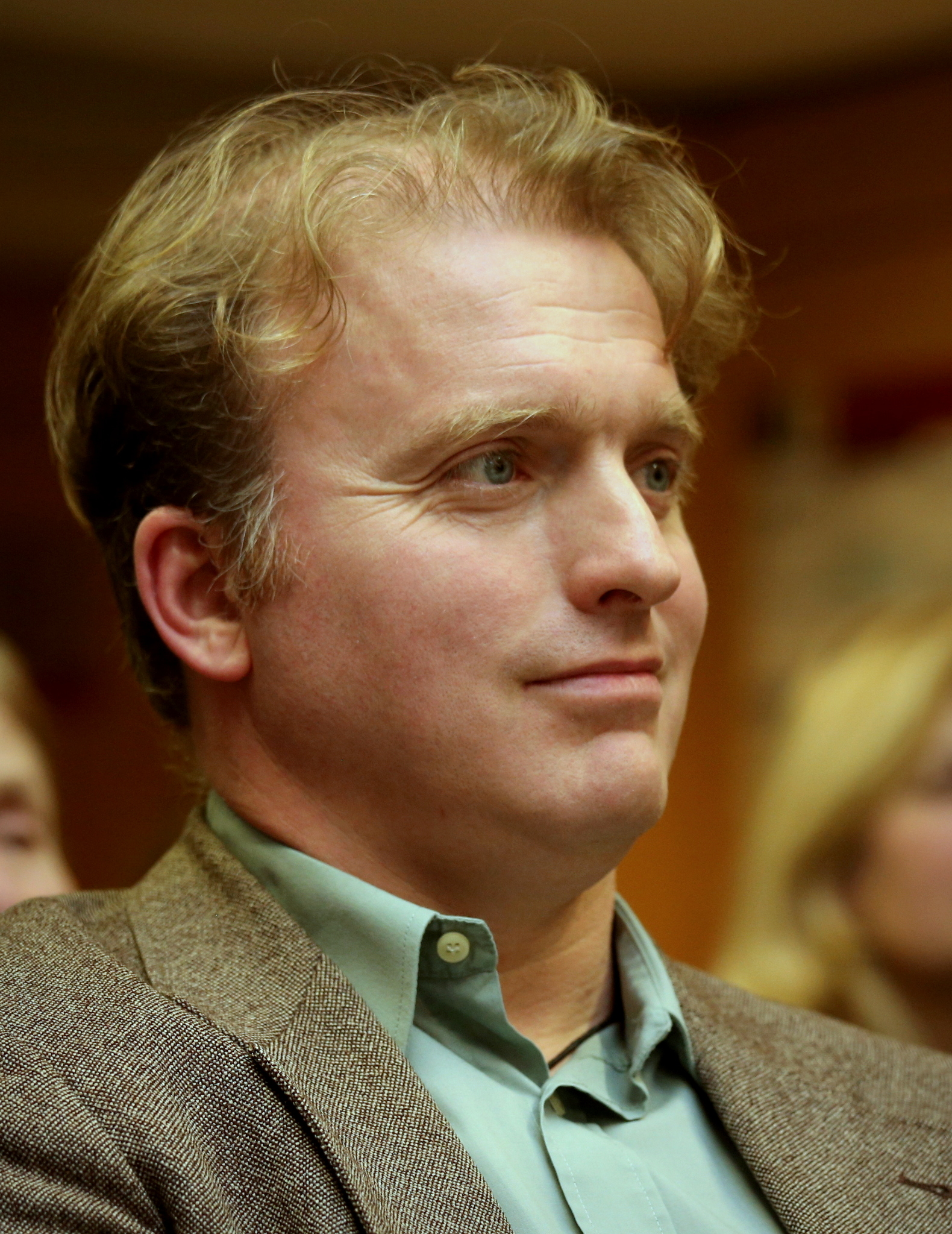
Lackfi János

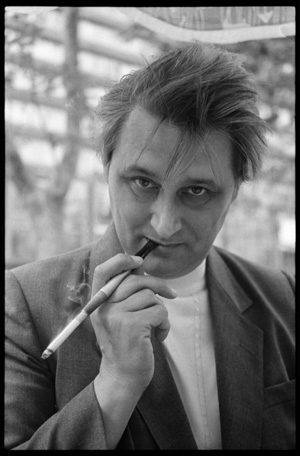
Lakatos István

Lászlóffy Aladár

Lator László

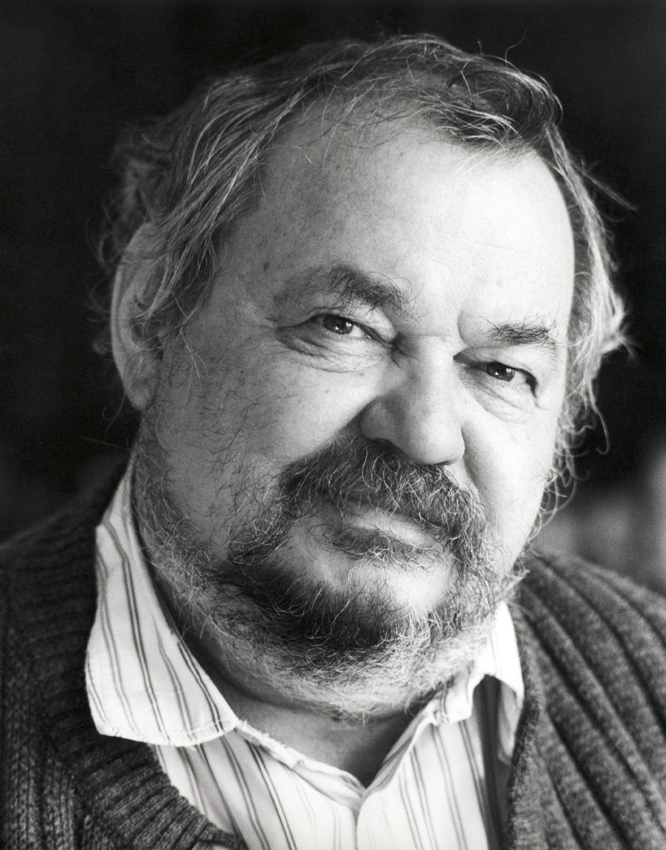
Lázár Ervin

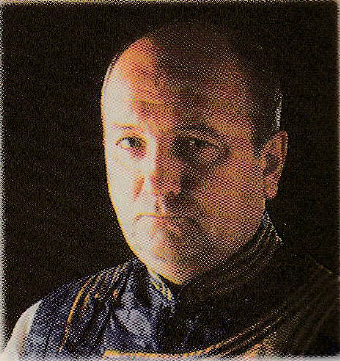
Lőrincz L. László

- Laár András (1955–) humorista, költő, zeneszerző, buddhista pap
- Lőwy Árpád lásd: Réthy László
- Lábadi Károly (1950–) néprajzkutató, publicista
- Labancz Gyula (1941–1996) költő
- Lábass Endre (1957–) író, festő, fotóművész
- Lackfi János (1971–) költő, író, műfordító, tanár
- Lackner László (1943–) író
- Laczkó András (1943–) író, irodalomtörténész, kritikus
- Laczkó Géza (1884–1953) író
- Ladányi László (1907–1992) író, költő, újságíró
- Ladányi Mihály (1934–1986) költő
- Ladik Katalin (1942–) költő, előadóművész, amatőr zeneszerző, performer, képzőművész
- Lajos Béla (?)
- Lajosi Krisztina (1977–) költő
- Lajtai Gábor (1969–2020) költő, szerkesztő
- Lakatos István (1927–2002) költő, író, műfordító, szerkesztő
- Lakatos István (1980–) író, képregényrajzoló, grafikus
- Lakatos László (1882–1944) író, újságíró, műfordító
- Lakatos Levente (1986–) modell, író, újságíró, műsorvezető
- Lakatos Menyhért (1926–2007) cigány író
- Lakner Judit (1954–) író
- Lampérth Géza (1873–1934) költő, író, színpadi szerző
- Lanczkor Gábor (1981–) költő
- Láng Éva (1925–2013) költő
- Láng Gusztáv (1936–) erdélyi magyar irodalomtörténész, kritikus
- Láng György (1908–1976) író, zeneszerző
- Láng József (1937–2016) irodalomtörténész, muzeológus, könyvkiadó, szerkesztő
- Láng Zsolt (1958–) író, szerkesztő
- Lányi András (1948–) író, filozófus, filmrendező
- Lányi Sarolta (1891–1975) költő, műfordító
- Lányi Viktor Géza (1889–1962) zeneszerző, író, műfordító
- László Anna (1922–1981) színháztörténész, dramaturg, író
- László-Bencsik Sándor (1925–1999) író, szociográfus, koreográfus
- László Endre (1900–1987) író, dramaturg, rajzfilm- és rádiós rendező, festőművész
- Lászlóffy Aladár (1937–2009) erdélyi magyar költő, író, műfordító, szerkesztő
- Lászlóffy Csaba (1939–2015) erdélyi magyar költő, író, drámaíró, esszéista, műfordító
- László Gyula (1915–1998) író, költő, újságíró, lapszerkesztő
- László Marcella (1903–1940) erdélyi magyar gyermekíró és szerkesztő
- László Noémi (1973–) erdélyi magyar költő, műfordító
- László Zoltán (1977–) újságíró, sci-fi-szerző
- Laták István (1910–1970) újvidéki magyar költő, író
- Lator László (1927–2023) költő, műfordító, irodalomtörténész
- Lauka Gusztáv (1818–1902) író
- Lázár Bence András (1989–) költő
- Lázár Ervin (1936–2006) író, elbeszélő, meseíró
- Lázár István (1881–1936) író, filmforgatókönyv-író
- Lázár István (1933–1997) szociográfus, író, publicista
- Lázár Júlia (1960–) költő, műfordító, tanár
- Lázáry René Sándor lásd Kovács András Ferenc
- Legéndy Jácint (1976–) költő
- Lehoczki Károly (1955–) költő, író
- Leiner Laura (1985–) író
- Leleszy Béla (eredeti nevén Kovách Béla, 1887–1977) író, újságíró
- Lénárd József (1938–) költő
- Lénárd Sándor (1910–1972) orvos, költő, író
- Lendvay Éva (eredeti nevén Szemlér Éva, 1935–2016) erdélyi magyar költő, kritikus, műfordító
- Lengyel Balázs (1918–2007) műkritikus, író
- Lengyel Dénes (1910–1987) író, irodalomtörténész, pedagógus
- Lengyel Géza (1881–1967) író, újságíró, kritikus
- Lengyel József (1896–1975) író, költő, újságíró
- Lengyel Márton (1940–2015) közgazdász, író
- Lengyel Menyhért (1880–1974) író, színműíró, forgatókönyvíró
- Lengyel Péter (eredeti nevén Merényi Péter, 1939–) író, műfordító
- Lengyel Tamás (1971–) költő, műfordító
- Lenkei Lajos (1914–1971) újságíró, műfordító, színházigazgató
- Lesi Zoltán (1982–) költő, műfordító, programozó
- Lestyán Sándor (1896–1956) író, újságíró
- Lesznai Anna (eredeti nevén Moscovitz Amália, 1885–1966) író, grafikus, iparművész
- Létay Lajos (1920–2007) erdélyi magyar költő, író, szerkesztő
- Lévai Jenő (1892–1983) író, újságíró, szerkesztő
- Lévay Endre (1911–1985) újvidéki magyar író, publicista
- Lévay József (1825–1918) költő, műfordító
- Levendel Júlia (1944–) író, szerkesztő
- Lezsák Sándor (1949–) költő, tanár, politikus
- Ligeti Ernő (1891–1945) író, publicista, szerkesztő
- Ligeti Vilma (1912–1982) író
- Lipp Tamás (1946–) író, újságíró, szerkesztő
- Lipták Gábor (1912–1985) író, művelődéstörténész
- Lisznyai Damó Kálmán (1823–1863) költő
- Lisztóczky László (1941–) irodalomtörténész
- Lóránt László (1905–1965) író, költő, újságíró, forgatókönyvíró
- Losonczi-Kovács Gábor (1986–) ?
- Losonczy László (1812–1879) költő
- Lovas Ildikó (1967–) író, kritikus, műfordító
- Lovass Gyula (1914–1943) irodalomtörténész, kritikus, író, műfordító
- Lovász Pál (1896–1975) költő
- Lovik Károly (1874–1915) író, újságíró
- Lövei Sándor (1975–) költő
- Lődi Ferenc (1926–1997) költő, újságíró
- Lökkös Antal (1928–) költő, író
- Lőkös Ildikó (1957–) dramaturg, tanár, színműíró
- Lőrinc Péter (eredeti nevén Löbl Árpád, 1898–1983) újvidéki magyar költő, író
- Lőrincz L. László (írói nevén: Leslie L. Lawrence, 1939–) orientalista, író, műfordító
- Lövétei Lázár László (1972–) költő, műfordító, szerkesztő
- Lugosi Viktória (1962–) író, újságíró
- Lugossy Gyula (1939–) író
- feLugossy László (1947–) festő, performer, rendező, író
- Lukács György (1885–1971) író, filozófus, esztéta, egyetemi tanár
- Lukács László (1906–1944) költő
- Lukács Sándor (1947–) színész, költő
- Lukácsy András (1930–2023) író, kritikus, szerkesztő
- Lukácsy Sándor (1923–2001) irodalomtörténész, író
- Lukáts János (1943–) irodalomtörténész, író
- Lusztig Károly (1922–2012) kárpátaljai újságíró, író, műfordító
- Lux Alfréd (1933–1992) író, műfordító, kritikus
- Lyka Károly (1869–1965) művészettörténész, kritikus, festő

## M

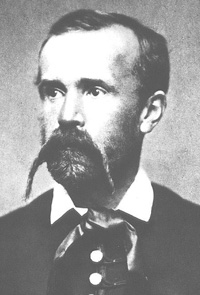
Madách Imre

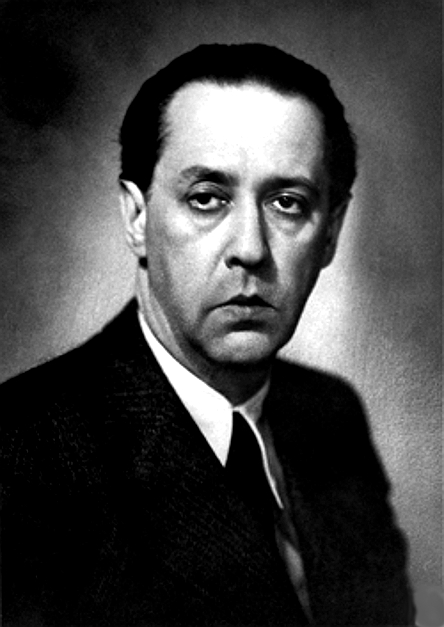
Márai Sándor

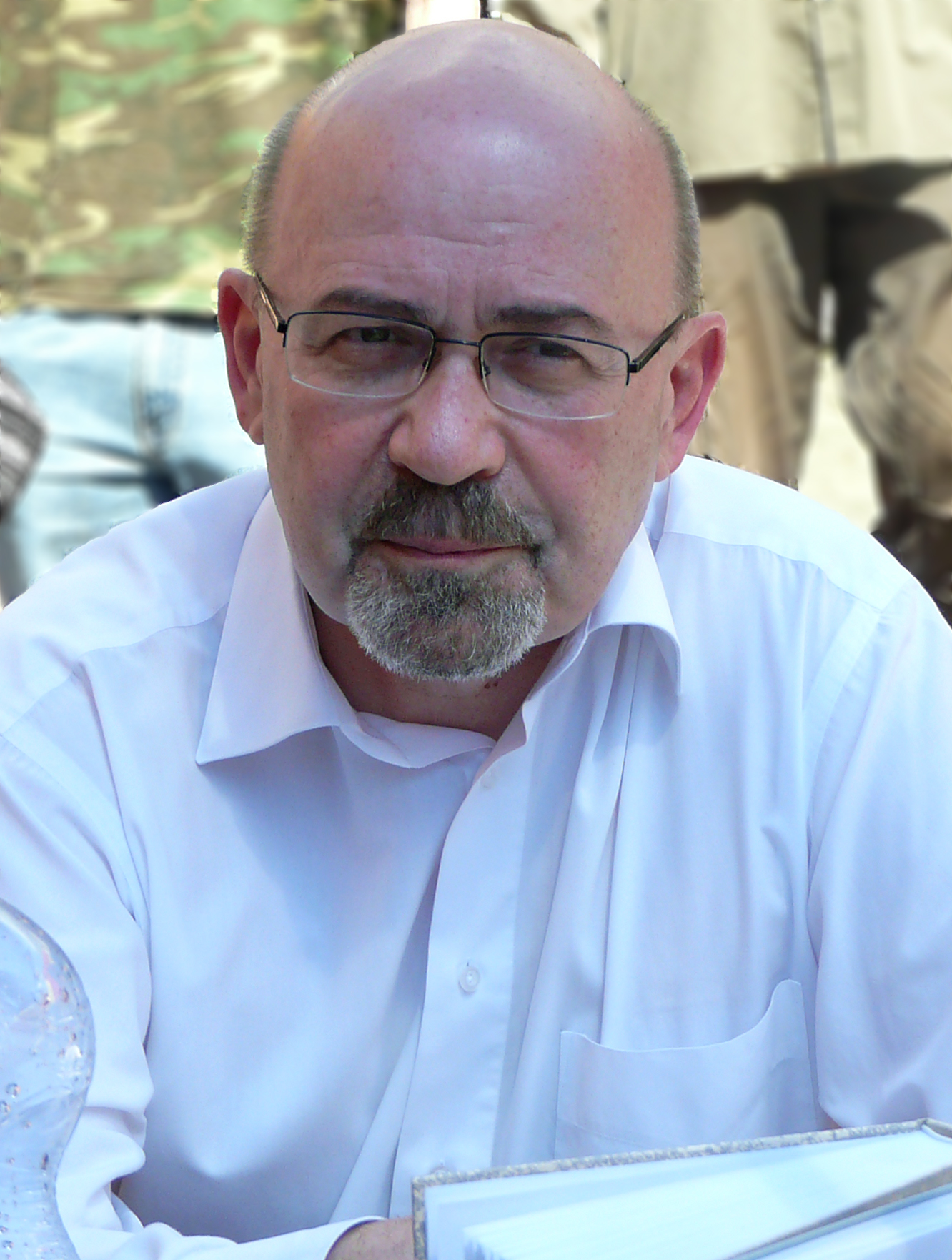
Markó Béla

Marsall László

Mészöly Miklós

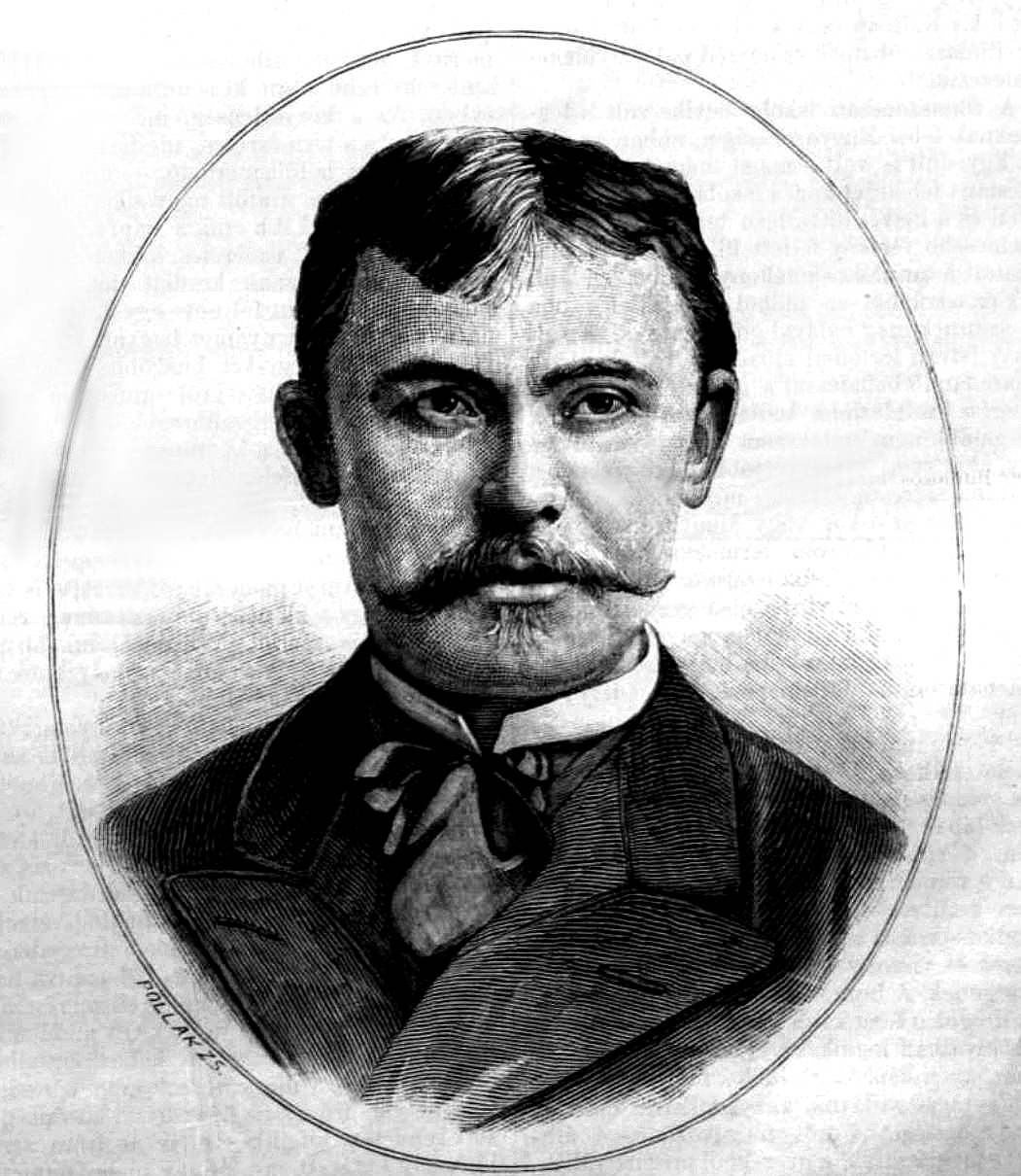
Mikszáth Kálmán

Moldova György

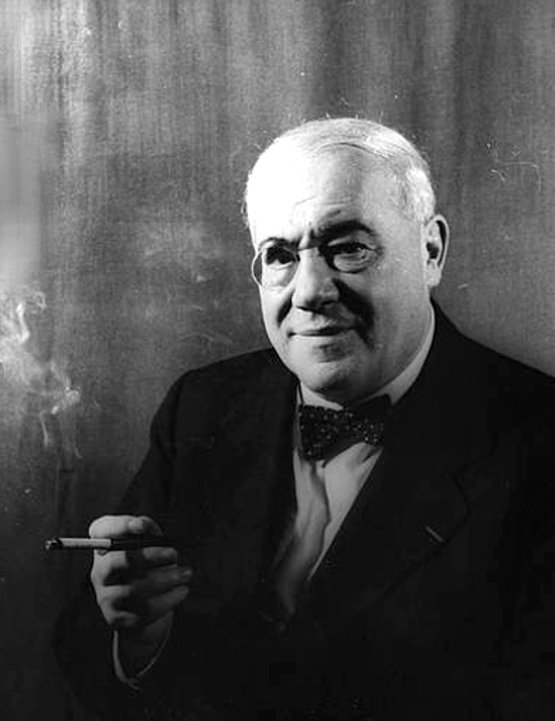
Molnár Ferenc

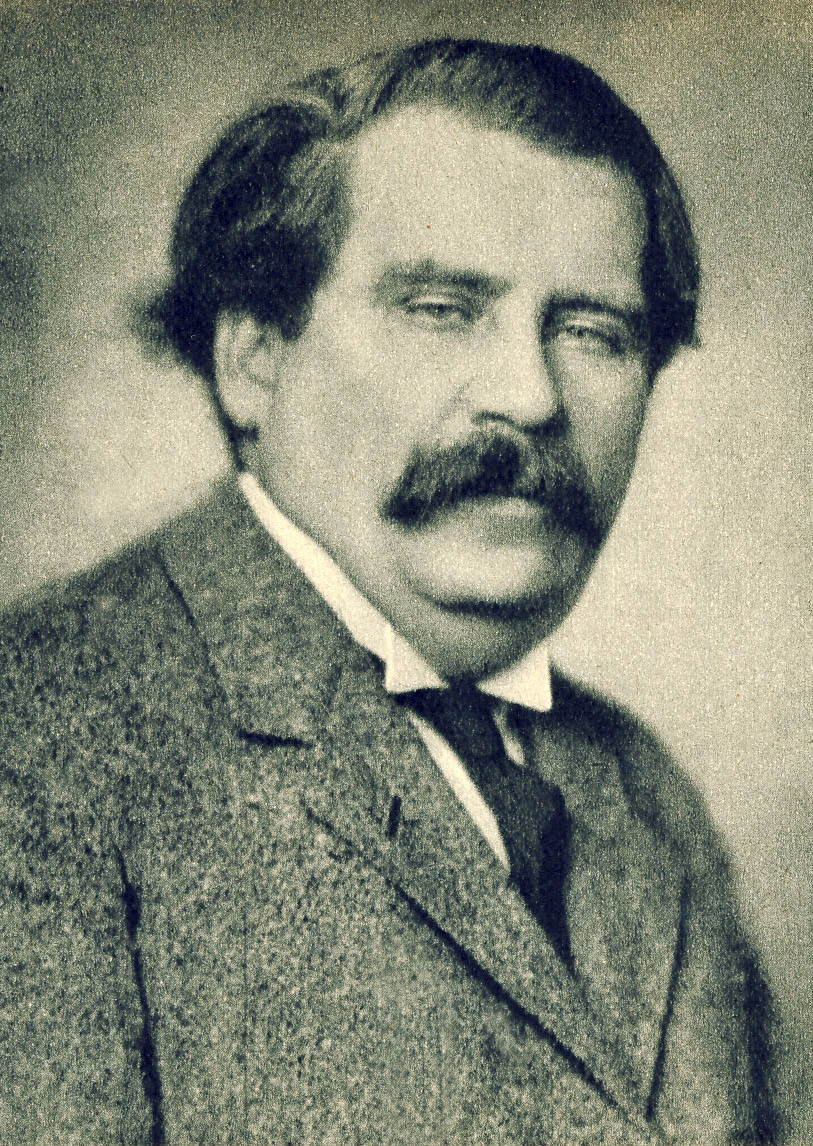
Móricz Zsigmond

- Mácza János (1893–1974) író, irodalomtörténész
- Madách Imre (1823–1864) költő, író, ügyvéd, politikus
- Madácsy László (1907–1983. szept. 16.) költő, műfordító, irodalomtörténész
- Madár János (1948–) költő, író, szerkesztő
- Madarász Emil (1884–1962) író, költő, újságíró
- Madarász Imre  (1962–) italianista, irodalomtörténész
- Magén István (1950-) festőművész, grafikus, író
- Magyar Elek (1875–1947) újságíró, író, költő, gasztronómiai szakíró
- Magyar Ferenc (1916–2000) újságíró, szerkesztő
- Magyar László (1900–1971) újságíró, író, karikaturista
- Magyari Barna (1965–) költő, újságíró
- Magyari Lajos (1942–2015) költő, műfordító, közíró
- Major Anita (1983–) ?
- Major Béla (1842–1872) királyi táblai fogalmazó, író, műfordító
- Major Ottó (1924–1999) író, költő
- Major-Zala Lajos (eredeti nevén Major Lajos, 1930–2006) emigráns magyar költő
- Majoros Sándor (1956–) író
- Majthényi Flóra (1837–1915) költő, zeneszerző
- Makai Emil (eredeti nevén Fischer Emil, 1870–1901) költő, drámaíró, újságíró, műfordító
- Makay Ida (1933–2011) költő, pedagógus
- Makkai Ádám (1935–2020) költő, nyelvész, műfordító
- Makkai Sándor (1890–1951) erdélyi magyar író, református püspök
- Makovics János (1963–) író, újságíró
- Mallász Gitta (1907–1992) iparművész, író
- Mán-Várhegyi Réka (1979–) író, szerkesztő
- Mandics György (1943–) erdélyi magyar tanár, költő, író, újságíró, esszéíró
- Mándy Iván (1918–1995) író
- Mándy Stefánia (1918–2001) költő, műfordító, művészettörténész
- Márai Sándor (eredeti nevén márai Grosschmid Sándor Károly Henrik, 1900–1989) író, költő, újságíró
- Marconnay Tibor (eredeti nevén Rupprecht Tibor, 1896–1970) költő, műfordító
- Marczinka Csaba (1967–) író, költő
- Marék Veronika (1937–) író, grafikus
- Margyetkó József (1961–) ?
- Marjay Frigyes (1897–1946) író, műfordító, újságíró
- Márk Alexandra (1901–1991) romániai magyar író
- Markó Béla (1951–) erdélyi magyar író, költő, tanár, politikus
- Markovits Rodion (eredeti nevén Markovits Jakab, 1884–1948) író, újságíró
- Márkus Béla (1945–) irodalomtörténész, kritikus
- Marno János (1949–) író, költő, műfordító, kritikus
- Maros András (1971–) író
- Maróti Lajos (1930–1988) költő, író, drámaíró
- Marosi Gyula (1941–) író, dramaturg, forgatókönyvíró
- Marsall László (1933–2013) költő
- Márton Ferenc lásd: Abonyi Lajos
- Márton Ferenc (1943–) romániai magyar költő
- Márton Gábor (1924–2010) tanár, költő
- Márton László (1959–) író, műfordító, lapszerkesztő
- Marton Lili (1914–2000) író, színműíró, műfordító
- Marton Mária (1953–) drámaíró, író, költő
- Mártonka Miklós (1956–) ?
- Martos Ferenc (1875–1938) író, színműíró, operettlibrettó-író
- Máté Angi (1971–) író
- Máté Imre (1936–1989) erdélyi magyar költő
- Máté Mária (1970–) ?
- Mátyás Ferenc (1911–1991) költő, író.
- Mátyás B. Ferenc (eredeti nevén Bráver Ferenc, 1943–) író
- Mátyási József (1765–1849) ügyvéd, író, költő
- Mattyasovszky Jenő (1931–1984) író, újságíró
- Mátyus Aliz (1948–) író, szociológus, lapszerkesztő
- Menyhárt Jenő (1959-) zeneszerző, dalszövegíró, költő
- Mécs László (eredeti nevén Martoncsik József, 1895–1978) premontrei szerzetes, költő, lapszerkesztő
- Medgyes Lajos (1817–1894) erdélyi magyar református lelkész, költő, író
- Megay László (1941–1998) író, újságíró
- Méhes György (eredeti nevén Nagy Elek, 1916–2007) erdélyi magyar író, újságíró
- Méhes György (1746–1809) bölcseleti doktor, református főiskolai tanár, író
- Méhes Károly (1965–) író, költő, újságíró
- Méhes Sámuel (1785–1852) tanár, nyomda- és laptulajdonos, író, szerkesztő, bölcseleti doktor
- Méliusz Anna (1920–1998) erdélyi magyar gyermekíró
- Méliusz József (1909–1995) erdélyi magyar író, költő, műfordító
- Mentovich Ferenc (1819–1879) költő
- Méray Tibor (1924–2020) író, újságíró
- Merényi Krisztián (1970–) író, költő
- Mesterházi Lajos (eredeti nevén Hoffstaedter Lajos, 1916–1979) író, szerkesztő
- Mesterházi Márton (1941–2022) műfordító, irodalomtörténész, dramaturg
- Mesterházi Mónika (1967–) költő
- Mészáros Tibor (1965–) bibliográfus, könyvtáros, irodalmi muzeológus
- Mészöly Ágnes (1971–) író, költő, pedagógus
- Mészöly Dezső (1918–2011) író, költő, műfordító, dramaturg
- Mészöly Miklós (1921–2001) író
- Mezei András (1930–2008) író, költő, szerkesztő
- Mezei Balázs (1960–) vallásfilozófus, irodalmár, egyetemi tanár
- Mezei Márta (Ribinszki Károlyné; Ribinszky Károlyné, 1929–2012) irodalomtörténész, kritikus
- Mezey Katalin (1943–) író, költő, műfordító
- Mező Ferenc (1951–2017) költő, író, szerkesztő
- M. G. Brown (eredeti nevén Barna Hajnalka, 1990) író
- Mihályi Ödön (eredeti nevén Schwarz Ödön, 1899–1929) költő
- Mihalik Zoltán (1928–1999) író, költő, tanár
- Mihalovics Éva (1957–) író, képzőművész
- Mikecs László (1917–1944) néprajzkutató, történész, író
- Mikes György (1929–1986) humorista, újságíró
- Mikes György (1912–1987) magyar újságíró, humorista, angliai író
- Mikes Lajos (eredeti nevén Misek Lajos, 1872–1930) újságíró, szerkesztő, műfordító
- Miklós Jenő (1878-1934) író, költő, újságíró
- Miklós Jutka (1884–1976) költő, fotográfus
- Miklós Tibor (1947–2013) író, műfordító, dalszövegíró, rendező
- Miklóssy Endre (1940–) író, építészmérnök
- Mikszáth Kálmán (1847–1910) író, újságíró, szerkesztő, országgyűlési képviselő, akadémikus
- Mirnics Zsuzsa (1940–) vajdasági magyar író, újságíró, szerkesztő
- Mirtse Zsuzsa (1967–) író, költő, szerkesztő
- Miskolczi Miklós (1938–) újságíró, író
- Misuta János (1945–) író, mérnök, közgazdász
- Mocsár Gábor (1921–1988) író
- Mohácsi Jenő (eredeti nevén Klein Jenő, 1886–1944) író, drámaíró, költő, műfordító
- Mohás Lívia (1928–2024) író, pszichológus
- Moldova György (1934–2022) író
- Mollináry Gizella (1896–1978) író, költő
- Molnár Ákos (1895–1945) író
- Molnár Éva lásd: Vavyan Fable
- Molnár Ferenc (1878–1952) író, újságíró
- Molnár Gábor (1908–1980) vadászati és útleírásíró
- Molnár Géza (1923–2011) író, újságíró
- Molnár H. Lajos (1946–2016)[3] író, közíró, szerkesztő, dramaturg, riporter
- D. Molnár István (1941–) irodalomtörténész, műfordító
- Molnár József (1918–2009) író, újságíró
- Molnár Krisztina Rita (1967–) költő, tanár, múzeumpedagógus
- Molnár Miklós (1946–) író, költő, műfordító, publicista
- B. Molnár Márta (1937–) író, festő, keramikus
- Molnár Tünde (1974–) költő
- Molnár Zoltán (1920–2009) író, újságíró, műfordító
- Molnár Zoltán (1972–1995) költő
- Molnár Zsófi (1967–) romániai magyar meseíró, ifjúsági elbeszélő, műfordító
- Molter Károly (1890–1981) író, kritikus, irodalomtörténész
- Moly Tamás (1875–1957) író, újságíró, rendező, színházigazgató
- Monoszlóy Dezső (1923–2012) költő, író, műfordító
- Móra Ferenc (1879–1934) író, újságíró, muzeológus
- Móra István (1864–1957) író, költő, néptanító
- Móra László (1890–1944) író, költő, lapszerkesztő, művelődésszervező
- Móricz Virág (1909–1995) író
- Móricz Zsigmond (1879–1942) író, újságíró, szerkesztő
- Mosonyi Aliz (1944–) író, költő
- Moyses Márton (1941–1970) romániai magyar költő
- Moyzes Ilona (1921–2007) költő, író
- Mózsi Ferenc János (1947–2007) író, költő
- Munkácsy János (1802–1841) színműíró, újságíró, szerkesztő
- Munkácsi Miklós (1941–2021) író, újságíró
- Muraközy Gyula (1919–1991) költő, református lelkipásztor
- Murányi-Kovács Endre (1908–1968) író, költő, műfordító
- Murányi Zita (1982–) író, költő, újságíró
- Mühle Ernő (1902–1975) orvosi szakíró, költő
- Müller Péter (1936–) író, dramaturg, forgatókönyvíró, előadó
- Müller Péter Sziámi (eredeti nevén Kovalcze Végh Péter Iván, 1951–) költő, énekes

## N

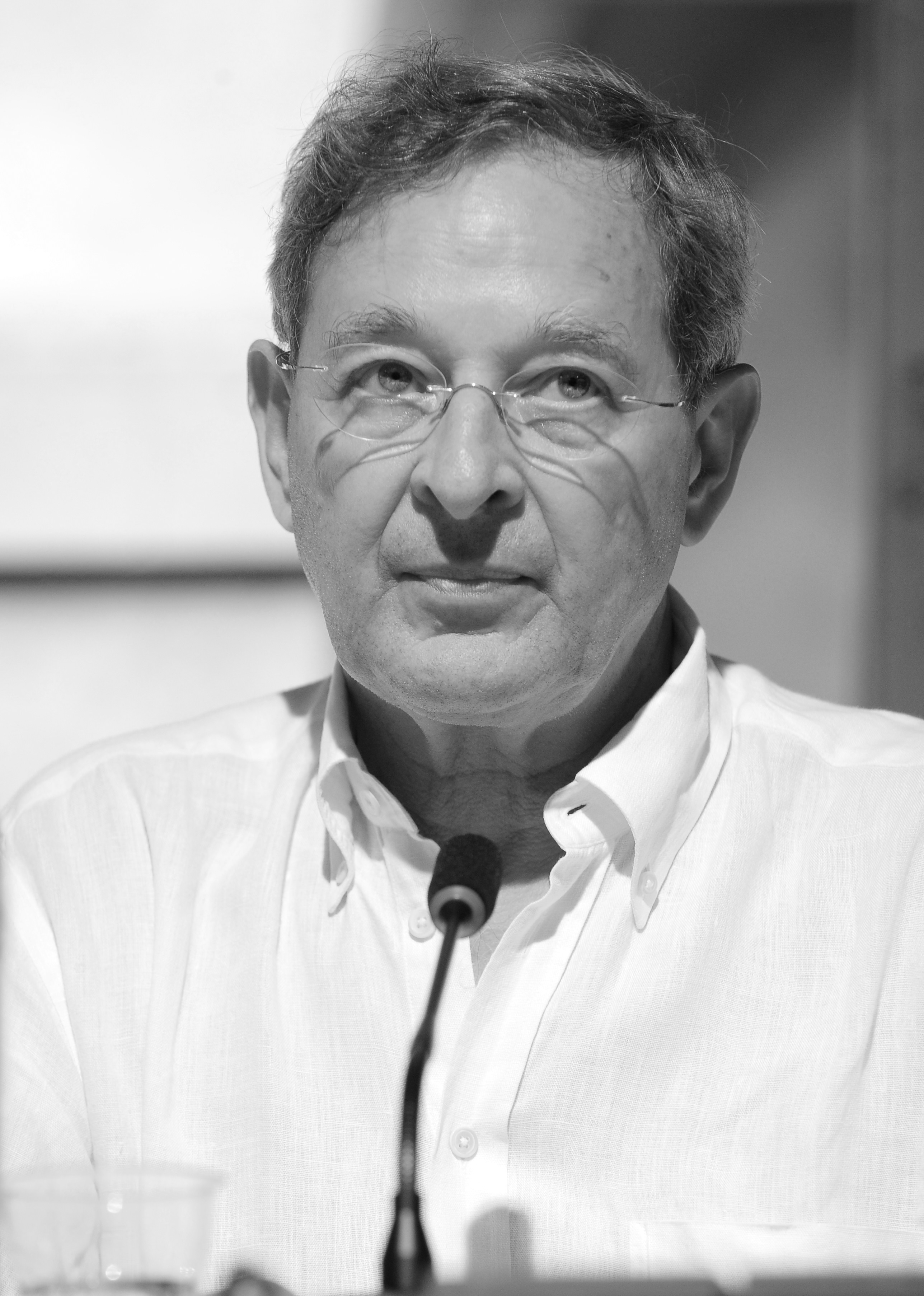
Nádas Péter

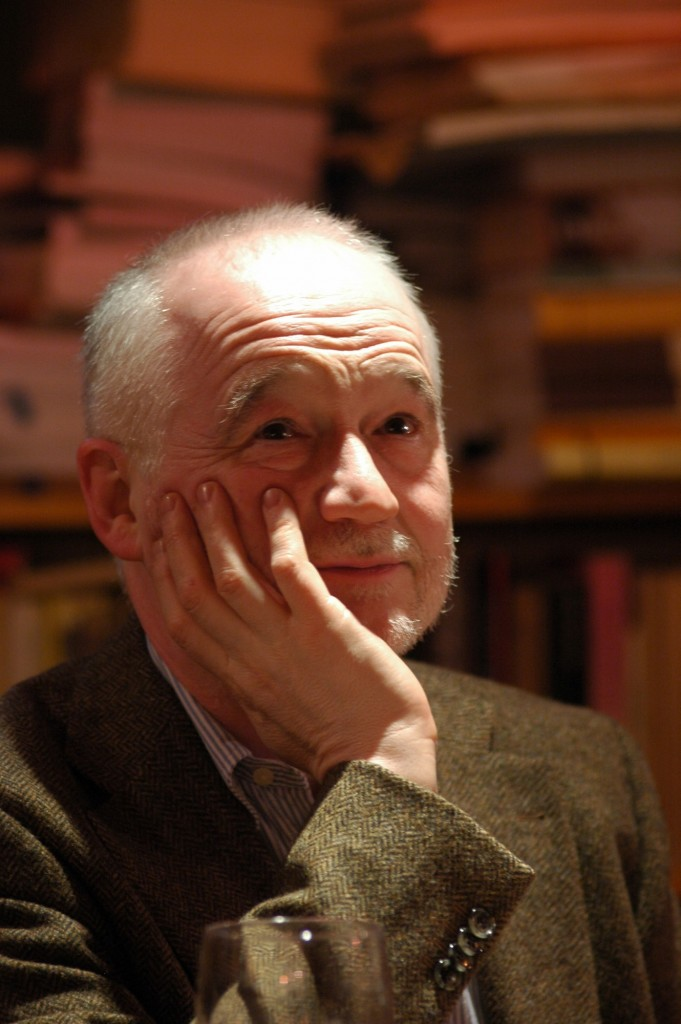
Nádasdy Ádám

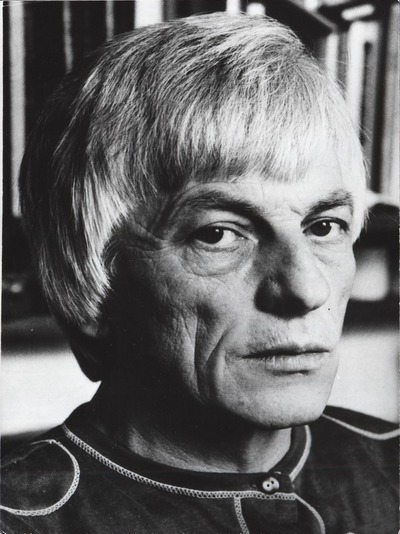
Nagy László

Nemes Nagy Ágnes

Németh László

- Nacsády József (1924–1987) irodalomtörténész
- Nacsinák Gergely András (1977–) író, teológus
- Nadányi Zoltán (1892–1955) költő, író, műfordító
- Nádas Péter (1942–) író, drámaíró, esszéista
- Nádasdi Péter (1920–1976) író, újságíró, Veres Péter fia
- Nádasdy Ádám (1947–) nyelvész, költő, műfordító
- Nádass József (eredeti nevén Nuszbaum József, 1897–1975) író, költő, újságíró
- Nádor Tamás (1934–2008) író, újságíró
- Nádudvari Anna (1946–2020) író, újságíró
- nagyabonyi Csiba Árpád lásd: Abonyi Árpád
- Nagy Albert (1902–1970) festőművész
- Nagy Attila (1954–) költő, orvosi szakíró
- Nagy Attila (1982–) költő, író, énekes
- Nagy Atilla Kristóf (1963–1998) író, költő
- Nagy B. Viktor (1923–2009) munkásíró
- Nagy Bandó András (1947–) humorista, előadóművész, író
- Nagy Barna (1909–1969) református egyháztörténész
- Nagy Borbála (1904–1994) regény- és színműíró, műfordító
- Nagy Elek lásd: Méhes György
- Nagy Endre (eredeti nevén Grósz Endre, 1877–1938) újságíró, író, konferanszié, kabaréigazgató
- Nagy Erzsébet (1923–1982) erdélyi magyar költő, műfordító
- Nagy Franciska (1943–2022) író
- Nagy Gábor (1972–) költő, író, irodalomtörténész
- Nagy Gabriella (1964-) író, szerkesztő, irodalomszervező, költő, kritikus
- Nagy Gáspár (1949–2007) költő, prózaíró, szerkesztő
- Nagy Imre (eredeti nevén Gulyás Imre, 1817–1841) költő
- Nagy Imre (1896–1942) költő
- Cs. Nagy István (1924–1983) költő
- Nagy István lásd: Ágh István
- Nagy István (1904–1977) erdélyi magyar író
- Nagy István Attila (1947–) író
- Nagy Katalin (eredeti nevén Csernák Katalin, 1928–1988) tanár, író
- Nagy Koppány Zsolt (1978–) író, műfordító, szerkesztő
- Nagy Lajos (1883–1954) író, publicista
- Nagy-Laczkó Balázs (1989–) író, régész
- Nagy László (1925–1978) költő, műfordító
- Nagy Olga (1921–2006) néprajzkutató
- Nagy Pál (1934–) emigráns magyar író
- Nagypál István (1987–) költő, író, műfordító
- H. Nagy Péter (1967–) irodalomtörténész, kritikus, szerkesztő, egyetemi tanár
- Nagy Sándor (1922–1990) író, újságíró
- Nagy Tekla (19. század) költő ?
- Nagy Zoltán (1884–1945) költő, író, kritikus, ügyvéd
- Nagy Zopán (1973–) költő, író, fotográfus
- Nehéz Ferenc (1912–1978) író, újságíró
- Nemere István (1944–2024) író, műfordító
- Nemes András (1760 körül–1844) ügyvéd, színész, drámaíró
- Nemes István  (1961–) sci-fi író
- Nemes György (1910–1998) író, újságíró, sajtótörténész
- Nemeskürty István (1925–2015) író, irodalom- és filmtörténész
- Nemes Nagy Ágnes (1922–1991) költő, műfordító, esszéíró
- Nemes Z. Márió (1982–) költő, író, kritikus
- Neÿ Ferenc (1814–1889) hírlapíró, színműíró
- Németh Ákos (1964–) drámaíró, műfordító, rendező
- Németh Andor (1891–1953) író, költő, kritikus
- Németh András (1956–) költő
- Németh Antal (1903–1968) rendező, színházigazgató, színháztörténeti író
- Németh Bálint (1985–) költő
- Németh Dezső (1940–) író, költő, szerkesztő
- Németh Erzsébet (1944–) költő, szerkesztő
- Németh Imre (1893–1970) újságíró, író
- Németh László (1901–1975) író, esszéista, drámaíró
- Németh Péter Mikola (1953–) költő, esszéíró, performer
- Németh Nyiba Sándor (1957–) író, költő, zeneszerző
- Németh S. Katalin (1950–) irodalomtörténész, könyvtáros
- Németh Zoltán (1970–) egyetemi oktató, szerkesztő, költő, kritikus, irodalomtörténész
- Nógrádi Gábor (1947–) költő, író, újságíró, hangjáték-, tévéjáték- és filmforgatókönyv-író
- Noth Zsuzsánna (1950–) költő, író
- Novák Béla Dénes (1951–) költő, író
- Novák Éva (1955–) költő, író
- Novák Valentin (1969–) költő, író
- Novák Zsüliet (1983–) író, újságíró
- Novotny Gergely (1925–2003) író, költő, klarinétművész
- Novotny Tihamér (1952–) művészeti író
- Novotny Vilmos (1938–1981) költő

## Ny

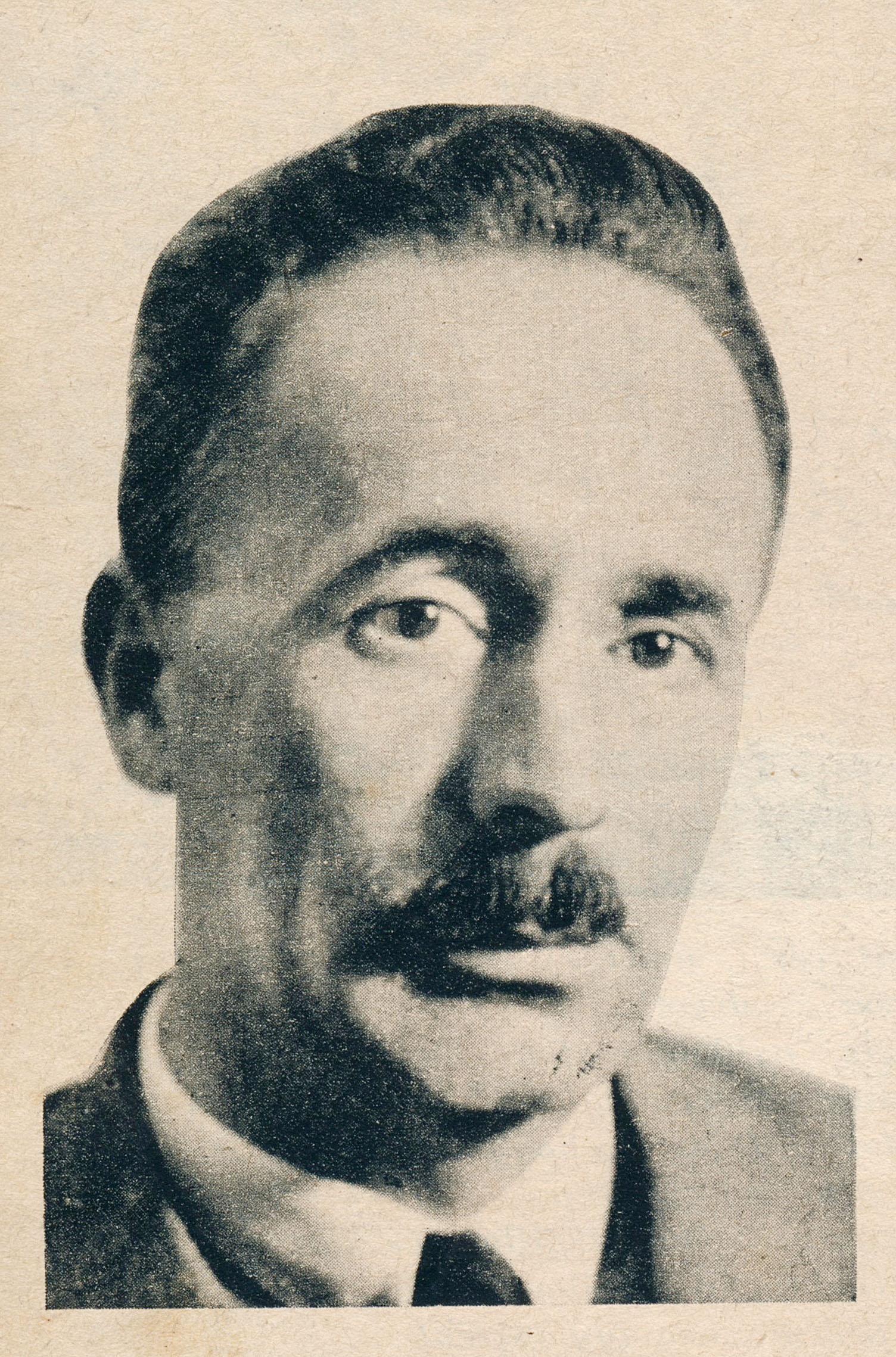
Nyirő József

- Nyárádi Szabó Zoltán (1931–2017) költő
- Nyárády Gábor (1922–2003) tudomány- és művelődéstörténész, újságíró
- Nyári László (1961–) költő
- Nyáry Andor (1886–1967) író, újságíró
- Nyáry Krisztián (1972–) író, irodalomtörténész
- Nyéki Lajos (1926–2008) nyelvész, irodalomtörténész, költő
- Nyerges András (1940–) író, költő
- Nyerges László (1932–) irodalom- és színháztörténész
- Nyeste Zoltán (1922–2001) író
- Nyilas Atilla (1965–) költő
- Nyilasy Balázs (1950–) költő, kritikus, irodalomtörténész
- Nyírfalvi Károly (1960–2017)[4] költő
- Nyíri Antal (1907–2000) nyelvész
- Nyíri Kálmán (1923–) író
- Nyíri János Kristóf (1944–) filozófus
- Nyíri Tamás (1920–1994) filozófus, teológus
- Nyírő Lajos (Nebehaj, 1921–2014) irodalomtörténész
- Nyiszli Miklós (1901–1956) orvos, író, memoáríró.
- Nyirő József (1889–1953) erdélyi magyar író, katolikus pap, újságíró
- Nyisztor Zoltán (1893–1979) lelkész, teológus, író

## O, Ó

Oravecz Imre

Ottlik Géza

- Obersovszky Gyula (1927–2001) költő, író, újságíró
- Ocsovai Ferenc (1995–) költő, író, zenész
- Odze György (1949–) író, műfordító
- Okányi Kiss Ferenc (1938–2010) író, költő, közíró, népművelő
- Oláh Gábor (1881–1942) költő, író
- Oláh János (1942–2016) költő, író
- Oláh Zoltán (1959–2015) költő, író, újságíró, képzőművész
- Oláh-István László (író álneve: Leslie Steve 1955–) költő, író, újságíró
- Oltyán László (1935–1990) író, újságíró
- Onagy Zoltán (1952–2023) író, szerkesztő
- Oravecz Imre (1943–) költő, műfordító
- Oravecz Paula (1903–1990) író
- Oravecz Péter (1977–) költő, műfordító
- Orbán Balázs (1829–1890) író, néprajzi gyűjtő
- Orbán Dezső (1882–1964) író
- Orbán János Dénes (1973–) költő, prózaíró
- Orbán Ottó (1936–2002) költő, műfordító, esszéista
- Orczy Emma (1865–1947) magyar származású angol író
- Orcsik Roland (1975–) költő, műfordító, szerkesztő
- Ordas Iván (1928–1998) író, újságíró, publicista
- Orlovszky Géza (1960–2017), irodalomtörténész
- Ormos Gerő (1907–1987) író, újságíró, szerkesztő
- Ormos Iván (1902–1958) költő, író, újságíró
- Ormós Zsigmond (1813–1894) író, újságíró, művészettörténész, főispán
- Orosz Irén (1907–2001) író, szerkesztő
- Orosz István (1950–2012) esszéista, író, fordító
- Orosz Iván (1902–1974) költő, író, szerkesztő
- Orosz László (1925–2016) irodalomtörténész
- Orosz T. Csaba (1969–) költő és író
- Orsovai Emil (1921–2004) költő
- Osvát Ernő (eredeti nevén Roth Ezékiel, 1877–1929) szerkesztő, kritikus, író
- Osvát Kálmán (1880–1953) író, szerkesztő
- Osváth Dezső (1973–) író
- Osztojkán Béla (1948–2008) magyarországi roma író, közéleti személyiség
- Ottlik Géza (1912–1990) író, műfordító

## Ö, Ő

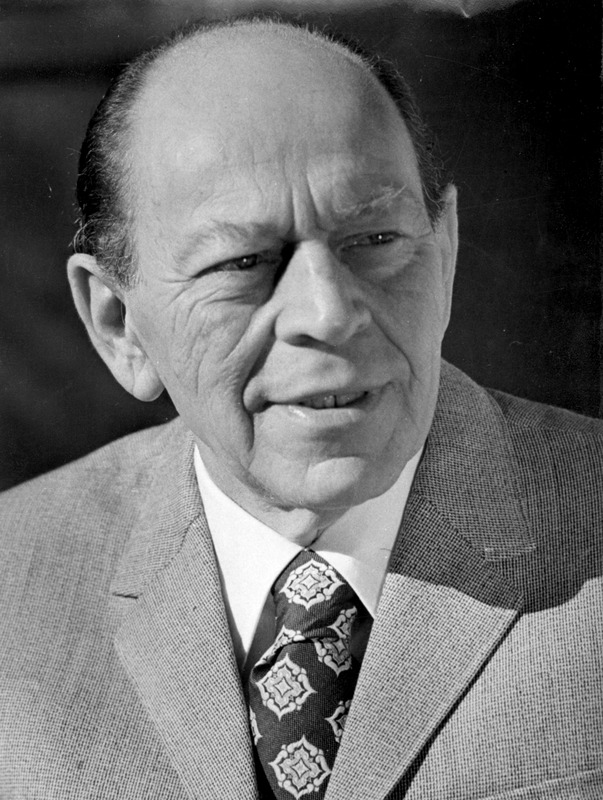
Örkény István

- Ölbey Irén (1902–1987) költő, író, műfordító
- Ölvedi János (1914–1983) író, újságíró
- Ördögh Éva (1960–) irodalomtörténész, műfordító
- Ördögh Szilveszter (1948–2007) író, műfordító, szerkesztő
- Örkény István (1912–1979) író, drámaíró
- Örley István (1913–1945) író, szerkesztő, kritikus
- Örsi Ferenc (1927–1994) író, forgatókönyvíró
- Őrszigethy Erzsébet (1946–2019) író, újságíró, szociográfus
- Örvös Lajos (1923–2002) író, költő, műfordító
- Őry Miklós (1909–1984) katolikus egyháztörténész, író
- Ősi János (1965–) költő, író, tanár
- Őszi Róbert (1976–) író
- Ötvös Péter (1946–) irodalomtörténész
- Őz Zsolt (1969–2013) énekes, gitáros, szövegíró
- Őze Sándor (1963–) történész, tanár, muzeológus

## P
- P. Howard lásd: Rejtő Jenő

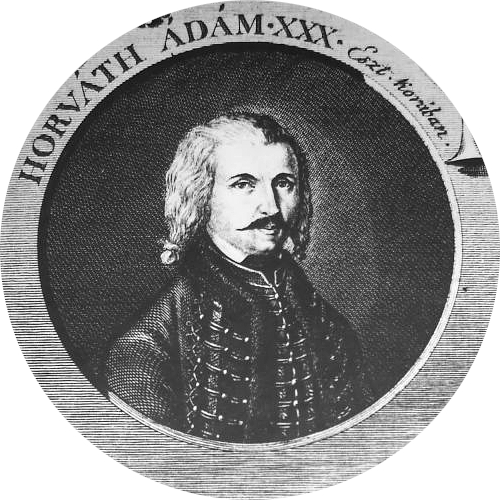
Pálóczi Horváth Ádám

Parti Nagy Lajos

Passuth László

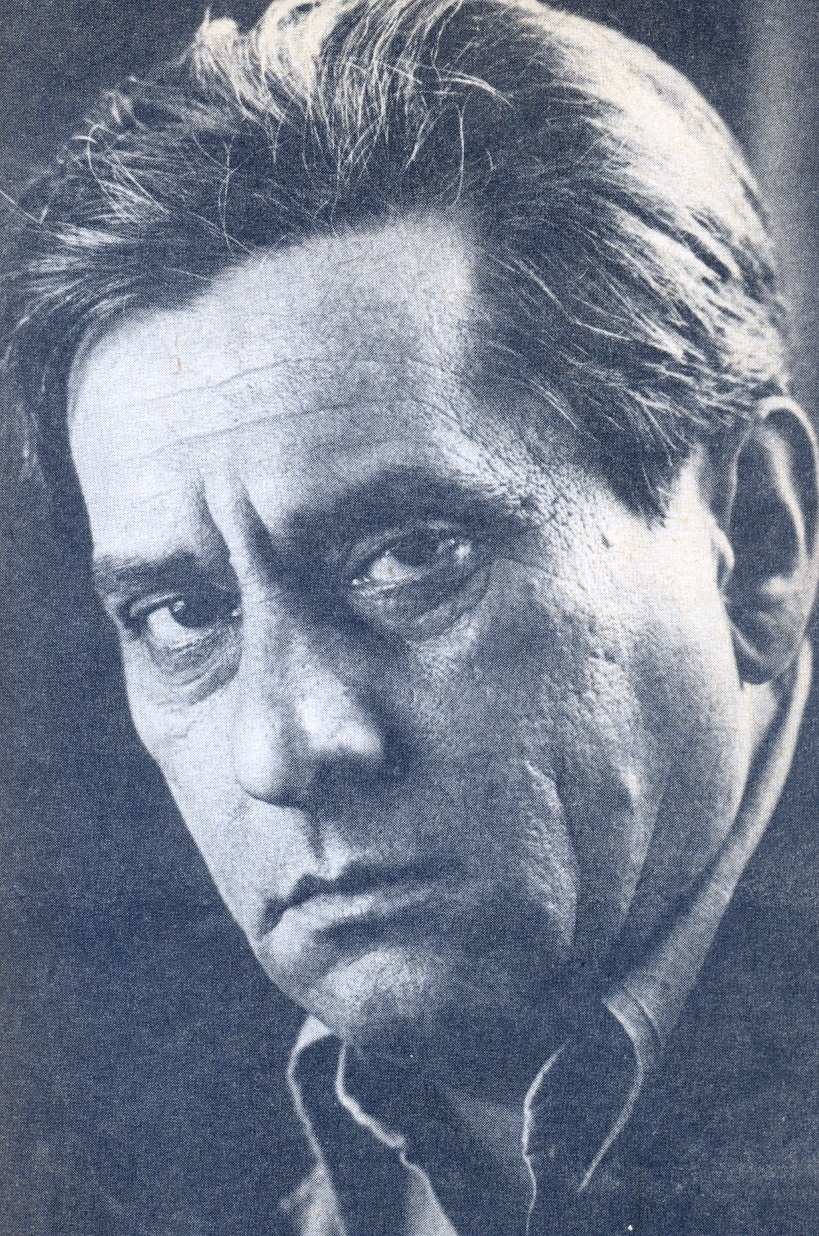
Páskándi Géza

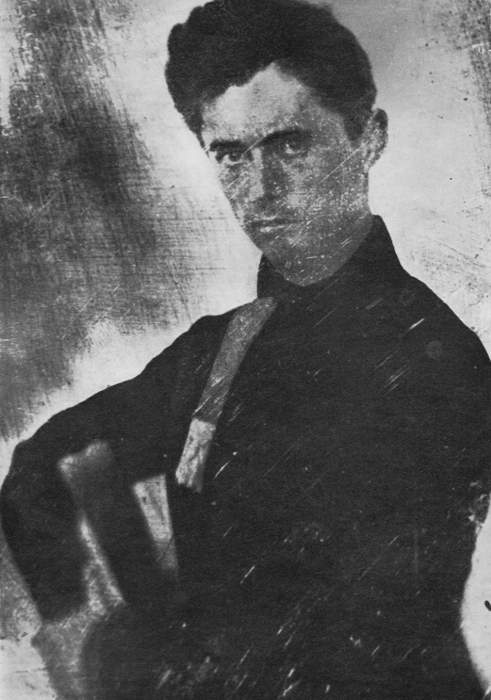
Petőfi Sándor

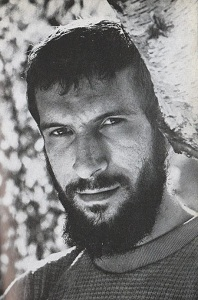
Petri György

Pilinszky János

- Paál Ferenc (1904–1969) író, újságíró, közíró
- Paal Gyula (1852–1931) színműíró, hírlapíró, állami tanító
- Padisák Mihály (1930–2014) író, szerkesztő, rádiós újságíró
- Pájer Antal (1817–1881) költő, római katolikus pap
- Pajorin Klára  (1942–) irodalomtörténész
- Pajzs Elemér (1894–1944) író, kabarészerző, műfordító, újságíró
- Pákh Albert (1823–1867) író, újságíró
- Pakocs Károly (1892–1966) költő, író, római katolikus pap
- Pákolitz István (1919–1996) író, költő, pedagógus
- Pakots József (1877–1933) újságíró, drámaíró, író, politikus
- Pákozdy Ferenc (1903–1992) költő, műfordító
- Pákozdy Ferenc (írói neve Vásárhelyi Pákozdy Ferenc, 1904–1970) költő, műfordító
- Pákozdy Miklós (1930–2013) író, műfordító, református lelkész, tudós tanár
- Pál Dániel Levente (1982–) költő, szerkesztő, műfordító
- Paládi Zsolt (1968–) író
- Palágyi Lajos (1866–1933) költő, tanár
- Palasovszky Béla (1899–1974) jogász, költő, újságíró
- Palasovszky Ödön (1899–1980) költő
- Palásthy Marcell (1876–1976) újságíró, ifjúsági író
- Pálfy Ágnes (1952–) költő, irodalomtörténész
- Pálinkás György (1946–2016) író, költő, műfordító, könyvkiadó, kiadói szerkesztő
- Pallai Károly Sándor (1986–) költő, irodalmár, szerkesztő
- Pálóczi Horváth Ádám (1760–1820) költő, író, hagyománygyűjtő
- Palotai Boris (1904–1983) író, költő
- Palotai Erzsi (1907–1988) előadóművész, író, műfordító
- Palotás Dezső (1951–1999) erdélyi magyar költő, író, grafikus
- Pályi András (1942–) író, műfordító
- Pán Imre (eredeti nevén Mezei Imre, 1904–1972) művészeti író, szervező, szerkesztő, kiadó, költő, műgyűjtő
- Pap Endre (1817–1851) költő, műfordító, ügyvéd
- Pap Károly (1872–1954) író, irodalomtörténész
- Pap Károly (1897–1945) író
- Papp Árpád (1937–2010) költő, irodalomtörténész, műfordító
- Papp Dániel (1865–1900) író, újságíró
- F. Papp Endre (Papp Endre, 1967–) író, irodalomkritikus, szerkesztő
- Papp Jenő (1891–1967) író, újságíró, kritikus
- Papp Lajos (1936–2020) költő
- Papp Márió (1948–) újságíró, író, egyetemi tanár, sakkozó
- Papp Olivér (1975–) író
- Papp Sándor Zsigmond (1972–) író, újságíró
- Papp Tibor (1936–2018) író, költő, műfordító, tipográfus, szerkesztő
- P. Papp Zoltán (1949–) költő, lapszerkesztő, műfordító
- Parancs János (1937–1999) költő, műfordító, szerkesztő
- Pardi Anna (1945–) költő, újságíró
- Parti Nagy Lajos (1953–) költő, drámaíró, író, szerkesztő, kritikus
- Páskándi Géza (1933–1995) erdélyi magyar író, költő, drámaíró
- Passuth László (1900–1979) író, műfordító
- Pásty Júlia (1944–) író
- Pásztor Árpád (eredeti nevén Pikler Árpád, 1877–1940) író, újságíró, műfordító
- Pásztor Béla (1907–1943?) költő
- Pató Selam (1975–) író, képzőművész
- Paudits Zoltán (1966–) költő, író
- Paulinyi Tamás (1962–) író, költő, szerkesztő, publicista, pszi-kutató
- Payer Imre (1961–) költő, irodalomtörténész, újságíró, szerkesztő, tanár
- Pázmándi Horváth Endre (eredeti nevén Horváth András, 1778–1839) költő, római katolikus plébános
- Peer Krisztián (1974–) költő, forgatókönyvíró, dramaturg
- Pekár Gyula (1867–1937) író, újságíró, politikus
- Péczely Dóra (1968–) szerkesztő, irodalom-, film- és tánckritikus
- Pék Pál (1939–2008) költő, irodalomkritikus, tanár
- Pelle János (1885–1957) jogász, költő, publicista
- Pelle János (1950–) író, történész
- Péntek Imre (eredeti nevén Molnár Imre, 1942–) költő, kritikus, újságíró
- Pénzes Tímea (1976–) költő, író, műfordító, újságíró
- Perneczky Géza (1936–) művészettörténész, festő, író, pedagógus
- Petelei István (1852–1910) erdélyi magyar író, elbeszélő
- Peterdi István (1888–1944) költő, műfordító
- Peterdi Pál (1925–2000) sportoló, edző, sportújságíró, humorista, író
- Péterfy Gergely (1966–) író, forgatókönyvíró, szerkesztő
- Péter Erika (1947–) író, költő
- Péterfy-Novák Éva (1961–) író
- Péteri Takács József (1767–1821) író, megyei főjegyző
- Petneházy Kiss Bence (1924–2013) népművész, író, költő
- Petőcz András (1959–) író, költő, szerkesztő
- Petőfi Sándor (eredeti nevén Petrovics Sándor, 1823–1849) költő, forradalmár, nemzeti hős
- Petri György (1943–2000) költő, műfordító, újságíró
- Petri Mór (1863–1945) költő, tanár
- Petrik Iván (1971–) író, költő
- Petrolay Margit (1908-1997) író, műfordító, pedagógus
- Petrőczi Éva (eredeti nevén Ludwig Éva, 1951–) költő, író, műfordító, irodalomtörténész
- Petrovácz István (1933–2007) író
- Pilinszky János (1921–1981) költő
- Pinczési Judit (1947–1982) költő
- Pintér Lajos (1953–) költő
- Pintér Tamás (1930–2017) író, újságíró
- Pintér Tibor (1954–2017) költő, műfordító, festő
- Pintér Tibor (1960–) költő, író, esszéíró
- Pion István (1984–) költő, író, slammer, újságíró, szerkesztő
- Podonyi Hedvig (1964–) író
- Podmaniczky Szilárd (1963–) író, költő, újságíró, tanár
- Pojjákné Vásárhelyi Judit  (1950–) irodalomtörténész
- Polcz Alaine (1922–2007) pszichológus, író
- Poldesz Albert (1925–1997) költő, közgazdász, intézményvezető
- Polgár András (1937–2010) író, dramaturg, operatőr
- Polgár Ernő (1954–) író, irodalomszervező, szerkesztő
- Polgár Julianna (1958–) költő, grafikus, szerkesztő
- Polgár Teréz Eszter (1972–) költő, szerkesztő
- Pollágh Péter (1979–) költő, író, esszéista, szerkesztő, újságíró, kritikus
- Polner Zoltán (1933–2017) író, költő, újságíró
- Pomogáts Béla (1934–2023) kritikus, tanár, irodalomtörténész
- Poós Zoltán (1970–) író, költő, újságíró
- Popper Péter (1933–2010) pszichológus, tanár, író
- Portik Cseres Tibor lásd: Cseres Tibor
- Pósa Lajos (1850–1914) gyermekíró, dalszerző
- Pósa Zoltán (1948–) író, újságíró, irodalomtörténész
- Possonyi László (1903-1987) író, újságíró, műfordító
- Potozky László (1988–) író, szerkesztő
- Praznovszky Mihály (1946–) irodalomtörténész, lapszerkesztő, muzeológus
- Prágai Tamás (1968–2015) író, költő, szerkesztő, irodalomtörténész
- Prekop Gabriella (1947–) műfordító, dramaturg
- Prosszer G. Júlia (1950–) író, költő, szerkesztő
- Punk Mária (1971–) költő, drámapedagógus
- Puszta Sándor (1911–1983) plébános, költő

## R

Rab Zsuzsa

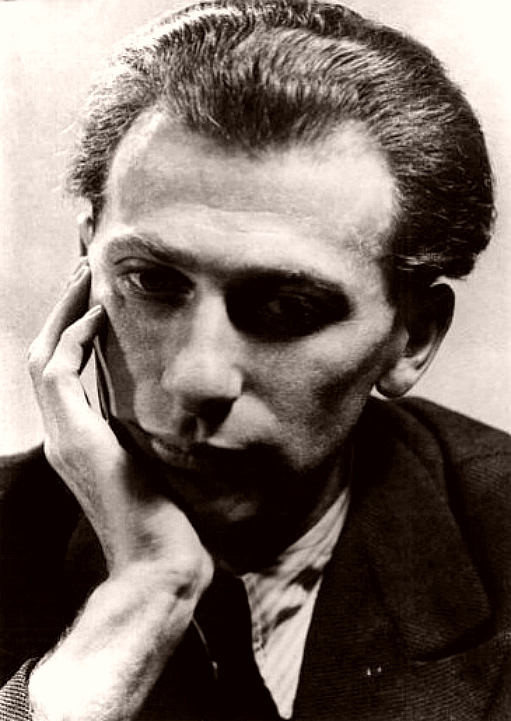
Radnóti Miklós

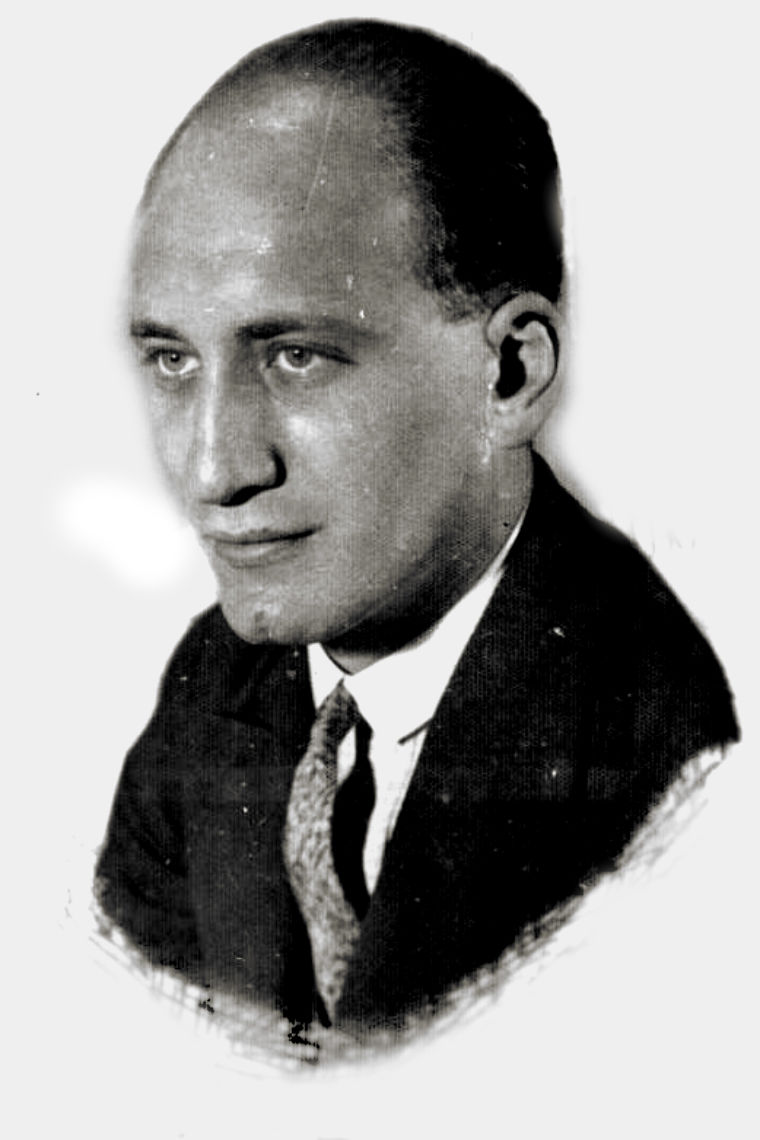
Rejtő Jenő

- Rab Zsuzsa (1926–1998) költő, műfordító
- Rába György (1924–2011) költő, író, műfordító, irodalomtörténész, kritikus
- Rabinovszky Máriusz (1895–1953) művészettörténész, kritikus, író
- Rácz György (1911–1994) dramaturg, rendező, író, műfordító
- F. Rácz Kálmán (1910–1980) író, műfordító
- Rácz Péter (1948–) költő, műfordító
- Rácz Zsuzsa (1972–) író, újságíró
- Radnai István (1939–) költő
- Radnó György (1962–) költő
- Radnóti Miklós (eredeti nevén Glatter Miklós, 1909–1944) költő, tanár
- Radó Antal (1862–1944) író, költő, műfordító, irodalomtörténész
- B. Radó Lili (1896–1977) költő, ifjúsági szerző, műfordító
- Radó Vilmos (1847–1919) képzőintézeti tanár, ifjúsági író
- Rafi Lajos (1970–2013) költő
- Rákos Sándor (1921–1999) költő, műfordító, esszéíró
- Rákosi Jenő (1842–1929) író, újságíró, színházigazgató, lapszerkesztő
- Rákosi Viktor (1860–1923) író, újságíró, humorista, országgyűlési képviselő, sportvezető
- Rákosy Gergely (1924–1998) író, újságíró, forgatókönyvíró, szerkesztő
- Rakovszky József (1921–1999) író, költő, műfordító
- Rakovszky Zsuzsa (1950–) író, költő, műfordító
- Rapai Ágnes (1952–) költő, író, műfordító
- Ras Éva (1946–)
- Ratkó József (1936–1989) költő
- Rédey Tivadar (1885–1953) színház- és irodalomtörténész
- Reichard Piroska (1884–1943) költő, műfordító, kritikus
- Rejtő Jenő (eredeti nevén Reich Jenő, írói álnevei: P. Howard, Gibson Lavery, 1905–1943) író
- Rékasy Ildikó (1938–) költő
- Reményi Gyenes István (eredeti nevén Gyenes István, 1909–2001) újságíró, költő, író
- Reményi József Tamás (1949–2023) szerkesztő, kritikus
- Reményik Sándor (1890–1941) költő
- Remenyik Zsigmond (1900–1962) író
- Remsey Ágnes (1915–2010) iparművész, író
- Restár Sándor (1952–2018) költő, író, kritikus
- Réti Ervin (1928–2015) író, újságíró
- Réthy László (Lőwy Árpád, 1851–1914) etnográfus, numizmatikus
- Révai Miklós (1750–1807) nyelvész, egyetemi tanár, a magyar történeti nyelvészet megalapítója
- Révész Béla (1876–1944) író, újságíró
- Reviczky Gyula (1855–1889) költő, író
- Réz András (1951–) filmesztéta, műfordító, forgatókönyvíró, reklámszakember
- Réz Gyula (eredeti nevén Rézler Gyula, 1884–1958) pedagógus, költő
- Réz Pál (1930–2016) irodalomtörténész, műfordító, szerkesztő, kritikus
- Rideg Sándor (1903–1966) író
- Rigó Béla (1942–2017) költő, író, műfordító, szerkesztő, forgatókönyvíró
- Ritoók Emma (1868–1945) költő, író, műfordító
- Roboz István (1828–1916) költő, író, lapszerkesztő
- Romhányi József (1921–1983) író, költő, műfordító
- Rónai Mihály (1879–1945) író, állatorvos
- Rónai Mihály András (1913–1992) költő, műfordító
- Rónai-Balázs Zoltán (1970–) költő
- Rónaszegi Miklós (1930–2022) író, szerkesztő
- Rónay György (eredeti nevén Morócz György, 1913–1978) költő, író, műfordító, irodalomtörténész, esszéista
- Rostás-Farkas György (1949–) cigány író, költő, műfordító, újságíró, népművelő
- Rozványi Vilmos (1892–1954) író, újságíró, költő
- Rozgonyi Iván (1926–1998) költő, művészettörténész
- Rózsa Ágnes (1910–1984) műfordító
- Rózsa Endre (1941–1995) költő
- Rozsnyai Kálmánné lásd: Dapsy Gizella
- Röhrig Géza (1967–) író, költő, színész
- Rubin Szilárd (1927–2010) költő, író, műfordító
- Rudnyánszky Gyula (1858–1913) költő, újságíró
- Ruva Farkas Pál (1952–) író, költő, műfordító, újságíró, szociológus

## S
- Sáfáry László (1910–1943) költő
- Sabján László (1976–) író, költő

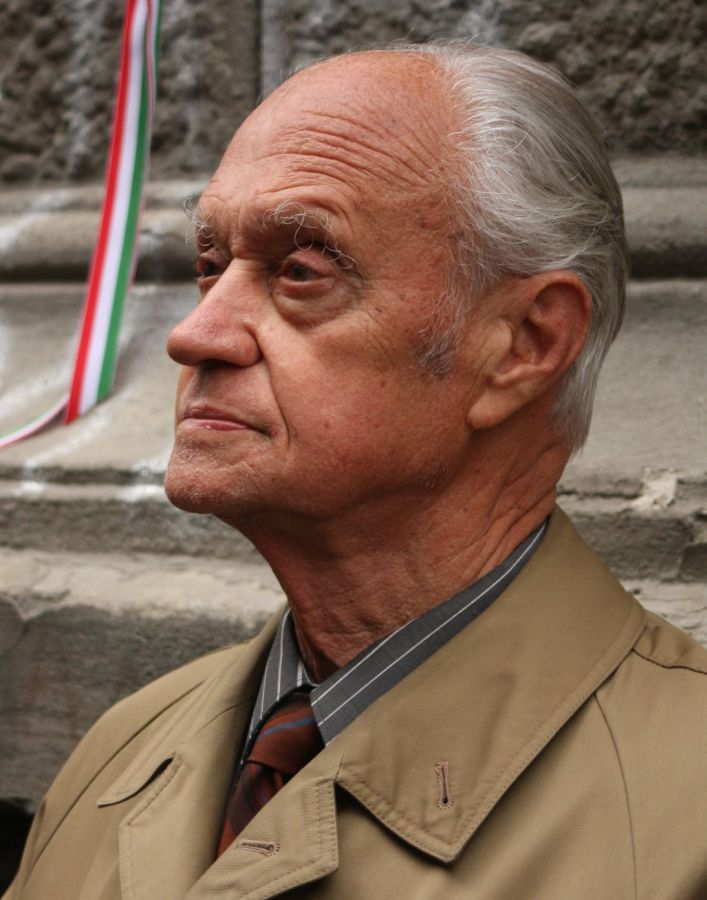
Schmidt Egon

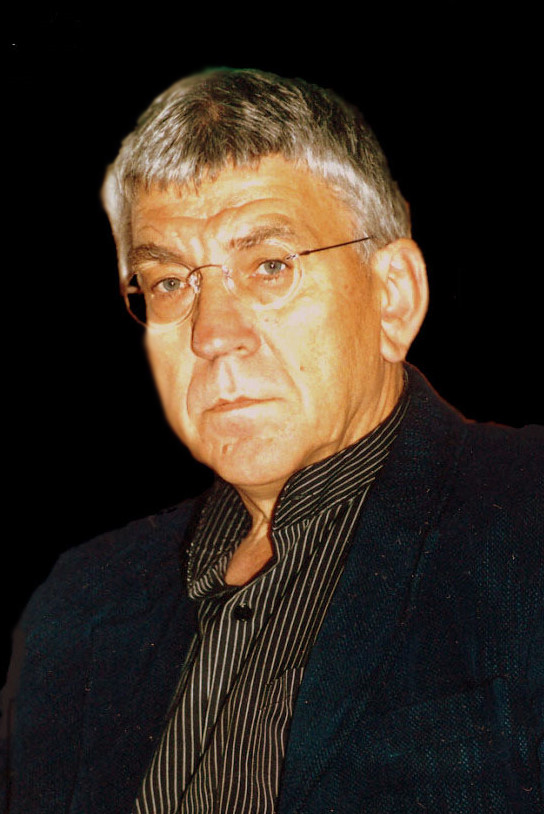
Schwajda György

Simon István

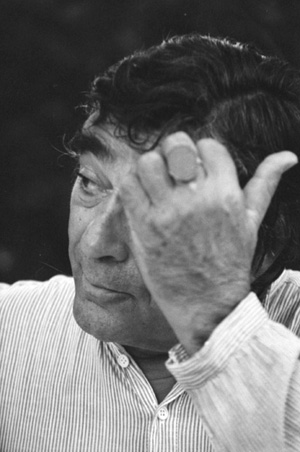
Somlyó György

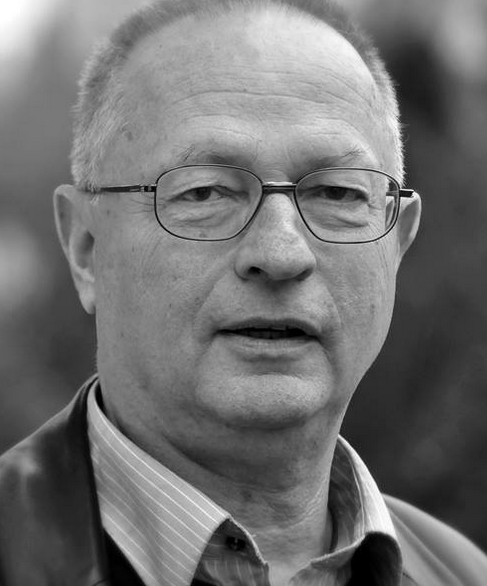
Spiró György

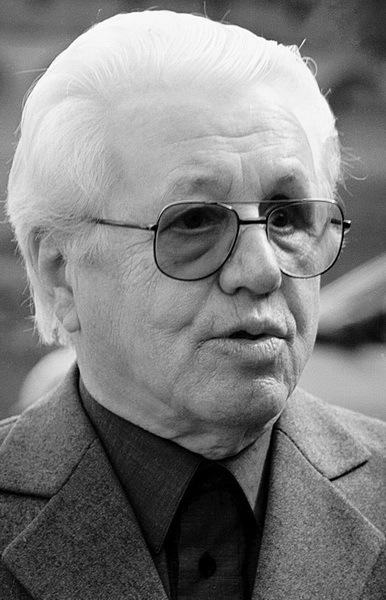
Sütő András

- Sajó András (1949–) jogtudós, egyetemi tanár, író
- Sajó László (1956–) költő
- Sajó Sándor (1868–1933) költő
- Salamon Pál (1930–) író
- Salinger Richárd (1975–) író
- Samarjay Károly (1821–1894) ügyvéd, költő
- Sándor György (1938–) író, előadóművész, „humoralista”
- Sándor Iván (1930–) író, esszéista
- Sándor Kálmán (1903–1962) író, újságíró
- Sántha Attila (1968–) költő, szerkesztő
- Sánta Ferenc (1927–2008) író
- Sántha György (1888–1974) költő
- Sántha Károly (1840–1928) evangélikus lelkész, költő, egyházi író
- Sárándi József (eredeti nevén Papp József, 1945–2024) író, költő, újságíró
- Sarkadi Imre (1921–1961) író, újságíró
- Sarkady Sándor (1935–2014) költő, műfordító, kritikus, szerkesztő
- Sárközi György (1899–1945) költő, prózaíró, szerkesztő, műfordító
- Sárközi Mátyás (1937–) író, szerkesztő
- Sárközy Péter (1945–) irodalomtörténész, hungarológus
- Sárosi Gyula (eredeti nevén Sárosi Lajos, 1816–1861) költő
- Sárospataky István (1941–) drámaíró, pszichiáter, fogorvos, színész
- Sarusi Mihály (1944–) író, újságíró, költő, könyvtáros, népművelő
- Sas Ede (eredeti nevén Hille Ede, 1869–1928) író, újságíró, szerkesztő
- Sas József (eredeti nevén Polacsek József, 1939–2021) színész, rendező, író, színházigazgató, humorista
- Sásdi Sándor (eredeti nevén Tintner Sándor, 1898–1992) író, újságíró
- Sassy Csaba (1884–1960)  miskolci költő, újságíró
- Schäffer Erzsébet (1948–) újságíró, író
- Schein Gábor (1969–) író, költő, műfordító, irodalomtörténész
- Schmidt Egon (1931–2023) ornitológus, író
- Schleiffer Ede lásd: Eörsi István
- Schöpflin Aladár (1872–1950) műkritikus, irodalomtörténész, író, műfordító
- Schöpflin Gyula (1910–2004) író, műfordító, diplomata
- Schwajda György (1943–2010) drámaíró, dramaturg, színházigazgató
- Sebeők János (1958–) író, esszéíró
- Sebők Éva (1927–2012) író, költő
- Sebők Zsigmond (1861–1916) író, újságíró, a magyar gyermekirodalom klasszikusa
- Selymes Judit (1940–) magyar, amerikai színházrendező, író, költő
- Sepsi László (1985–) író, kritikus, szerkesztő
- Serfőző Attila (1960–) író, költő, festő
- Serfőző Simon (1942–) költő, író
- Sértő Kálmán (1910–1941) költő, író, újságíró
- Sigmond István (1936–2014) író, műfordító
- Sík Sándor (1889–1963) piarista tanár, költő, műfordító, irodalomtörténész, egyházi író, cserkészvezető
- Simai Mihály (1935–) költő, író, újságíró
- Simon Adri (eredeti nevén Simon Adrienn, 1974–) költő, író, kritikus, szerkesztő
- Cs. Simon István (1942–2007) vajdasági magyar költő, szociográfus, újságíró

- Simon István (1926–1975) költő, műfordító, esszéíró, szerkesztő
- Simon Katalin (1963–) ?
- Simon Lajos (1935–2008) költő, újságíró
- Simon Magda (1908–1969) író, kritikus
- Simon Márton (1984–) költő, slammer
- Simonffy András (1941–1995) író
- Simonyi Imre (eredeti nevén Szmola Imre, 1920–1994) költő
- Simor András (1938–) író, műfordító, szerkesztő, tanár
- Sinka István (1897–1969) költő, író
- Sinkó Ervin (1898–1967) költő, író, irodalomtörténész
- Sipos Bella (1918–2000) erdélyi magyar író, publicista, folklorista
- Sipos Domokos (1892–1927) erdélyi magyar költő, író
- Sipos Gyula (1921–1976) újságíró, költő
- Sipos Gyula (írói neve Albert Pál, 1935–) költő, újságíró, kritikus
- Siposhegyi Péter (eredeti nevén Erdős Péter, 1957–2009) drámaíró, publicista, kritikus, forgatókönyvíró
- Sirokai Mátyás (eredeti nevén Szabó Mátyás, 1982–) költő, zenész, műfordító
- Sivirsky Antal (1909–1993) irodalomtörténész, műfordító
- Sohonyai Edit (1970–) író
- Somlay Gizella (1937–) író
- Solymos Ida (1922–1995) költő
- Somlyó György (1920–2006) költő, író, esszéíró, műfordító
- Somlyó Zoltán (eredeti nevén Schwartz Zoltán, 1882–1937) költő, újságíró, műfordító
- Somogyi Tóth Sándor (eredeti nevén Tóth Sándor, 1923–2000) író, pedagógus, forgatókönyvíró
- Somogyváry Gyula (eredeti nevén Freissberger Gyula, 1895–1953) író, újságíró, országgyűlési képviselő
- Soós Zoltán (1935–2015) költő
- Soós Lajos (1856–1902) költő
- Sopotnik Zoltán (1974–) költő, író, szerkesztő, kritikus
- Sós Endre (1905–1969) újságíró, író
- Sőtér István (1913–1988) író, irodalomtörténész, esszéista
- Spetykó Gáspár (1816–1865) költő, író
- Spiró György (1946–) író, költő, irodalomtörténész, műfordító
- Stanczik-Starecz Ervin (1956–) író, költő
- Stancsics Erzsébet (1944–) író, költő
- Stetka Éva (eredeti nevén Stetka Mária Éva, 1931–1999) költő, műfordító, tanár
- Stima Ilona (1890–1980) író, költő
- Stonawski József (1948–) költő, szobrász
- Stumpf Benedek András (1947–2010) kárpátaljai magyar író, költő
- Suhai Pál (1945–) költő, író
- Sulyok Katalin (1937–1993) író
- Sumonyi Zoltán (eredeti nevén Papp Zoltán, 1942–) író, költő, szerkesztő
- Supka Géza (1883–1956) régész, művészettörténész, író, újságíró
- Sükösd Mihály (1933–2000) író, irodalomtörténész, kritikus, újságíró
- Süpek Ottó (1928–1995) irodalomtörténész
- Sütő András (1927–2006) erdélyi magyar író

## Sz

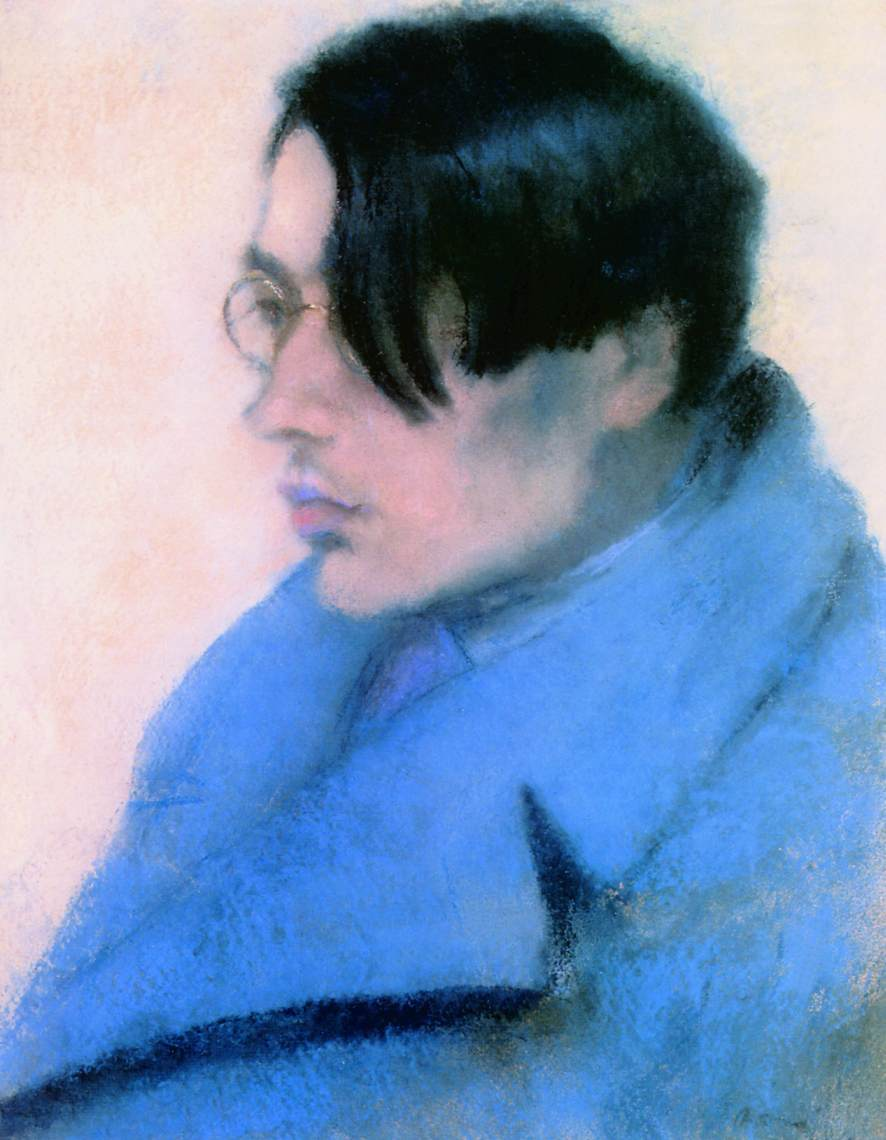
Szabó Lőrinc

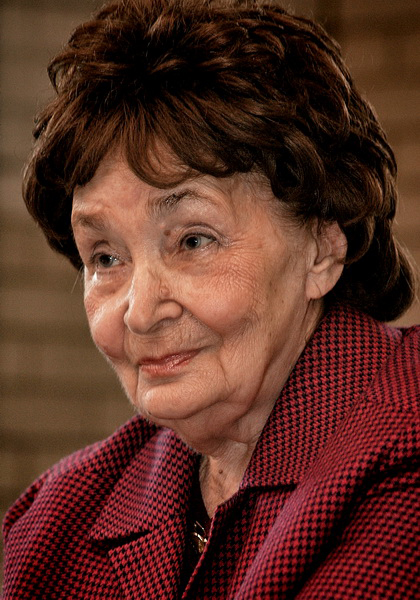
Szabó Magda

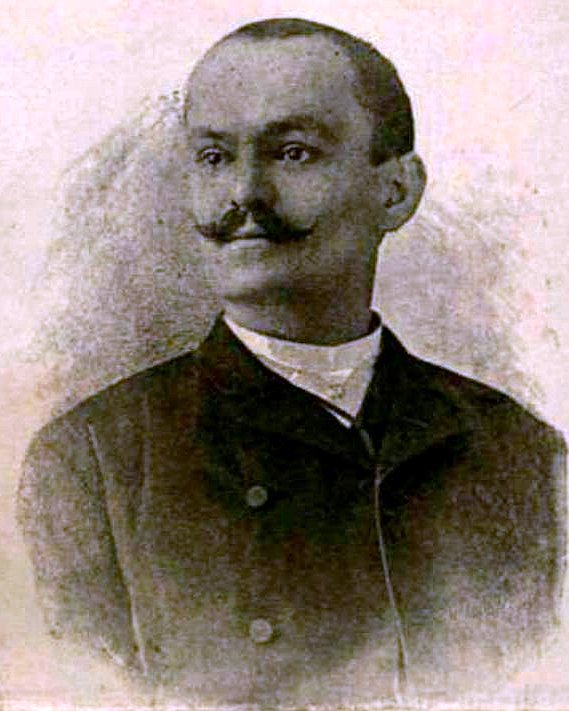
Szabolcska Mihály

Szakonyi Károly

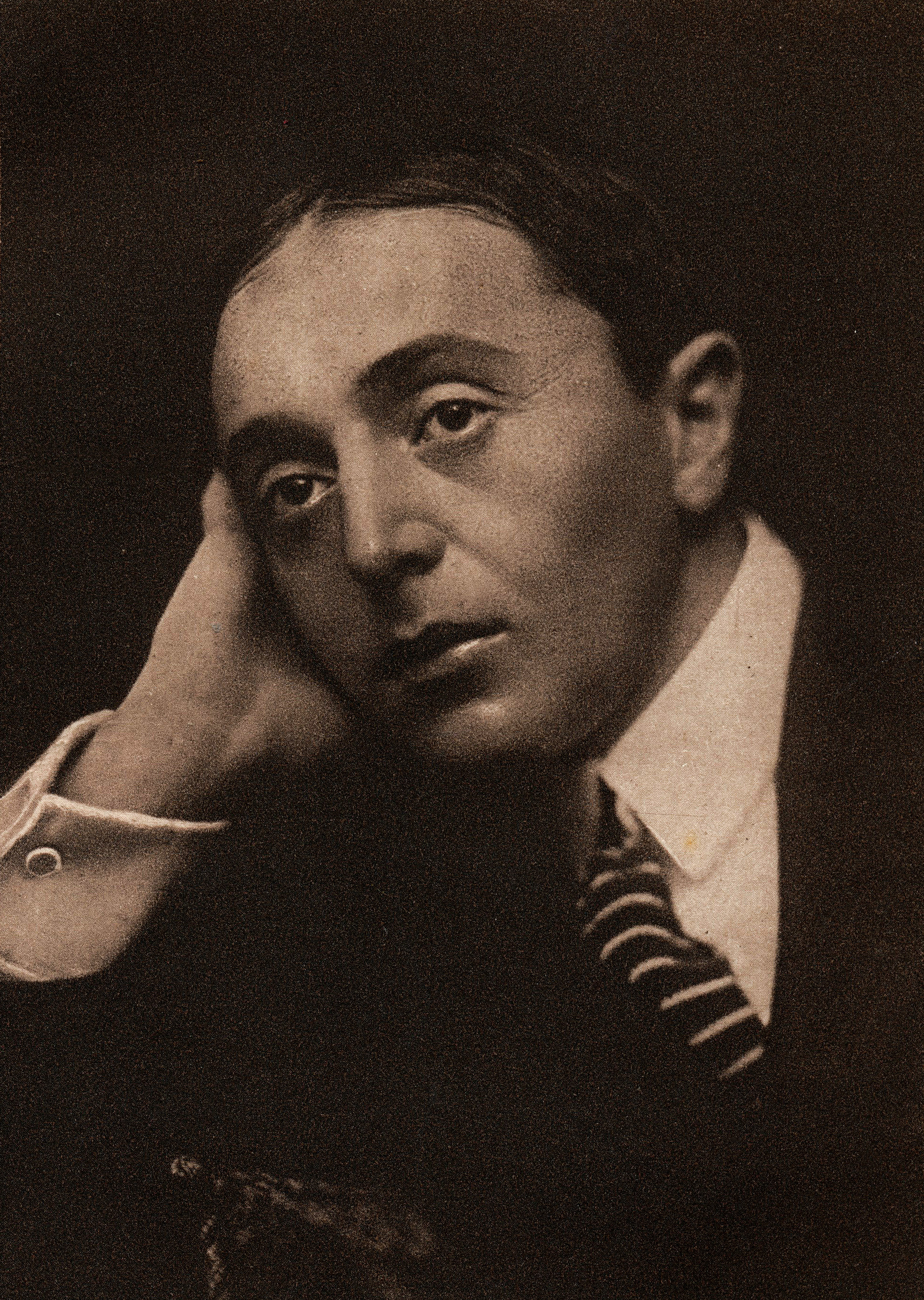
Szép Ernő

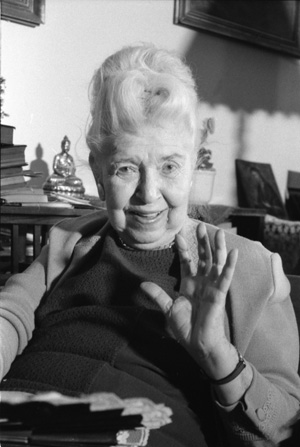
Szepes Mária

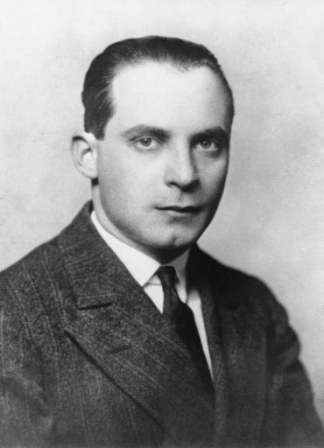
Szerb Antal

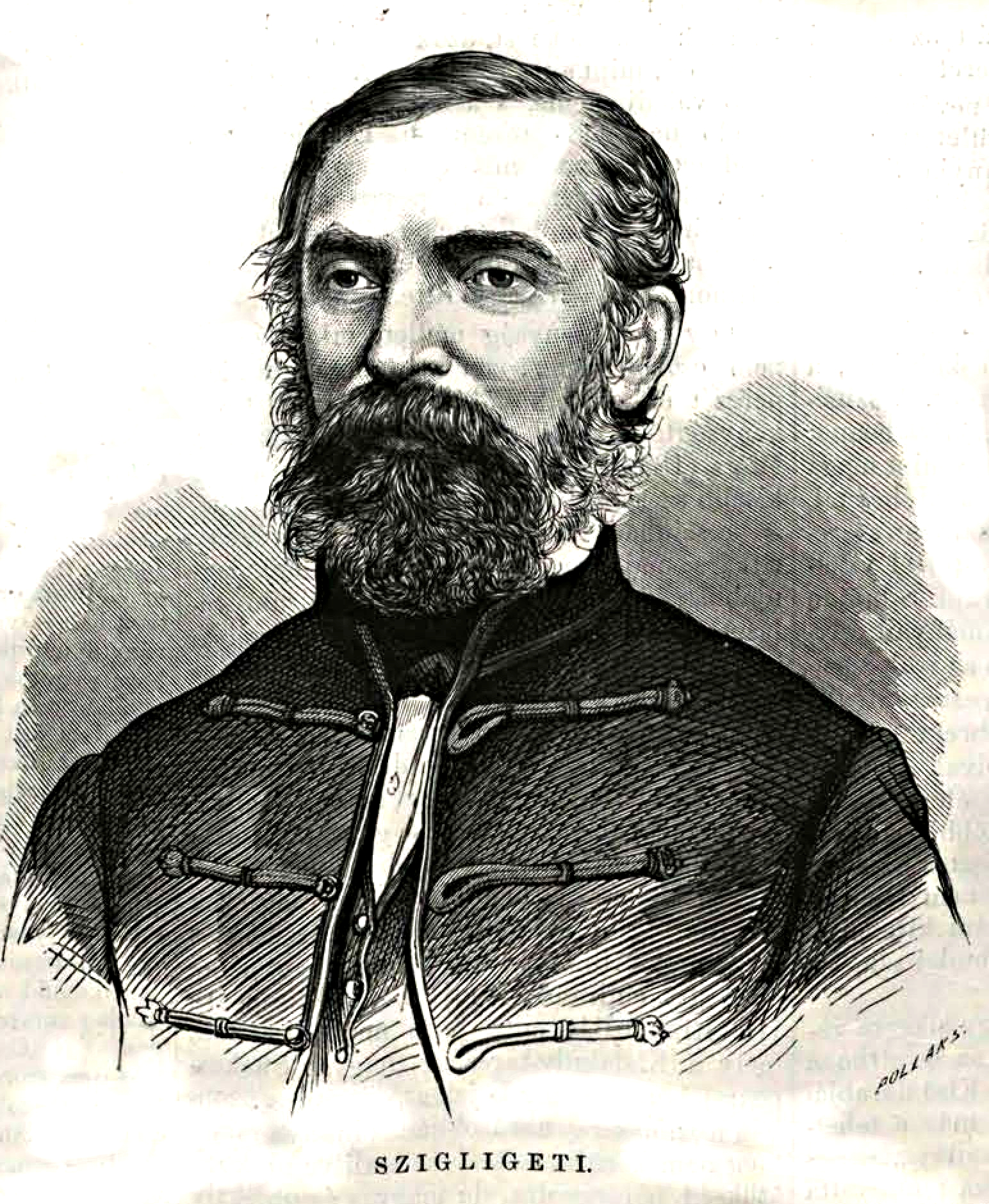
Szigligeti Ede

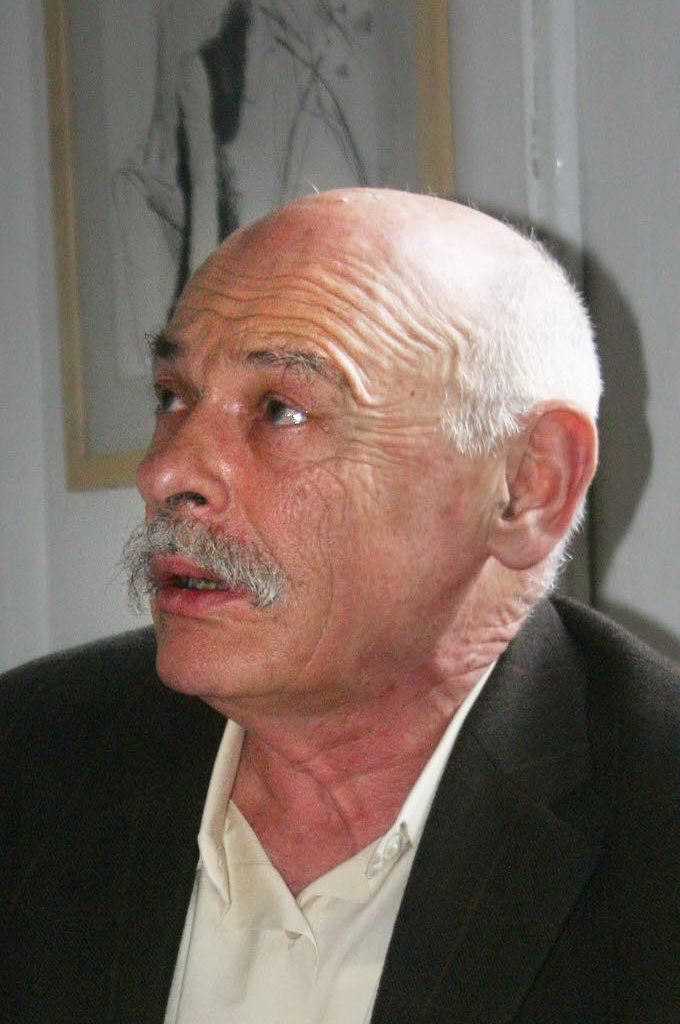
Szilágyi István

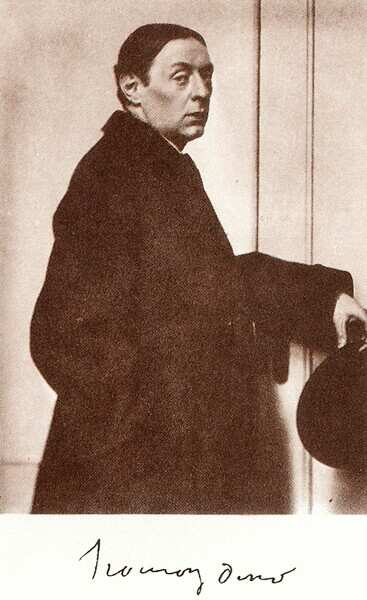
Szomory Dezső

- Szabédi László (eredetileg Székely László, 1907–1959) erdélyi magyar költő, újságíró, műfordító, műkedvelő nyelvész
- Szabó Attila (1976–) színházi dramaturg, rendező, író
- Szabó Béla (1906–1980) felvidéki magyar költő, író
- Szabó Dezső (1879–1945) író, kritikus, publicista
- Szabó Endre (1849–1924) költő, író, újságíró, műfordító
- Szabó Ferenc (1931–2022) jezsuita szerzetes, teológus, tanár, író-költő, újságíró
- Szabó G. Zoltán (1943–2018) irodalomtörténész, kritikus
- S. Szabó István (1954–) író, újságíró
- Szabó István (1931–1976) író
- G. Szabó Judit (1925–2010) ifjúsági író
- Cs. Szabó László (1905–1984) író, esszéíró
- Szabó Lőrinc (1900–1957) költő, műfordító
- Szabó Magda (1917–2007) író, költő, műfordító
- Szabó Marcell (1987–) költő, műfordító, kritikus, szerkesztő
- Szabó Pál (1893–1970) író, politikus
- Szabó Pál (1974–) költő
- W. Szabó Péter (1984–) sci-fi szerző
- Szabó Róbert Csaba (1981–) író, szerkesztő
- Szabó Sándor (1934–) költő
- Szabó Sándor (1937–) erdélyi újságíró, költő, műfordító
- Szabó Sándor (1970–) költő
- Szabó Géza lásd: Baróti Géza
- Szabó T. Anna (1972–) költő, műfordító
- Szabó Tibor Benjámin (1976–) író, szerkesztő, könyvkiadási szakember
- Szabó Zoltán (1912–1984) író, falukutató, publicista
- Szabolcska Mihály (1862–1930) református lelkész, költő
- Szakács Eszter (1964–) költő, meseíró, könyvtáros
- Szakál János (1816–1875) költő
- Szakonyi Károly (1931–) író, drámaíró
- Szalay Fruzina (1864–1926) költő, műfordító
- B. Szalay Ildikó (1940–2009)
- Szalay Károly (1929–) tanár, író, műfordító
- Szálinger Balázs (1978–) költő
- Szalai Csaba (1943–2005) költő, újságíró
- Szalkai Kanyó Leona (1934–1984) költő
- Szalontay Zoltán (1935–2006) erdőmérnök, író
- Számadó Ernő (1907–1983) költő
- Szántó Erika (1941–) rendező, író, dramaturg, forgatókönyvíró
- Szántó György (1893–1961) író
- Szántó János (1931–) költő
- Szántó Péter (1952–2018) író, újságíró
- Szántó Piroska (1913–1998) festő, grafikus, író
- Szántó T. Gábor (1966–) író, költő, szerkesztő
- Szappanos Balázs (?–) irodalomtörténész
- Szappanos Gábor (1962–) író, műfordító, szerkesztő, tanár
- Szapudi András (1939–2001) újságíró, szépirodalmi író
- Száraz György (1930–1987) író, esszé- és színműíró
- Szász András Csaba (1951–) író, újságíró
- G. Szász Ilona (1953–) meseíró, könyvtáros, dramaturg
- Szász Imre (1927–2003) író, műfordító
- Szász János (1927–2006) író, költő, újságíró, műfordító
- Szász Károly (1829–1905) drámaíró, műfordító, esztéta, református püspök
- Szász Károly (1863–1925) költő, műfordító
- Szász Menyhért (költő, író, újságíró) (1893–1939)
- Szathmári Sándor (eredeti nevén Szathmáry Sándor, 1897–1974) gépészmérnök, író, műfordító
- P. Szathmáry Károly (1831–1891) író, tanár
- Szathmáry György (1928–1990) költő
- Százdi Sztakó Zsolt (1967–) író
- Szeberényi Lehel (1921–1998) író
- Széchenyi István (1791–1860) politikus, író, a „legnagyobb magyar”
- Széchenyi Zsigmond (1898–1967) vadász, író
- Szécsi Magda (1958–) keramikus, író, grafikus, festő, illusztrátor
- Szécsi Margit (1928–1990) költő
- Szécsi Noémi (1976–) író
- Szeder Fábián János (1794–1859) bencés áldozópap és tanár, szerkesztő
- Szedő Dénes Mihály (1902–1983) ferences szerzetes, költő, műfordító
- Szegedi Aladár (1537–1566)
- Szeghalmi Elemér (1929–2022) irodalomtörténész, újságíró, kritikus, szerkesztő
- Székács József (1809–1876) evangélikus szuperintendens, író
- Székely Ákos (1945–2021) költő, író, kritikus, irodalomtörténész
- Székely Csaba (1981–) író, drámaíró
- Székely Dezső (1936–2020) költő
- Székely János (írói álnév: John Pen, 1901–1958) író, forgatókönyvíró
- Székely János (1929–1992) költő, író, drámaíró
- Székely Júlia (1906–1986) író, zongoraművész, tanár
- Székely Magda (1936–2007) költő
- Székely Nuszbek Sándor Ld. Székely Sándor
- Székely Sándor lásd Aranyosrákosi Székely Sándor
- Székely Sándor (1877–1953) író
- Székely Szabolcs (1983–) költő
- Székely Tibor (1912–1988) felfedező, író, világutazó
- Székelyhidi Ágoston (1935–2010) író, újságíró, kritikus
- Szekulity Péter (1929–1993) író, kritikus, újságíró
- Szeles Judit (1969–) költő, író, tanár
- Szélesi Sándor (1969–) sci-fi, fantasy- és thrilleríró, forgatókönyvíró
- Szélpál Árpád (eredeti nevén Schwartz Árpád, (1897–1987) költő, újságíró, fotóművész
- Szemadám György (1947–) festőművész, művészeti író, filmrendező
- Szemere György (1863–1930) író
- Szemere Miklós (1802–1881) ügyvéd, politikus, költő
- Szemere Pál (1785–1861) költő, író, akadémikus
- Szemlér Ferenc (1906–1978) költő, író, műfordító, kritikus
- Szénási Sándor István (1953–) író, költő
- Szendrey Júlia (1828–1868) költő, író
- Szenes Iván (1924–2010) író, dalszövegíró, dramaturg, zeneszerző
- Szentessy Gyula (1870–1905) postahivatalnok, költő
- Szenti Ernő (1939–2012) pedagógus, költő, grafikus
- Szentimrei Jenő (1891–1959) erdélyi magyar költő, író, drámaíró
- Szentiványi Mihály (1813–1842) költő
- Szent-Gály Kata (eredeti nevén Szent-Gály-Faur Márta, 1916–2000) költő, író
- Szentgyörgyi Zsolt (?–) író
- Szentjóby Tamás (St. Auby Tamás) (1944–) költő, képzőművész, előadóművész, diszpécser, egyetemi oktató.
- Szentkuthy Miklós (eredetileg Pfisterer Miklós, 1908–1988) író, esszéíró, műfordító
- Szentmártoni János (1975–) költő, író
- Szentmihályi Szabó Péter (1945–2014) író, költő, műfordító, közíró
- Szentmiklósi Tamás (1953–) író, műfordító
- Szentmiklóssy Alajos (1793–1849) író
- Szép Ernő (1884–1953) költő, regényíró, újságíró, színpadi szerző, elbeszélő
- Szepes Erika (1946–) irodalomtörténész, kritikus, író
- Szepes Mária (1908–2007) színész, forgatókönyvíró, író, költő
- Szepesi Attila (1942–2017) költő, szerkesztő, újságíró
- Szerb Antal (1901–1945) író, irodalomtörténész
- Szerb György (1937–1982, vagy 1983 vagy 1985) költő, meseíró, zeneszerző, dramaturg
- Szeredás András (1938–) író, dramaturg, műfordító
- Szervác József (eredeti nevén Horváth József, 1952–2001) költő
- Szigeti Ferenc (1949–) ?
- Szigligeti Ede (eredeti nevén: Szathmáry József, 1814–1878) drámaíró, színpadi rendező, akadémikus
- Szijj Ferenc (1958–) író, költő, műfordító, könyvtáros, szerkesztő
- Szikra János (1954–) költő, író, szociográfus
- Sziládi János (eredeti nevén Szilágyi János, 1939–1999) könyvkiadó, író, színházigazgató
- Szilágyi Ákos (1950–) költő, műfordító, esztéta
- Szilágyi Andor (1955–) író
- Szilágyi Domokos (1938–1976) költő, író, irodalomtörténész, műfordító
- Szilágyi Géza (1875–1958) költő
- Szilágyi István (1938–2024) író
- Szilágyi-Nagy Ildikó (1978–) író, szerkesztő
- Szilárd János (1891–1951) író, újságíró
- Szilasi László (1964–) író, irodalomtörténész
- Szili Leontin (1901–1987) tisztviselő, író, dramaturg
- Szilvási Lajos (1932–1996) író, újságíró
- Szini Gyula (1876–1932) újságíró, novellista
- Szinnyei Júlia (1914–1986) író
- Sziráky Judit (1904–1992) író
- Szirmai Endre (1920–2013) költő, irodalomtörténész
- Szitár Katalin (1966–2015) irodalomtörténész, tanár
- Sziveri János (1954–1990) költő
- Szkárosi Endre (eredetileg Horváth Endre, 1952–2022) költő, művészeti író
- Szlukovényi Katalin (1977–) költő, műfordító
- Szoboszlai Margit (1939–) író, műfordító
- Szobotka Tibor (1913–1982) író, műfordító, irodalomtörténész
- Szokolay Zoltán (1956–2020) költő, író, műfordító, politikus
- Szóládi József (1955–) író
- Szomaházy István (eredetileg Steiner Arnold, 1864–1927) író
- Szombati-Szabó István (1888–1934) költő, műfordító, szerkesztő, lelkész
- Szombathy Bálint (1950–) költő, kritikus, performer
- Szombathy Viktor (1902–1988) író, műfordító
- Szomory Dezső (eredetileg Weisz Mór, 1869–1944) író, drámaíró
- Szomory Emil (eredetileg Weisz Manó, 1874–1944?) író, újságíró, színikritikus, színműíró
- Szondi György (1946–) költő, műfordító, szerkesztő, bolgarista
- Szondy György (1889–1961) író, pedagógus
- Szőcs Géza (1953–2020) költő, politikus
- Szőcs Petra (1981–) költő, műfordító, forgatókönyvíró, filmrendező
- Szöllősi Mátyás (1984–) költő, szerkesztő
- Szöllősi Zoltán (1945–2018) költő
- Szőllősy Klára (1913–1970) műfordító, író
- Sztáray Zoltán (1918–2011) emigráns magyar író, szerkesztő
- Sztevanovity Dusán (1945–) dalszövegíró, dramaturg, zenész
- Szuda M. Barna (1988–) festőművész, író, költő
- Szúnyogh Sándor (1942–1998) szlovéniai magyar újságíró, költő, televíziós szerkesztő
- Szurovecz Kitti (1984–) író, újságíró, tévériporter
- Szűgyi Zoltán (1953–) vajdasági magyar költő, szerkesztő

## T

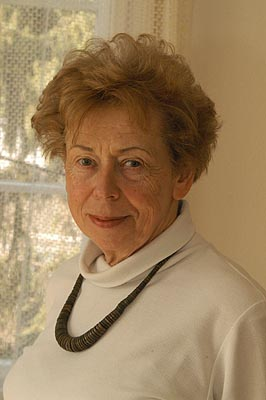
Takács Zsuzsa

Tamkó Sirató Károly

Tandori Dezső

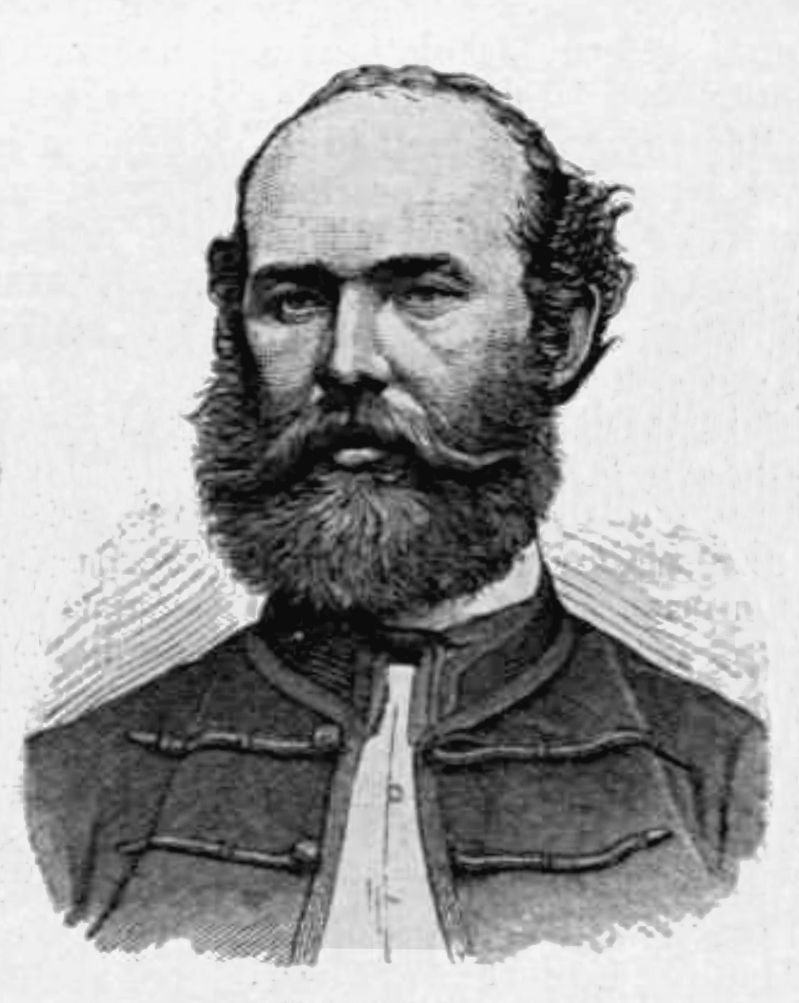
Tolnai Lajos

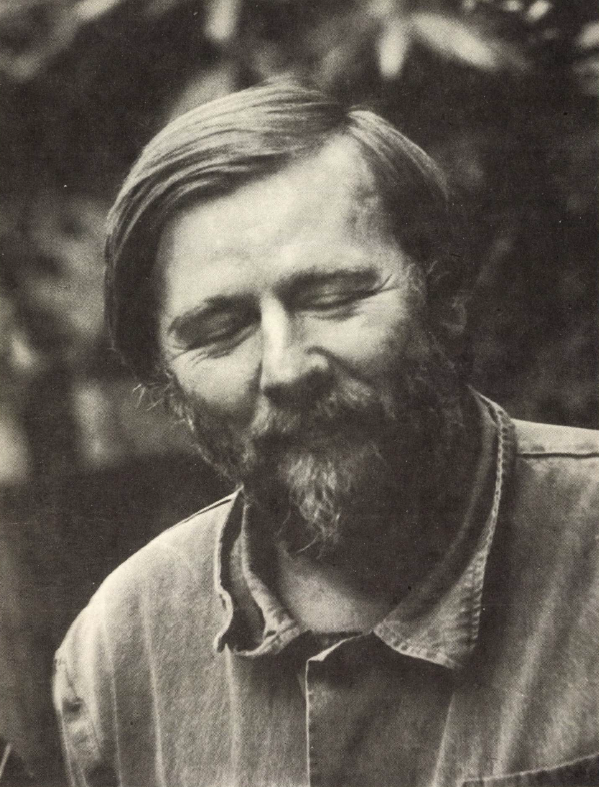
Tolnai Ottó

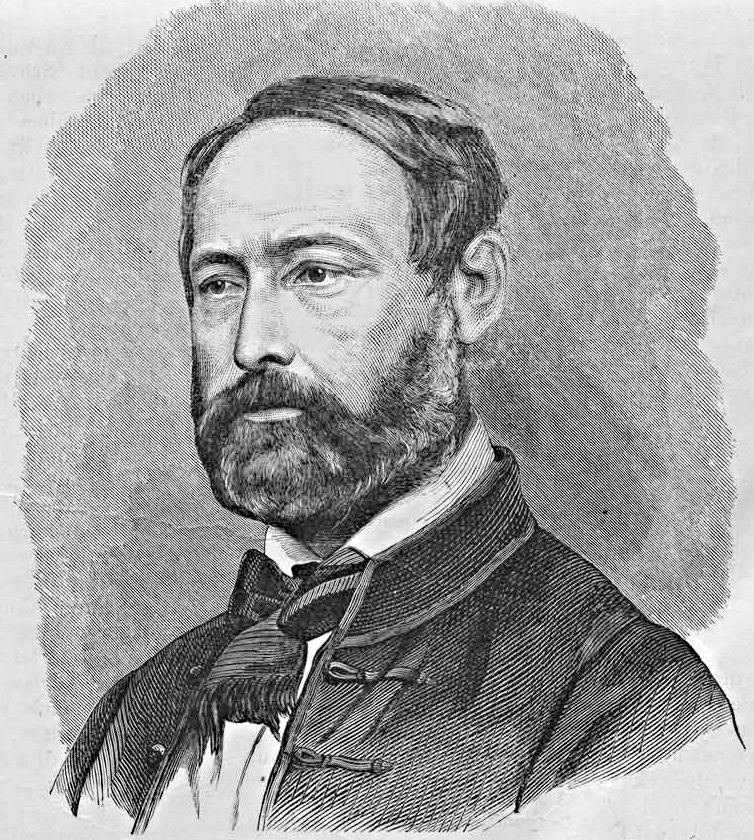
Tompa Mihály

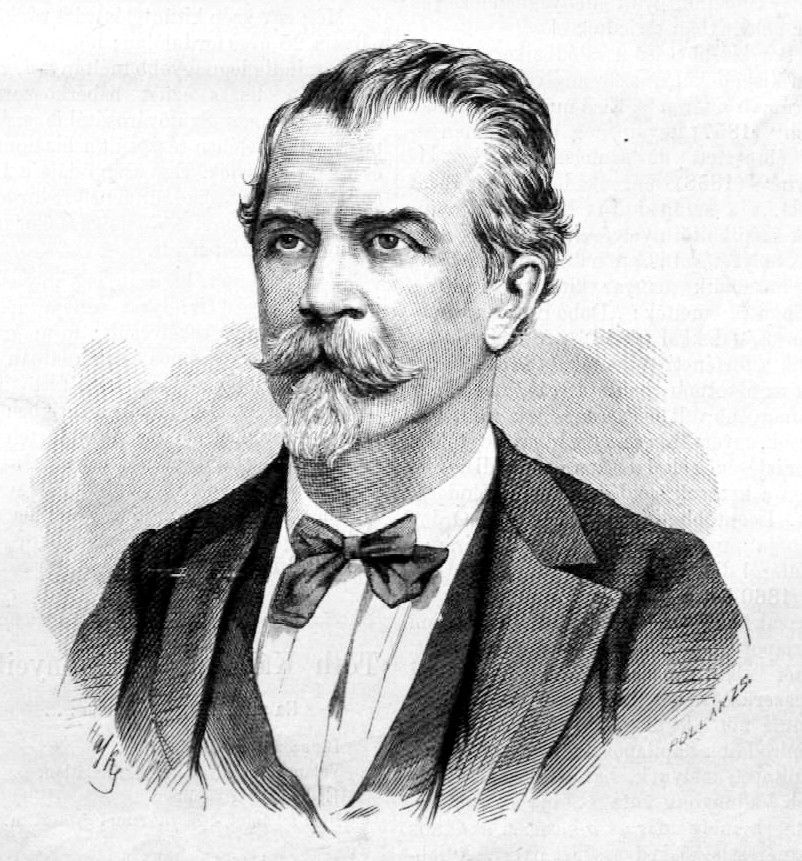
Tóth Kálmán

- Tabák András (1938–2014) író, szerkesztő
- Tabi László (1910–1989) író, újságíró, szerkesztő, publicista, humorista
- Tábor Ádám (1947–) esszéíró, költő, szerkesztő
- Tábor Béla (1907–1992) író, műfordító, filozófus
- Tábor Eszter (1952–) költő, műfordító
- Tábori Piroska (1892–1947) költő, ifjúsági író
- Tábori Róbert (1855–1906) író, újságíró
- Takács Imre (1926–2000) költő, műfordító
- Takács Tibor (eredeti nevén Takács István 1927–2014) író, költő, újságíró, rádiós szerkesztő
- Takács Zsuzsa (1938–) író, költő, műfordító, tanár
- Takáts Gyula (1911–2008) költő, író, műfordító, kritikus, tanár
- Tallai Gábor (1970–) író, tanár
- Tallér Edina (1971–) író, drámaíró, újságíró
- Tamás Aladár  (1899–1992) költő, író, műfordító
- Tamás István (1904–1974)
- Tamás István (1955–) költő, író, újságíró
- Tamás Lajos (1903–1960) költő, újságíró
- Tamás Menyhért (1940–) költő, író, műfordító
- S. Tamási Áron (1965–) költő, pénzügyőr
- Tamási Áron (1897–1966) író
- Tamás Ferenc (1956–) író, költő, irodalomtörténész, tanár
- Tamási Gáspár (1904–1982) emlékiratíró
- Tamási Lajos (1923–1992) költő
- Tamási Orosz János (1953–) költő, író, szerkesztő, újságíró
- Tamkó Sirató Károly (1905–1980) költő, művészetfilozófus, műfordító
- Táncsics Mihály (1799–1884) író, publicista, politikus
- Tandori Dezső (1938–2019) költő, író, műfordító, esszéista
- Tanner Ilona (írói nevén: Török Sophie) (1895–1955) író, költő
- Tar Sándor (1941–2005) író, szociográfus
- Tarbay Ede (1932–2019) dramaturg, író, műfordító, költő
- Tardos Tibor (1918–2004) író
- Tarics Péter (1966–) újságíró, író
- Tarján Tamás (születési nevén Hovhannesian Arakhel) 1949–2017) irodalomtörténész, egyetemi tanár, színikritikus, dramaturg
- Tárkányi Béla (eredeti nevén Viperina József, 1821–1886) egri kanonok, költő, műfordító
- Tárkányi Imre (1932–) költő, író
- Tasnádi Attila (1937–) kritikus, művészeti író
- Tasnádi István (1970–) drámaíró
- Tatay Sándor (1910–1991) író
- Teknős Péter (1920–1998) író, regényíró, sci-fi író, ifjúsági szerző
- Telekes Béla (1873–1960) költő, műfordító
- Teleki Ferenc (1785–1831) költő, matematikus
- Telkes Margit (?) gyermekorvos, író
- Telléry Márton (1982–) író, műfordító, tanár
- Temesi Ferenc (1949–) író
- Terebess Gábor (1944–) író, műfordító, keramikus, könyvtervező, orientalista könyvkiadó
- Terék Anna (1984–) költő, drámaíró
- Térey János (eredeti nevén Tóth János, 1970–2019) író, költő, drámaíró, műfordító
- Térey Sándor (eredeti nevén  Kuthy Sándor, 1886–1955) költő, regényíró, műfordító
- Tersánszky Józsi Jenő (1888–1969) író
- Teslár Ákos (1980–) író
- Thabet Mona (1975–) költő, író
- Thaly Kálmán (1839–1909) költő, történelmi író, politikus
- Thiery Árpád (1928–1993) író
- Thinsz Géza (1934–1990) emigráns magyar költő, műfordító
- Thuróczy Katalin (1948–) író, újságíró
- Thury Lajos (1896–1989) író, újságíró
- Thury Zoltán (eredetileg: Köpe Zoltán 1870–1906) író, újságíró
- Thury Zsuzsa (1901–1989) író
- Thurzó Gábor (eredeti nevén Rutterschmidt Károly, 1919–1979) író, kritikus, műfordító, forgatókönyvíró
- Tillmann Pentele (1979–) költő
- Timár György  (1929–2003) író, költő, kritikus, műfordító, újságíró, humorista
- Tímár Máté (1922–1999) író
- Tisza Domokos (1837–1856) költő
- Tisza Kata (1980–) író
- Tiszaváry Ervin (1916–2006[5]) költő, közgazdász, nyelvész, jogász
- Tokaji Zsolt (1971–) író, műfordító, szerkesztő, orientalista
- Toldalagi Pál (1914–1976) költő
- Tollas Tibor lásd még: Kecskési Tollas Tibor
- Tolnai Lajos (1837–1902) író, publicista
- Tolnai Ottó (1940–) vajdasági magyar író, költő, műfordító
- Tolvaj Zoltán (1978–) költő, műfordító
- Tolvaly Ferenc  (1957–) író, filmrendező
- Tombor Tibor (1909–2000) író, könyvtáros
- Tomkiss Tamás (1974–) író, költő, szerkesztő
- Tompa Andrea (1971–) író, színikritikus
- Tompa Gábor (1957–) színházi rendező, színházigazgató, egyetemi tanár, színészpedagógus, költő
- Tompa László (1883–1964) erdélyi magyar költő, műfordító
- Tompa Mihály (1817–1868) költő, református lelkész
- Toót-Holló Tamás (1966–) író, szerkesztő, irodalomtörténész
- Tordai Zádor (1924–2010) író, filozófus
- Tordon Ákos Miklós (1924–2012) író, műfordító
- Tormay Cécile (1875–1937) író, műfordító
- Tornai József (1927–2020) költő, író, műfordító
- Tótfalusi István (eredeti nevén Tóth István 1936–2020) író, nyelvész, angol műfordító
- Tóth Árpád (1886–1928) költő, műfordító
- Tóthárpád Ferenc (1958–) költő, író, andragógus
- Tóth A. Tamás (1960–) jogász, író, költő
- Tóth Bálint (1929–2017) költő, író, műfordító
- Tóth Béla (1924–2013) író
- Tóth Erzsébet (1951–) költő
- Tóth Eszter (1920–2001) költő, író, műfordító
- Tóth Éva (1939–2017) költő, műfordító, esszéista
- Tóth Ferenc (1940–1980) vajdasági magyar költő, drámaíró, néprajztudós, tanár
- Tóth Gábor Ákos (1955–) író, újságíró
- Tóth Gábor (1950–) akcióművész, költő
- Tóth Gyula (1928–) író, történész, filológus
- Cs. Tóth János (Csikós, 1951–) szakíró, művészeti író, könyvkiadó
- Tóth Judit  (1936–) költő
- Tóth Kálmán (1831–1881) költő, dráma- és újságíró, politikus
- Tóth Kinga (1983–) költő, képzőművész
- Tóth Krisztina (1967–) költő, író, műfordító, ólomüveg-készítő
- Tóth Lőrinc (1814–1903) ügyvéd, kúriai elnök, drámaíró
- Tóth-Máthé Miklós (1936–2019) színész, író, újságíró
- Totth Benedek (1977–) író, műfordító, szerkesztő
- Tóvölgyi Titusz (1838–1918) magyar író, újságíró
- Tőke Péter Miklós (1945–2017) író, festőművész, tanár
- Tömörkény István (1866–1917) író, újságíró, néprajzkutató, régész, múzeum- és könyvtárigazgató
- Törő István (1949–) író, költő, újságíró
- Török Rezső (1895–1966) író, újságíró
- Török Sándor (1904–1985) író, műfordító, antropozófus
- Török Sophie lásd Tanner Ilona
- Török Tamás (1925–1993) író, rendező, dramaturg
- Török-Zselenszky Tamás (1974–) író, költő, zenész
- Tőzsér Árpád (1935–) költő, szerkesztő, kritikus, műfordító
- Turbuly Lilla (1965–) költő, író, kritikus
- Turczi István (1957–) költő, író, műfordító, szerkesztő, művelődésszervező, irodalomtudós
- Turcsányi Elek (1889–1944) költő, író
- Turcsány Péter (1951–2015) költő, író, kiadóvezető
- Turi Tímea (1984–) költő, író, újságíró
- A. Túri Zsuzsa (1971–) költő, író
- Túrmezei Erzsébet (1912–2000) költő, műfordító
- Turóczi-Trostler József (1888–1962) irodalomtörténész, egyetemi tanár
- Tutsek Anna (1865–1944) író
- Tüskés Tibor (1930–2009) író, kritikus, irodalomtörténész, szerkesztő
- Tűz Tamás (1916–1992) költő, író, katolikus pap
- Tüzér Károly (eredeti nevén Bartalis Károly Imre, 19–20. század) író

## U, Ú
- Udud István (1937–) költő

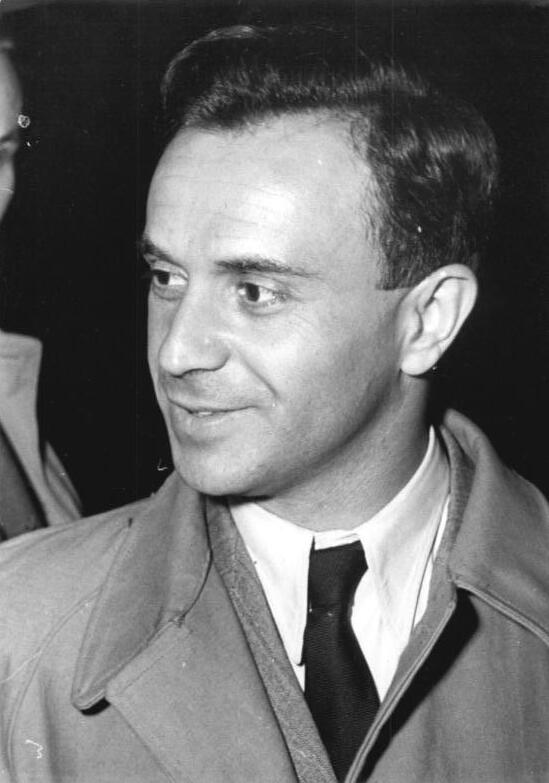
Urbán Ernő

Utassy József

- Udvari István (1950–2005) nyelvész, művelődéstörténész
- Ughy Szabina (1985–) költő, újságíró
- Ugrin Aranka (1948–) irodalomtörténész, rádiós szerkesztő
- Uhrinyi János (1942–) író
- Ujfalussy József (1920–2010) zenetörténész, zeneesztéta
- Újfalusy Tóth Endre (1936–2012) költő
- Újhelyi János (1941–1999) író, filmdramaturg
- Újkéry Csaba (1943–) író, jogász, bíró
- Újfalvy Krisztina (1761–1818) költő
- Ujlaki Antal (1867–1921) író, újságíró
- Ujlaky Sári (Charlotte, 1920–?) műfordító, újságíró
- Újvári Erzsi (1899–1940) költő, újságíró
- Ujváry Gábor (1960–) történész, levéltáros
- Ujváry Zsuzsanna (1953–) történész
- Újváry Sándor (1904–1988) író, költő, könyvkiadó
- Ujváry Zoltán (1932–2018) néprajzkutató
- Ullmann István (U., Stephen, 1914–1976) nyelvész, filológus
- Unger Emil (1926–1999) patológus
- Unger Ilona (1886–?) költő, író
- Ungvári Tamás (1930–2019) író, műfordító, kritikus, irodalomtörténész
- Ungvárnémeti Tóth László (1788–1820) költő
- Ungváry Rudolf (írói neve: Rudolph U., 1936–)
- Ungváry Zsolt (1968–) író
- Uram Tamás (?) műfordító
- Uray Piroska (1953–2012) irodalomtörténész
- Urbán Aladár (1929–2019) történész
- Urbán Ernő (1918–1974) író, újságíró
- Urbán Farkas Gábor (1953–) költő, technikus, fényképész
- Urbán Gyula (1938–2025) író, költő, bábrendező, dramaturg
- Urbán János (1921–1993) költő
- Urbán László (1935–2013) könyvtáros, szerkesztő
- Urr Ida (1904–1989) költő, orvos
- Utasi Csaba (1941–2010) irodalomtörténész, kritikus, szerkesztő
- Utasi Csilla (1964/1966–) esszéíró, kritikus
- Utasi Mária (1943–1985) költő
- Urr Ida (1904–1989) költő, orvos
- Utassy József (1941–2010) költő, műfordító

## V

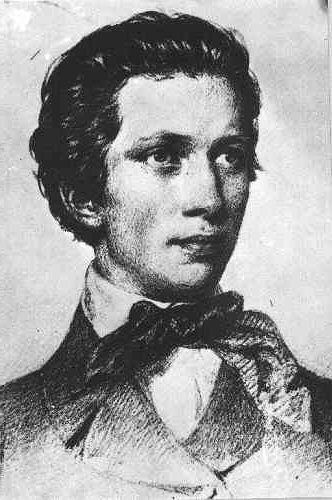
Vajda János

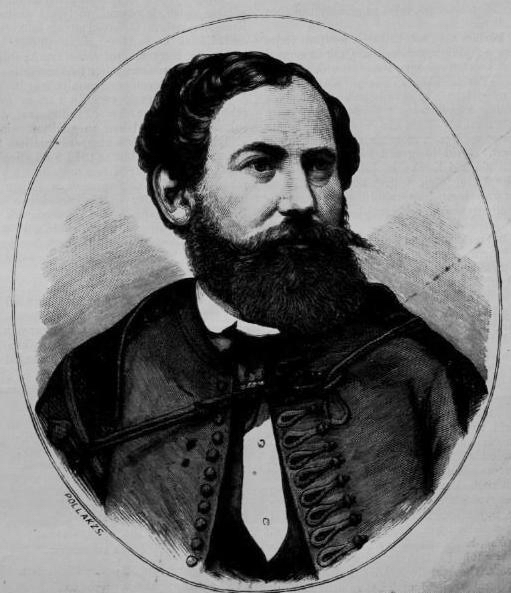
Vas Gereben

Vas István

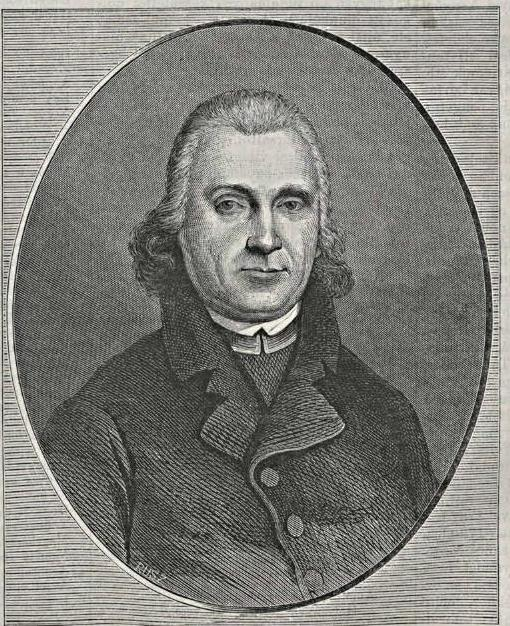
Verseghy Ferenc

Vészi Endre

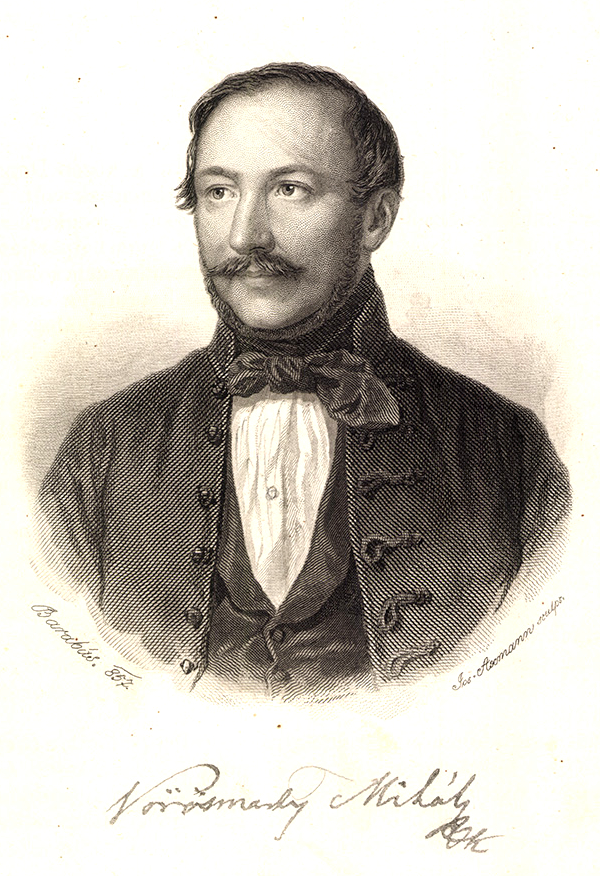
Vörösmarty Mihály

- Vachott Sándor (1818–1861) költő, író, ügyvéd
- Vadász Ferenc (1916–2009) író, újságíró.
- Váci Mihály (1924–1970) költő, műfordító
- Vajay Szabolcs (1921–2010) társadalomtörténész
- Vajda Endre (1914–1987) költő, esszéista, kritikus, műfordító
- Vajda János (1827–1897) költő
- Vajda Péter (1808–1846) költő, drámaíró, pedagógus
- Vajthó László (1887–1977) irodalomtörténész, műfordító, szerkesztő
- Vályi Nagy Ferenc (1765–1820) tanár, filológus, író
- Vámos Miklós (eredetileg Vámos Tibor, 1950–) író, forgatókönyvíró, dramaturg, kiadóigazgató
- Vándor Lajos (1913–1945) költő
- Váradi Antal (eredeti nevén Weber Antal, 1854–1923) bölcseleti doktor, drámaíró
- Várady Eszter (1953–) író
- Várady Szabolcs (1943–) költő, műfordító, szerkesztő
- Varga Dániel (1958–) költő, író
- Varga Domokos (1922–2002) író, újságíró
- Varga Imre (1919–1989) író
- Varga Imre (1950–) költő, műfordító, szerkesztő
- Cs. Varga István (1946–) irodalomtörténész, kritikus
- Varga József (1930–2021) egyetemi tanár, nyelvész, költő, író
- Varga Katalin (1928–2011) költő, író
- Varga Krisztina (1972–) költő
- Varga László (1910–2003) politikus, ügyvéd, író
- Varga László Edgár (1985–) költő, szerkesztő
- Varga Lóránt (1969–) író, drámaíró, közösségi író
- Varga M. Magdolna (1956–) író
- Varga Rudolf (1950–) író, rendező
- Vargha Gyula (1853–1929) statisztikus, költő, műfordító
- Vargha Kálmán (1925–1988) irodalomtörténész, kritikus, bibliográfus
- Vári Attila (1946–2024) erdélyi magyar író, költő
- Várkonyi Nándor (1896–1975) író, szerkesztő, kultúrtörténész
- Várnai Zseni (1890–1981) költő
- Varró Dániel (1977–) költő, műfordító
- Vas Gereben (1823–1868) ügyvéd, hírlapíró, elbeszélő
- Vas István (1910–1991) költő, író, műfordító
- Vasadi Péter (1926–2017) költő, író, esszéíró, irodalomkritikus, műfordító
- Vasas Tamás (1989–) költő, slammer, zenész
- Vásárhelyi Judit lásd: Pojjákné Vásárhelyi Judit
- Vásárhelyi Vera (1922–2000) író, újságíró
- Vass Virág (1969–) író, újságíró
- Vasváry-Tóth Tibor (1962–) író, teológus, filozófus, könyvtáros, költő, zeneszerző
- Vaszary Gábor (1897–1985) író, újságíró
- Vathy Zsuzsa (1940–2017) író, újságíró, szerkesztő
- Végel László (1941–) író, drámaíró, esszéista
- Végh Antal (1933–2000) író, szociográfus
- Végh Attila (1962–) költő, esszéíró, kritikus
- Végh György (1919–1982) költő, író, műfordító
- Véghelyi Balázs (1983–) költő, prózaíró
- Veigelsberg Hugó lásd: Ignotus
- Vékás Sándor (1972–) költő, újságíró
- Vekerdy Tamás (1935–2019) pszichológus, író
- Vékey Tamás (1932–2012) lelkész, író, költő
- Vékony Antal (1848–1903) író, költő, tanár
- Verbőczy Antal (1948–1982) költő, író
- Veres Péter (1897–1970) író, politikus, honvédelmi miniszter
- Veress István (1932–) író, újságíró, szerkesztő
- Veress Miklós (1942–2019) költő, műfordító, kritikus
- M. Veress Zsuzsanna (1946–1991) erdélyi magyar költő, prózaíró
- Verrasztó Gábor (1964–2022) újságíró, író
- Verseghy Ferenc (1757–1822) költő, nyelvész
- Vészi Endre (1916–1987) költő, író
- Vészi János (1927–2003) újságíró, szerkesztő, művelődéstörténész
- Veszteg Ferenc (1946–) vajdasági magyar költő
- Vesztergom Andrea (1977–) költő
- Vető János (1953–) képzőművész, fotóművész, dalszövegíró, költő, zenész
- Vető Miklós (1918–1945) költő
- Vezsenyi Ildikó (1956–) író, költő
- Vida Gábor (1968–) író, szerkesztő
- Vida Gergely (1973–) felvidéki költő, irodalomtörténész
- Vidor Miklós (1923–2003) író, költő, műfordító
- Vidra Gabriella (?–) tanár, író
- Vihar Béla (1908–1978) költő, újságíró, tanár
- Vilcsek Béla (1956–2021) irodalomtörténész, kritikus, egyetemi tanár
- Villányi László (1953–) költő
- Viola József (1927–2013) költő, író, műfordító, festő
- Virág Benedek (1754–1830) tanár, költő, műfordító, történetíró
- Visky András (1953–) író, drámaíró, dramaturg, színházi teoretikus
- Vitéz György (1933–2009) költő, író
- Vitkovics Mihály (1778–1829) magyar és szerb költő, műfordító
- Vitó Zoltán (1940–2011) költő
- Víg Mihály (1957–) dalszövegíró, zeneszerző, költő, novellista
- Vojtkó Pál (1867–1909) újvidéki, majd soproni tanár, novellista, író
- Vozári Dezső (1904–1972) felvidéki magyar költő, műfordító
- Vörös István (1964–) költő, prózaíró, kritikus, irodalomtörténész, esszéista
- Vörösmarty Marcell (1966–) költő
- Vörösmarty Mihály (1800–1855) költő, író, a magyar romantika egyik legnagyobb alakja

## W

Weöres Sándor

- Wacha Imre (1931–2018) nyelvész, beszédtanár, szakíró
- Waczulik Margit (1913–2003) történész, irodalomtörténész
- Wagner Lilla (Vészy Mátyásné, 1903–1978) író, pszichológus, szociológus, pszichoanalitikus, könyvtáros
- Waldapfel Eszter (Varga Endréné, 1906–1968) történész, könyvtáros
- Waldapfel József (1904–1968) irodalomtörténész
- Walkó György (1920–1997) irodalomtörténész, műfordító.
- Walkó Györgyné (Walkóné Békés Ágnes, 1921–) irodalomtörténész, műfordító
- Warga Marcell (?) író
- Wass Albert (1908–1998) erdélyi magyar író és költő
- Wéber Antal (1929–2012) irodalomtörténész, kritikus
- Weber Katalin (1965–) műfordító, szerkesztő
- Weisz Mór lásd: Szomory Dezső
- Wehner Tibor (1948–) író, művészettörténész
- Weiner Sennyey Tibor (1981–) költő, író, esszéista, szerkesztő
- Weöres Sándor (1913–1989) költő, író, műfordító, irodalomtudós
- Wernitzer Julianna (1959–) irodalomtörténész
- Wesselényi Miklós (1911–1980) író, újságíró, helyettes főszerkesztő
- Wesselényi Zsuzsanna (1744–1800) író
- Wessely László (1904–1978) műfordító, publicista
- Wessetzky Vilmos (1909–1997) egyiptológus
- Wimpffen Beatrix Antónia (írói nevén: Anda Róza 1808–1844) költő, író, műfordító
- Wirth Imre (1964–) író, irodalomtörténész
- Wojtilla Gyula (1945–) orientalista, ókortörténész, indológus
- Wutka Tamás (1951–2013) író, irodalomtörténész, kritikus

## Y
- Ybl Ervin (1890–1965) művészettörténész

## Z
- Zaary Károly (?) mérnök, költő

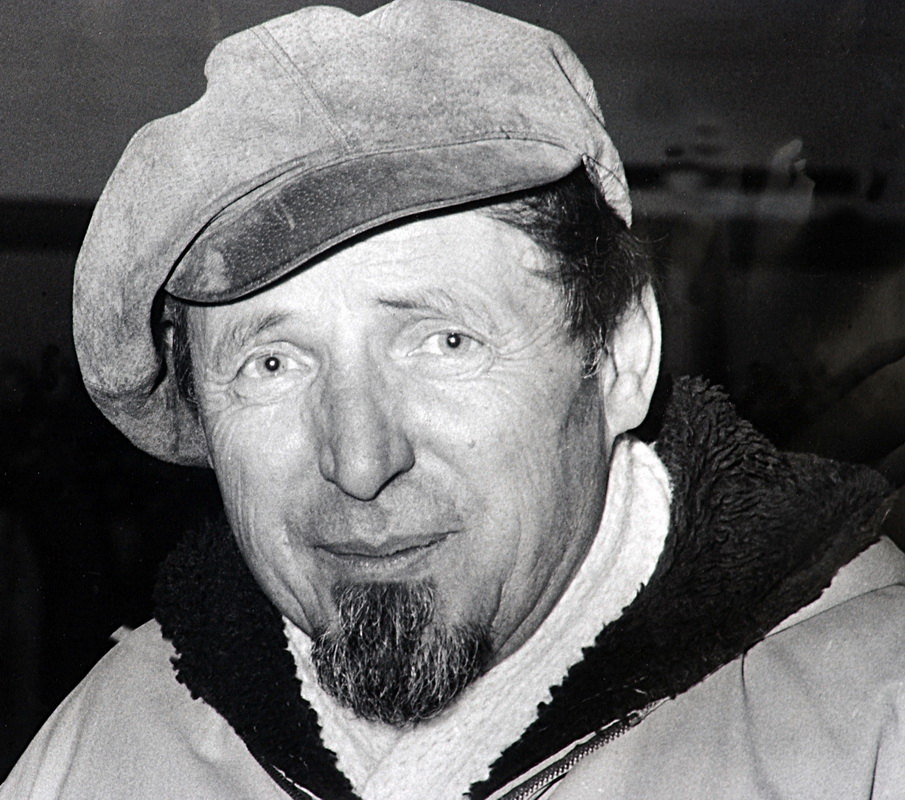
Zám Tibor

Zelk Zoltán

- Zajti Ferenc (1886–1961) festő, könyvtáros, orientalista, író
- Zajzoni Rab István (1832–1862) csángó költő
- Zákány Antal (1918–1987) vajdasági magyar költő
- Zala Simon Tibor (1953–2005) újságíró, szerkesztő
- Zalai Szalay László (1879–1944) író, szerkesztő
- Zalán Tibor (1954–) költő, író
- Zalár József (1825–1914) költő
- Zalka Máté (1896–1937) író, tábornok
- Zalka Miklós (1928–1997) író, újságíró, katonatiszt
- Zám Tibor (1929–1984) író, szociográfus
- Závada Pál (1954–) író, szerkesztő, szociológus
- Závada Péter (1982–) költő, rapper
- Zboray Aladár (1868–1908) író, költő, hírlapíró
- Zelei Miklós (1948–2021) költő, író, újságíró
- Zelk Zoltán (1906–1981) költő
- Zemlényi Zoltán (1970–) író
- Zempléni Árpád (1865–1919) költő, műfordító
- Zerinváry Szilárd (1886–1947) jogász, politikus, költő
- Zerinváry Szilárd (1915–1958) tanár, csillagász, költő
- Zichy Géza (1849–1924) író, drámaíró, zeneszerző, zongoraművész, császári és királyi kamarás
- Zigány Árpád (1865–1936) újságíró, író, műfordító
- Zilahy Károly (1838–1864) újságíró, kritikus
- Zilahy Lajos (1891–1974) író, publicista
- Zilahy Péter (1970–) író, költő
- Zimándi Pius (1909–1973) irodalomtörténész, pedagógiai szakíró
- Zirig Árpád (1940–) felvidéki magyar költő, író, pedagógus
- Zolnay Vilmos (1913–1983) író, kultúrtörténész
- Zonda Tamás (1940–) író, költő, neurológus, pszichiáter
- Zöld Mihály (1880–1931) költő, református lelkész
- Zöldi Márton (1854–1919) író, hírlapíró, színész, publicista, színigazgató
- Zudor János (1954–2018) erdélyi magyar költő

## Zs
- Zságot András (1971–) író
- Zsávolya Zoltán (eredeti nevén Grudl Zoltán, 1968–) költő, író, esztéta
- Zselenszky Tamás lásd: Török-Zselenszky Tamás
- Zsigmond Ede (1916–1944) költő
- Zsigray Julianna (1903–1987) író, költő
- Zsille Gábor (1972–) költő, műfordító, publicista
- Zsille Zoltán (1942–2002) szociológus, író, újságíró
- Zsoldos László (1874–1926)  hírlapíró, tárcaíró, novellista
- Zsoldos Péter (1930–1997) sci-fi író
- Zsolt Béla (1895–1949) író, polgári radikális újságíró
- Zsombok Zoltán (1903–1981) író, meseíró

## Magyar származású költők, írók
- Alexander Brody (Bródy Sándor 1933–2022)
- Joe Eszterhas (Eszterhás József, 1944–)
- György Faludy (Faludy György, 1910–2006)
- Claire Kenneth (Kende Klára, 1923–2000)
- Efrájim Kishon (Kishont Ferenc, 1924–2005)
- Arthur Koestler (Kösztler Artur, 1905–1983)
- Agota Kristof (Kristóf Ágota, 1935–2011)
- George Mikes (Mikes György, 1912–1987)
- George Tabori (Tábori György, 1914–2007)

### Szerzőkről
- Magyar esszéirodalom – magyar esszészerzők listájával
- Régi magyar költők és írók listája
- Kisebbségi magyar költők, írók listája
- Magyarországi szlovén költők, írók listája
- Emigráns magyar költők, írók listája

### Művekről
- A Korunk 2001-es körkérdése a 20. század legszebb magyar verseiről